# Inmigración en Argentina

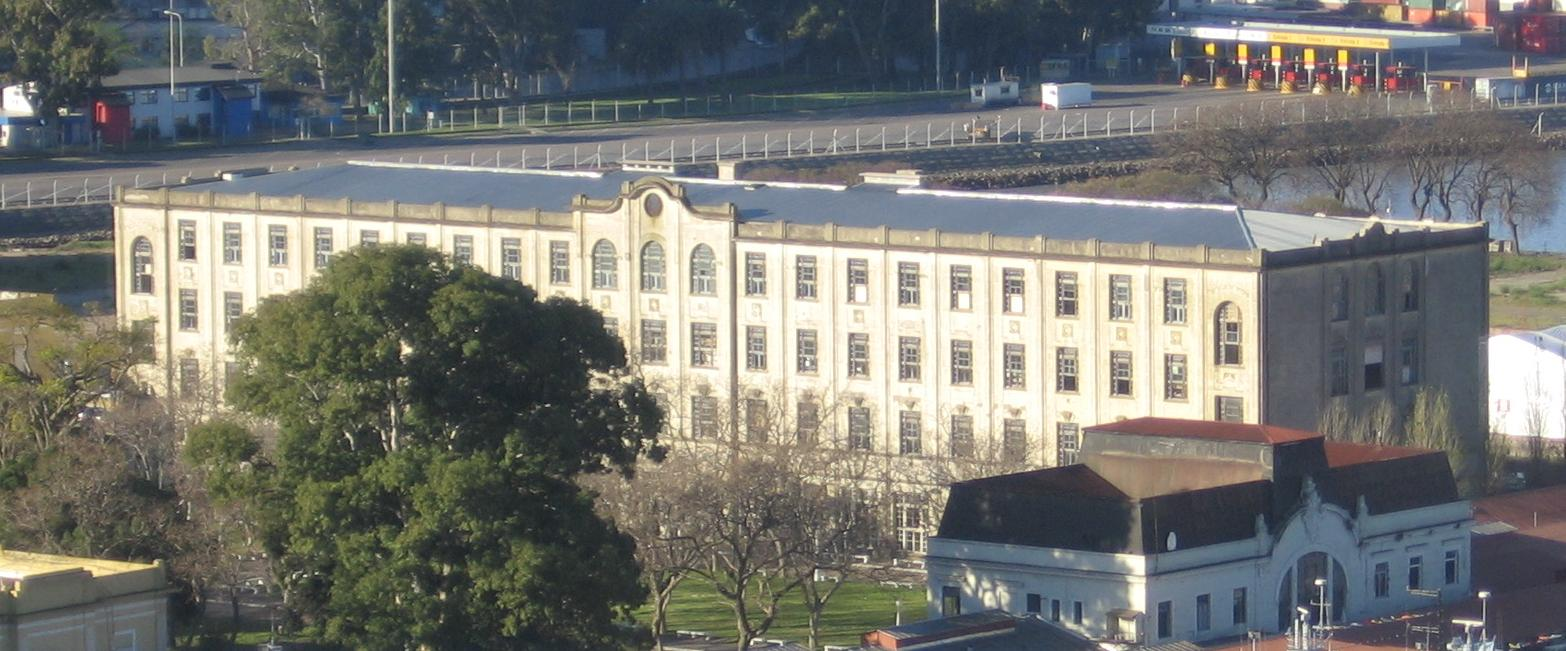
El antiguo Hotel de Inmigrantes en el puerto de Buenos Aires, hoy Museo de la Inmigración. Construido en 1906, podía hospedar hasta 4.000 personas.

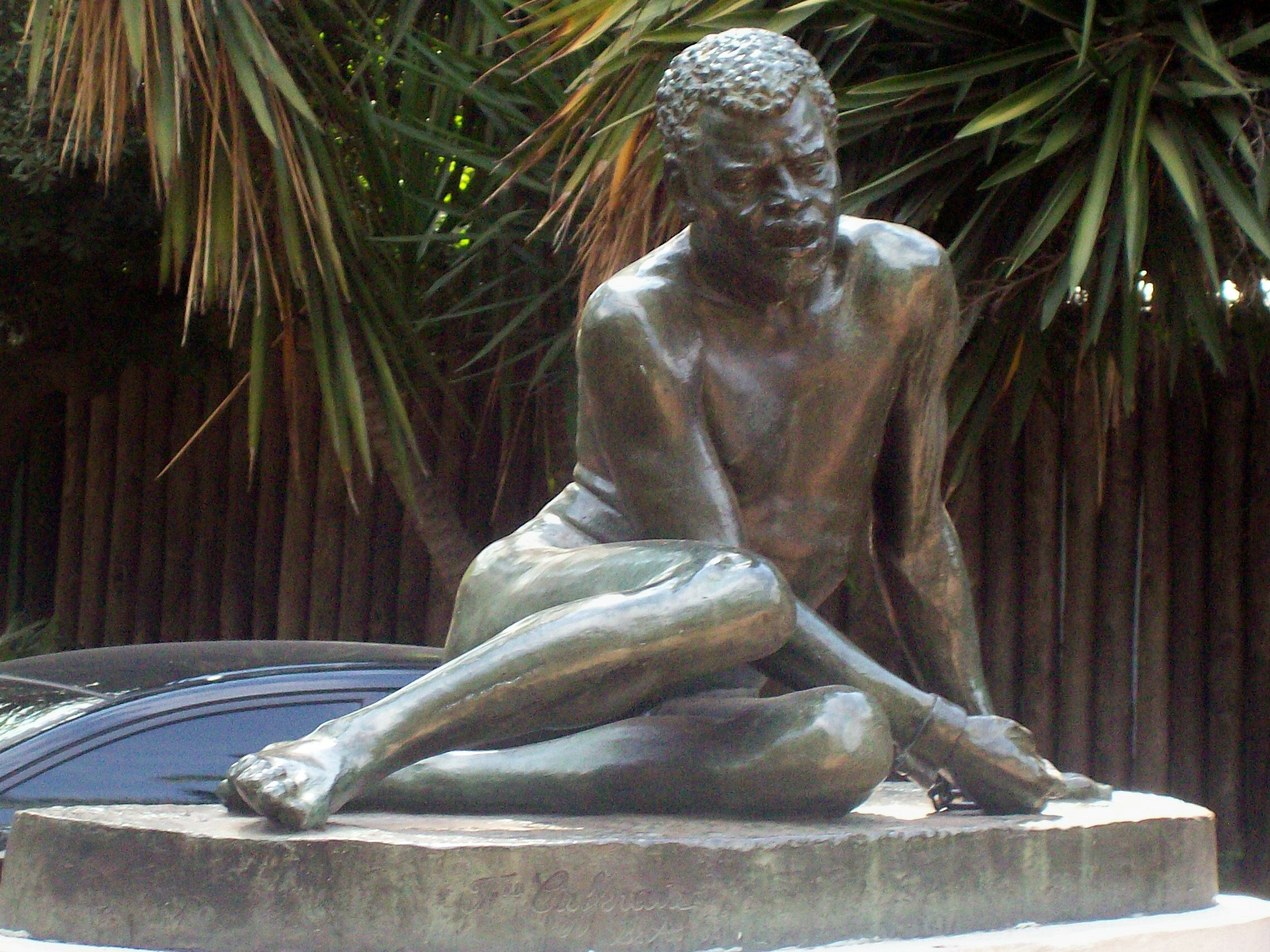
"La esclavitud", de Francisco Cafferata. La inmigración forzada de esclavos de África fue una de las grandes corrientes inmigratorias en Argentina, hasta su abolición con la declaración de independencia.

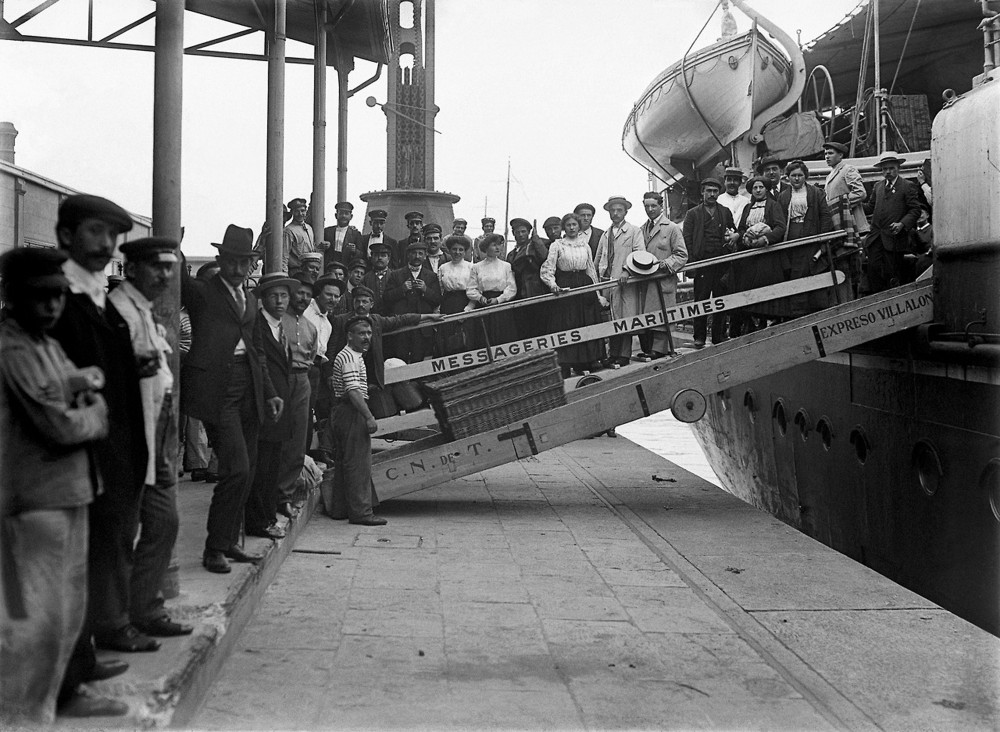
Inmigrantes europeos llegando a la Argentina, finales del

La inmigración al actual territorio de la República Argentina comenzó hace varios milenios a. C. con la llegada de seres humanos de origen asiático al continente americano a través del puente de Beringia, según las teorías más aceptadas, quienes fueron poblando lentamente el continente. Al momento de la llegada de los conquistadores españoles, los habitantes del actual territorio sumaban aproximadamente 400 000 personas, pertenecientes a numerosas civilizaciones, culturas y tribus distintas.
Sobre este sustrato, el territorio argentino ha experimentado distintas corrientes migratorias. La colonización hispánica entre los siglos XVI y XVIII, escasa y mayoritariamente masculina, se reprodujo sexualmente con los nativos, en un proceso de mestizaje, aunque no todo el actual territorio fue efectivamente colonizado por los españoles. La región chaqueña argentina, la Patagonia oriental, la actual provincia de La Pampa, la zona sur de Córdoba y el centro y sur de Buenos Aires, San Luis y Mendoza, se mantuvieron bajo dominio indígena —guaycurúes y wichís en la región chaqueña; huarpes en sur del cuyana y norte neuquino; ranqueles en el este del Cuyo y norte de la región pampeana; tehuelches y mapuches en las regiones pampeana y patagónica, y Selknam y yámanas en el archipiélago de Tierra del Fuego— que fueron mapuchizándose, primero al este de la cordillera de los Andes, mixogenizando a los pehuenches. Los Querandíes que habitaron el norte de Buenos Aires. Los tonocotés, lule en Santiago Del Estero,  y huarpes en Mendoza y San Juan pasaron bajo dominio español, a mediados del siglo XVIII y continuando hacia 1830 con los aborígenes de las pampas y norte de la Patagonia, siendo conquistadas por el Estado argentino, luego de su independencia.
La población negra, principalmente de origen Bantú, fue introducida de forma forzada y en gran número desde la África subsahariana para trabajar como esclavos en la colonia desde finales del siglo XVI y hasta principios del XIX. Principalmente se dirigieron a Buenos Aires y Córdoba. Poco después de iniciado el movimiento independentista, la Asamblea del Año XIII abolió el comercio de personas y estableció la prohibición de esclavizar a hijos de esclavas (la llamada "libertad de vientres"). La Constitución de 1853 finalmente abolió la esclavitud.
La inmigración mayormente europea (particularmente de italianos y españoles) y en menor medida del Asia occidental y Norte de África, incluyendo considerables corrientes árabes y judías, se produjo entre finales del siglo XIX y la primera mitad del XX . Esta inmigración fue fomentada por la Constitución de 1853, que prohibió establecer limitaciones para ingresar al país a los «extranjeros que traigan por objeto labrar la tierra, mejorar las industrias, e introducir y enseñar las ciencias y las artes» y ordena al Estado fomentar la inmigración «europea», siguiendo el precepto alberdiano de «gobernar es poblar». Estas políticas estaban destinada a generar un tejido social rural y a finalizar la ocupación de los territorios pampeanos, patagónicos y chaqueños, que hasta la década de 1880 estaban habitadas por diversas culturas indígenas. Como consecuencia de las grandes corrientes inmigratorias, a partir de la segunda mitad del siglo XIX, la población argentina pasó de 0,14% al 0,6% a nivel mundial hacia 1930 y se mantuvo así desde entonces.
La inmigración de países vecinos (Uruguay, Chile, Brasil Bolivia y Paraguay) se desarrolló de manera más o menos continua a lo largo de los siglos XIX, XX y XXI. Estas corrientes inmigratorias se remontan a las primeras civilizaciones agroalfareras aparecidas en territorio argentino.
A partir de las décadas de 1980 y 1990, las corrientes migratorias provienen especialmente de Chile, Paraguay, Bolivia, Perú, Asia (particularmente de Corea y China), y Europa oriental.
Desde la década de 1990 se acentuó una corriente emigratoria, principalmente hacia Europa y Estados Unidos. Además, siguen llegando inmigrantes provenientes de Bolivia, Paraguay y Perú; y ahora también hay corrientes migratorias provenientes de China, Colombia, Cuba, Venezuela, Senegal, Ecuador, República Dominicana y Rusia.
Al momento de organizarse constitucionalmente a mediados del siglo XIX, Argentina era un país escasamente poblado, con menor población que otros países sudamericanos como Bolivia, Chile y Perú. Mediante la política inmigratoria, Argentina pasó de tener una población de 1,1 millones de habitantes en 1850 (3,5% de América Latina), para alcanzar 11,8 millones de habitantes en 1930 (11,1% de América Latina). El primer censo nacional (en 1869) arrojó un total de 1 737 000 habitantes. Hacia 1960, el país tenía ya un poco más de 20 millones, es decir que en 90 años había multiplicado su población inicial por 10, mientras que en el mismo lapso, la población mundial se multiplicó por 5. Entre 1870 y 2000, el saldo migratorio del país (resultado neto de inmigración menos emigración) se estimaba en alrededor de 6,3 millones de personas.
La población inmigrante representó una parte fundamental de la composición demográfica de Argentina. En los censos de 1869, 1895 y 1914 representaban el 12,1%, 25,4% y 29,9% de la población, respectivamente. Tras el censo de 1960, este porcentaje se fue reduciendo gradualmente hasta representar el 4,2% de la población en el censo de 2001. El censo de 2010 registró que en ese momento Argentina contaba con 1 805 957 inmigrantes en su territorio, representando el 4,5% de la población, lo que significo un aumento. Según un informe de la ONU de 2017, se estima que el país alberga a cerca de 2 200 000 extranjeros, la mayor cantidad de toda América Latina, y ubica a Argentina en el puesto 28 del ranking mundial. El informe de 2020 reveló que este número ascendía a 2 281 728, lo que representó el 5,03% de la población total. Según el censo de 2022, en comparación al censo de 2010, el número había aumentado a 1 933 463, pero su porcentaje sobre el total de la población se redujo a 4,2%. A pesar de esto, un estudio del RENAPER informó la presencia de 3.094.372 inmigrantes en Argentina, para agosto de 2023.
Las composiciones étnicas derivadas de la inmigración es muy variada según las zonas y localidades del país. A grandes rasgos se distribuyen de la siguiente manera:
- La región central es el lugar de mayor atracción de grandes corrientes migratorias, como las provenientes de Italia, España, Francia, Alemania, Irlanda, Reino Unido, Paraguay, Bolivia, Chile, Uruguay y Perú. La ciudad de Buenos Aires, en particular, registró además importantes corrientes inmigratorias de origen askenazi y armenio.
- El nordeste registró importantes corrientes provenientes de Paraguay, Brasil, España, Polonia, Ucrania, Rusia y Alemania.
- La región noroeste registró mayores corrientes migratorias procedentes de Bolivia, Perú, España y Medio Oriente (fundamentalmente de los actuales Siria y Líbano).
- La Patagonia argentina registró corrientes inmigratorias relativamente mayores provenientes de Chile, Suiza, Alemania, Sudáfrica (bóer) y Reino Unido (principalmente de Gales).
- Las políticas de colonización llevaron también a la conformación de varias ciudades con composiciones étnicas de origen inmigratorio definido, como sucedió en la provincia de Buenos Aires con Pigüé para los franceses y Carlos Casares para los judíos askenazi, y en la zona oriental de la provincia de Chubut con galeses, impactada más recientemente por la inmigración boliviana.[38]

## Migraciones precolombinas

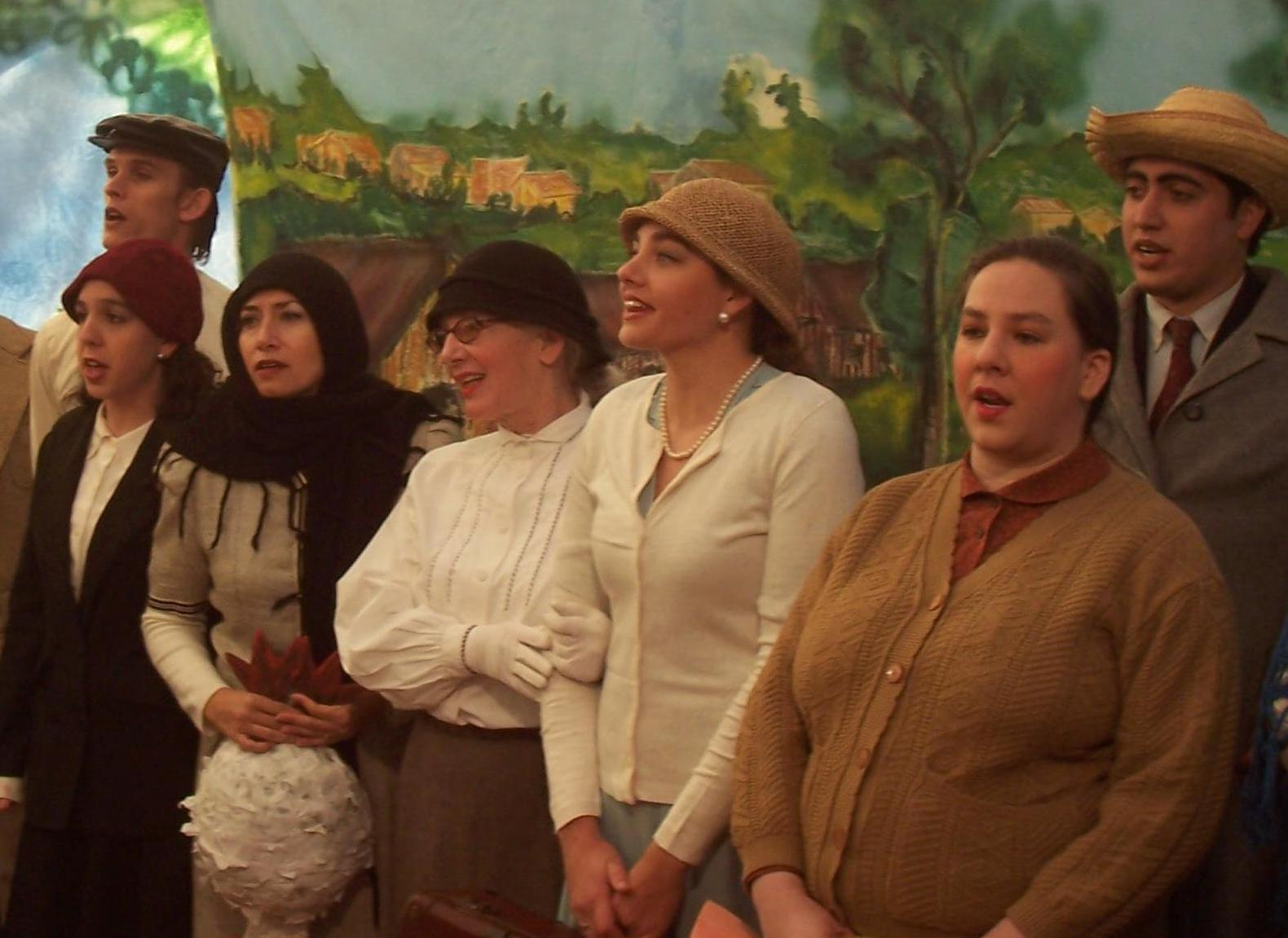
Representación de la llegada de los inmigrantes a Argentina, en la XVII Fiesta Nacional del Inmigrante en Oberá, Misiones.

El poblamiento arcaico del territorio que hoy conforma la Argentina fue realizado por diversas corrientes de descendientes de las migraciones que ingresaron a América por Siberia. De acuerdo al estado actual de las investigaciones, en la Patagonia se encuentran algunos de los asentamientos humanos más antiguos del territorio americano. Puntualmente, la primera presencia humana se ha registrado en Piedra Museo (provincia de Santa Cruz) y se remonta a casi 13 000 años adP.
Se han sostenido hipótesis sobre la posibilidad de otras corrientes poblacionales precolombinas. Una de ellas, que ha encontrado cierto apoyo en los descubrimientos de Monte Verde (Chile) y otros sitios, la temprana existencia de tal asentamiento, al parecer anterior a la mayoría de los asentamientos ubicados más al norte en América parece desmentir (según lo que se conoce en el 2008) la teoría que ha sido predominante: la de un poblamiento primero a través del istmo de Beringia que se habría desplazado hacia el sur por el centro de Norteamérica utilizando un supuesto corredor que atravesaba los campos de hielos del wurmiense; la ratificación de la antigüedad de Monteverde induce a pensar que la principal corriente de poblamiento de las Américas —hasta el territorio que es actualmente argentino— se realizó siguiendo las costas por largas extensiones en un tiempo relativamente breve; también se sostiene la posibilidad de un poblamiento australoide que pudo haber ingresado desde Australia alrededor del XIII milenio a. C., aprovechando las costas de la calota glaciar existente en la última glaciación. Esta hipótesis busca explicar las evidencias de poblamiento muy temprano del sur de América y las características fisiotípicas de los huárpidos (incluyendo a los llamados comechingones), e incluso algunas características de los pámpidos, difícilmente compatibles con el modelo que sostiene el poblamiento exclusivo del continente por Beringia.
Las corrientes indoamericanas ingresaron por etapas, siguiendo diferentes líneas: una lo hizo por las quebradas del NOA, otra avanzó por las costas del Atlántico, una tercera —quizás la última— lo hizo por el sistema de la cuenca del Plata especialmente aprovechando la hidrovía del río Paraná.
Un estudio publicado en 2021, realizado sobre restos humanos de más de 1500 años de antigüedad encontrados en la provincia de San Juan, detectó que esa población había migrado desde el noroeste de la Amazonia:

Demostramos que el ADN del huésped está protegido por el cemento que pega las liendres de los piojos al cabello de las antiguas momias argentinas, de entre 1.500 y 2.000 años de antigüedad. Las afinidades genéticas descifradas a partir de análisis de todo el genoma de este ADN informan que esta población migró desde el noroeste de la Amazonia hasta los Andes del centro-oeste de Argentina.

La primera cultura agroalfarera en territorio argentino, la cultura Tafí (200 a. C.), fue consecuencia de una migración proveniente del altiplano boliviano. A partir de entonces esta región mantuvo intercambios comerciales y migratorios con las etnias que habitaban al occidente de la cordillera de los Andes, y las antiguas culturas de lo que hoy es Bolivia y Perú. Entre 1470 y 1490 se produjo la conquista incaica dirigida por Túpac Inca Yupanki que derivó en la difusión parcial de la cultura y el idioma quechua en el norte argentino.
El actual territorio argentino (como casi todo el Cono Sur), en tiempos prehispánicos, estaba en promedio menos poblado que otras áreas sudamericanas, aunque existían zonas densamente pobladas como el cuadrante noroeste, el centro-oeste andino, y las zonas ribereñas de los ríos Paraná, Paraguay y Uruguay y sus afluentes.
Tradicionalmente se ha estimado que la población existente en el actual territorio argentino al momento de la conquista española llegaba a 300 000 indígenas. Posteriormente, otra estimación señaló que la población era de 500 000 habitantes, de los cuales 200 000 habitaban en las sociedades de agricultores del noroeste.

### Guaraníes
La inmigración, durante el período prehispánico, de los guaraníes fue de gran importancia para los aborígenes del territorio que actualmente es la Argentina, sobre todo para los del área de la cuenca del Río de la Plata. Antes aun de llegar los europeos, la cultura agroceramista guaraní había poblado el noreste del territorio argentino, junto con el Paraguay y el este de Brasil. Cuando los españoles llegaron, aproximadamente 1 500 000 guaraníes vivían en ese territorio.
Los avá (más conocidos como «guaraníes») se establecieron en territorio de lo que actualmente es la Argentina entre mediados-finales del siglo XV y comienzos del XVI, avanzando desde el noreste principalmente por los ríos y otros cursos de agua. Se subdividieron en distintos grupos dependiendo de la zona donde habitaban, como los guaraníes de las islas (en las islas del Delta del Paraná), los del Carcarañá, de Santa Ana (en el norte de Corrientes, los cáingang o cainguás (en la región mesopotámica) y los chiriguanos (en Chaco).
La cultura guaraní ha influido considerablemente en la cultura argentina, difundiendo su idioma, música, costumbres, cultivos como la mandioca, la batata, la calabaza, el zapallo , el poroto, el algodón y la yerba mate, que usaban para preparar la bebida que aún hoy se sigue tomando, íntimamente relacionada con la nacionalidad argentina, entre otros aportes.

## Época colonial
Las corrientes españolas y europeas que poblaron la zona donde hoy está ubicada la Argentina fueron principalmente tres:
- la que provino del noroeste —la región peruana conquistada por Diego de Almagro y Francisco Pizarro— siendo su centro de dispersión las ciudades de Lima, Cuzco y Potosí.
- la que provino del oeste, desde Chile, a través de la cordillera de los Andes; desde las ciudades de Santiago y Coquimbo.
- la que provino del este, que empleó el Río de la Plata y sus tributarios, en especial el río Paraná, para asentarse a la vera de los mismos. Esta corriente a su vez se estableció en Asunción del Paraguay desde donde colonizó gran parte de la región.

Los conquistadores y colonizadores hispanos eran provenientes principalmente de Vizcaya, como de Galicia y Portugal, fundando ciudades y, desde ellas, establecieron explotaciones rurales llamadas estancias para abastecerse de productos agrícolas y ganaderos. La escala de las explotaciones fue reducida, orientada sobre todo al mercado interno y a la provisión de la metrópoli.
Los asentamientos principales se ubicaron en las zonas más densamente pobladas por culturas indígenas agrarias, como los centros mineros del Alto Perú en pleno territorio incaico, y el noreste andino perteneciente al Reino del Tucma, donde se fundaron ciudades como San Miguel de Tucumán, Salta, la efímera ciudad de El Barco primero y Santiago del Estero después; algo más al sur se fundó Córdoba.
Otro importante centro poblacional fueron las ciudades de Asunción del Paraguay y Corrientes fundadas en el área de la civilización guaraní, y con importantes puertos sobre ríos navegables. Paralelamente, la migración andina proveniente de Chile se afincaba en San Juan y Mendoza.
Posteriormente, con el auge del contrabando y la multiplicación sin intervención humana del ganado vacuno salvaje en la llanura pampeana, comenzaron a tomar cierto auge Buenos Aires y otras ciudades del litoral mesopotámico.

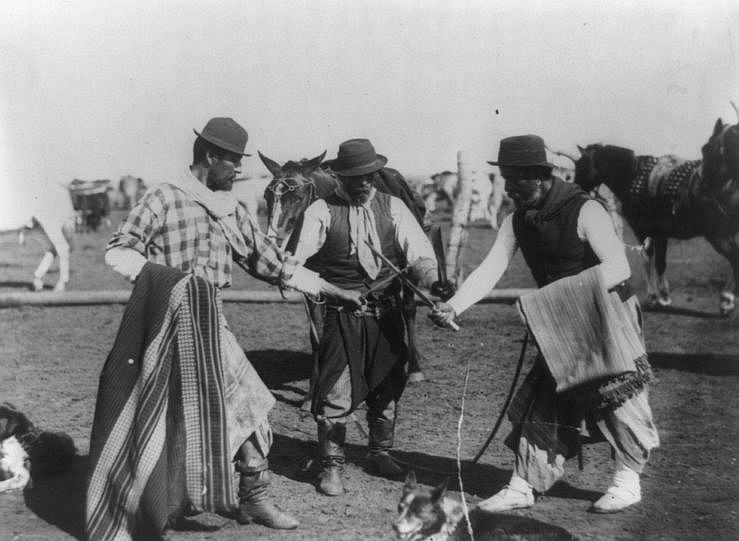
El gaucho, fruto del mestizaje de las diversas corrientes migratorias durante la época virreinal y primeros años de la independencia

La población de los asentamientos coloniales integró, aunque de manera desigual y con fuertes variaciones regionales, a indígenas, esclavos de origen africano, españoles y sus descendientes criollos, constituyendo estos dos últimos grupos los terratenientes, comerciantes, administrativos y gobernantes, que residían principalmente en las ciudades. El mestizaje fue importante, ya que en general los colonizadores mantuvieron relaciones sexuales con numerosas mujeres indígenas y esclavas, dando origen a una población criolla, étnica y culturalmente híbrida, de la que formarían a través de generaciones en los llamados gauchos, un tipo de poblador rural característico de la región.
El número exacto de migrantes hispánicos hacia América es difícil de precisar, debido a lo fragmentario de las fuentes disponibles hasta el momento. No obstante, existen varias estimaciones realizadas a partir de fuentes y cálculos diversos. De todos modos sus porcentajes fueron bajos con respecto a la población total, en torno al 1-2 %, no superando en ningún caso el 5 %.
El gobierno argentino informa que en 1810, habitaban en territorio de las Provincias Unidas del Río de la Plata unos 6000 españoles peninsulares, sobre una población total entre 500-700 000 habitantes. Es decir, que representaban aproximadamente el 1 % de la población.
La población indígena disminuyó drásticamente en muy breve período, tanto a causa de las muertes producidas por la conquista como por el contagio de enfermedades —como la viruela— hasta entonces desconocidas en el continente, y por el fuerte costo en vidas humanas de las explotaciones mineras de la región andina; las cifras exactas se desconocen, y es probable que sea imposible establecerlas de manera fiable, pero la mayoría de los estudios concuerdan en sostener que este fue uno de los rasgos principales de la catástrofe demográfica en América tras la llegada de los europeos, aunque el resto se fue vinculando con el elemento hispano o criollo.
Durante la época colonial el actual territorio argentino se encontraba también poblado por pueblos indígenas, que se mantuvieron independientes del dominio del Imperio español, en la Región Chaqueña, la llanura Pampeana, la Puna y la Patagonia.
La baja densidad poblacional que registraba el territorio argentino al momento de la independencia (1810-1816), impulsó un proyecto de desarrollo socioeconómico que consideraba a la inmigración como uno de sus fundamentos esenciales. En 1853 ese proyecto tomaría cuerpo en la Constitución nacional, como un mandato terminante a los gobiernos de fomentar la inmigración europea para poblar el país.

## Inmigración antes del Estado-nación
Una parte del actual territorio argentino y los pueblos que allí vivían, fueron conquistados y colonizados por el Imperio Español durante los siglos XVI, XVII, XVIII y principios del XIX. Inicialmente ese territorio y pueblos pertenecieron al Virreinato del Perú y desde 1776 al Virreinato del Río de la Plata. Durante ese período, las dos principales corrientes inmigratorias fueron los españoles y los africanos, estos últimos introducidos forzosamente por los españoles como esclavos. Otras corrientes inmigratorias fueron los paraguayos, portugueses y judíos.  

### Españoles

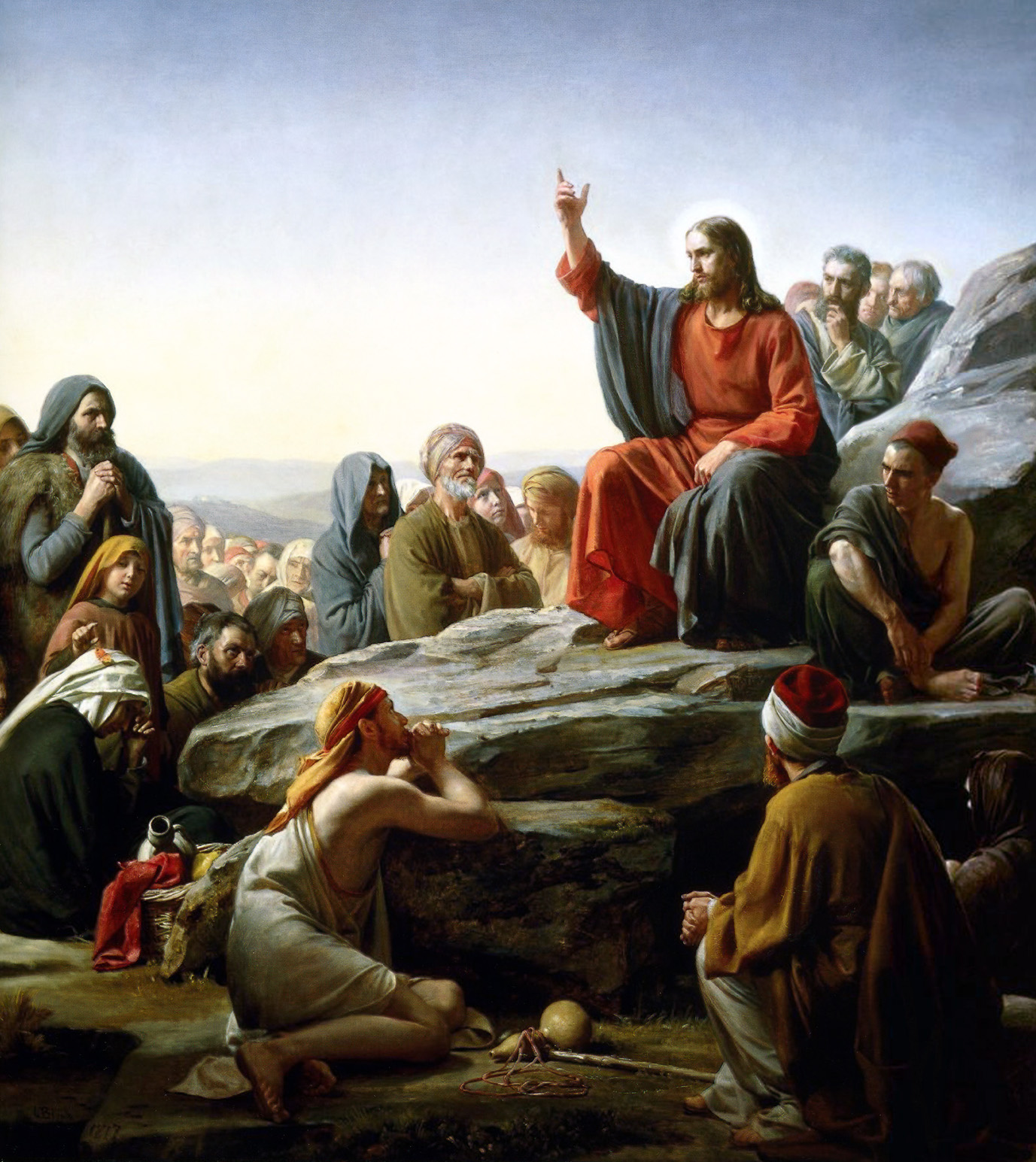
El cristianismo, introducido por los españoles.

Aunque influyeron decisivamente en la organización política, social y cultural de la Argentina, los españoles que migraron durante la colonia al actual territorio argentino fueron relativamente pocos, en relación con la población existente, la mayoría de ellos conquistadores o colonizadores y sus descendientes. El gobierno argentino informa que en 1810, habitaban en territorio de las Provincias Unidas del Río de la Plata unos seis mil españoles peninsulares, sobre una población total entre 500 000-700 000 habitantes. Es decir que representaban aproximadamente el 1 % de la población.
Luis Vitale ha señalado la escasa migración de españoles hacia América, contrastándola con la de los portugueses:

Brasil contó con el aporte de una migración masiva de portugueses, fenómeno que no se registró en las colonias hispanoamericanas.

La inmigración total procedente de España que se dirigió a los actuales territorios argentinos con anterioridad a la formación del Estado-nación es difícil de cuantificar. Según los cálculos de Boyd-Bowman, sobre más de 50 000 pobladores no americanos del siglo XVI (entre una cuarta parte y un quinto del total) identificados por nombre, lugar de procedencia y de destino, aproximadamente un 5,2 % del total de los pasados a América se dirigió a los países del Plata, lo que significa que entre 10 500 y 13 125 hispánicos (y en mucha menor cuantía extraamericanos de otras procedencias) inmigraron a las actuales Argentina y Paraguay en el siglo XVI, de los cuales una mayoría de entre dos tercios y tres cuartos a territorios de la actual Argentina y el resto a Paraguay.
Respecto a la procedencia de estos colonizadores, se dispone de los mismos estudios de Boyd-Bowman, que indican una clara predominancia de los andaluces en dicho periodo. Según los cálculos generales para toda América, los andaluces hubieran alcanzado un 36,9 % del total (entre 80 916 y 101 145 andaluces). Durante los siglos siguientes, el dominio porcentual de los andaluces sobre el total de hispánicos se mantuvo, aunque disminuyendo relativamente hasta en torno a un tercio en el siglo XVII y una cuarta parte en la segunda mitad del XVIII (los cálculos de estos dos siglos están realizados sobre una población con origen localizado mucho menor que la de los cálculos de Boyd-Bowman para el siglo XVI, siendo en todos los estudios de unos pocos miles). De todos modos, la presencia de andaluces era muy pequeña, y en una ciudad como Córdoba, en 1813, solo uno de cada mil habitantes era de ese origen.
Tras los andaluces, las principales grupos de conquistadores y colonizadores del siglo XVI pertenecían también a regiones ubicadas al sur de la península ibérica: los extremeños (16,4 %) y manchegos —habitantes del reino de Toledo o de Castilla la Nueva en la terminología de Boyd-Bowman— (15,6 %). Los únicos que mantuvieron cierta relevancia porcentual tras los sureños peninsulares, fueron los castellanos viejos (14 %), pero tras estos ninguna otra etnia ibérica superó el 5 % del total de inmigrantes. Fue importante la afluencia de vascos (sobre todo vizcaínos) y cantábricos, que ya en este siglo de predominio andaluz y sureño alcanzaron un 3,8 % del total, cifra por encima de su porcentaje en el total de la población de la monarquía hispánica de la época. Los extranjeros, no súbditos del rey de España, eran alrededor de un 2,8 %, la mayoría portugueses, aunque con una importante participación de genoveses y otros italianos. En los siglos siguientes, parece ser que el porcentaje de embarcados en Europa hacia el Río de la Plata sobre el total de los idos a América fue mayor, alcanzando el 10 % que se ha descrito en algún estudio.
La herencia cultural más notable de los españoles en América fue la lengua castellana, que es el idioma dominante en la actualidad en todos los países hispanoamericanos. A lo largo de los años, los estudiosos han discutido la mayor o menor importancia de las distintas influencias que dieron origen a los dialectos que integran el español americano, diferenciándose dos grandes corrientes: la hispanista (Amado Alonso, Juan Antonio Frago Gracia), que sostiene que la forma de hablar el español en América dependió principalmente del origen de los colonizadores; la americanista (Rodolfo Lenz), que sostiene que la influencia principal provino de los hablantes, mayoritariamente de origen indígena y africano.
Aunque desde el principio existieron diferencias en el castellano hablado en las diferentes zonas, motivadas tanto por el diferente peso de determinados emigrantes en cierta zona como por la influencia de las lenguas originarias, la creciente diferenciación de dichas variedades americanas se acrecentó en los siglos XVII y sobre todo XVIII, así como, de manera notable en ciertos países como Argentina, tras la llegada masiva de nuevos inmigrantes en los siglos XIX y XX.
Los colonizadores españoles impusieron también la fe católica y la evangelización de los nativos. En materia de relaciones laborales, a diferencia de las colonias inglesas en Norteamérica, establecieron una cultura que consideraba al trabajo como una actividad vil, moralmente inapropiada para los europeos, razón por la cual establecieron sistemas de trabajo esclavo y servil, a los que fueron sujetados los indígenas y mestizos, y gran cantidad de personas secuestradas en África.
En materia de relaciones sexuales y reproductivas, en un primer período los españoles desalentaron las relaciones entre europeos, indígenas y africanos, imponiendo la doctrina hispana de la limpieza de sangre, que establecía que solo la «sangre» española era «limpia», en tanto que la de los indígenas y africanos estaba manchada, y que en caso de mestizaje con europeos, la sangre de sus descendientes quedaba manchada. Pese a la prohibición, fue habitual que los españoles mantuvieran relaciones sexuales con mujeres indígenas y africanas, y viceversa, surgiendo como consecuencia una población altamente mestizada y a la vez discriminada por los Estatutos de limpieza de sangre.
En mestizaje fue intencionalmente buscado por las capas "raciales" más postergadas, para que sus descendientes fuesen más físicamente parecidos a los "blancos" y pudieran incluso pasar por criollos.
Los españoles introdujeron también la escritura en la mayor parte del territorio argentino, la imprenta, y los ganados vacuno, ovino y equino. Este último se reprodujo como animales salvajes en las pampas, sin intervención del hombre, y constituyeron luego una de las bases de la economía nacional. Muchas de las actuales ciudades argentinas fueron fundadas por los colonizadores españoles.

### Africanos
Para reemplazar la mano de obra indígena, los europeos decidieron trasladar a América, de manera forzada, a miles de africanos reducidos a la esclavitud. Se calcula que 60 millones de africanos fueron enviados a América, de los cuales solo llegaron con vida doce millones. Esa población negra ingresó al Cono Sur a partir de 1596 a través del puerto de Buenos Aires primero, y de Montevideo después, y fueron enviados principalmente a las ciudades existentes en el país.
Hasta bien entrado el siglo XIX, la explotación minera y la agricultura constituyeron el grueso de la actividad económica en América. Buena parte de este trabajo fue llevado a cabo por mano de obra en régimen de esclavitud o similar. Los africanos ofrecían a los conquistadores la ventaja de haber estado ya expuestos, por su proximidad geográfica, a las enfermedades europeas, y a la vez estar adaptados al clima tropical de las colonias. El ingreso de esclavos africanos comenzó en las colonias del Río de la Plata en 1588, aunque estos primeros arribos fueron en gran parte obra del contrabando, y el tráfico prosperó a través del puerto de Buenos Aires cuando se concedió a los británicos el privilegio de ingresar una cuota de esclavos a través de este. Los reyes de España celebraban, para proveer esclavos a las Indias Orientales, contratos de asiento con diversas compañías, principalmente portuguesas y españolas. En 1713 Inglaterra, victoriosa en la Guerra de Sucesión Española, ejerció el monopolio de este comercio. El último asiento se pactó con la Real Compañía de Filipinas en 1787. Hasta la prohibición de 1784 los negros eran medidos y luego marcados con hierro.
En cuanto a su procedencia antes del siglo XVI habían llegado esclavos en números relativamente reducidos a partir de las islas de Cabo Verde, pero la mayoría de los africanos que se introdujeron a la Argentina procedían de los territorios de la actual Angola, la República Democrática del Congo, Guinea Ecuatorial, la República del Congo pertenecientes al grupo étnico que habla la familia de lenguas bantúes. De los grupos yoruba y ewé, que fueron llevados en grandes números al Brasil, la inmigración fue más reducida.
Según estimaciones, hasta el año 1730 habían ingresado al puerto de Buenos Aires 17.730 esclavos.
En el primer censo, llevado a cabo por el virrey Juan José de Vértiz y Salcedo en 1778, se registró la presencia de una gran población negra en todo el territorio del virreinato: 54 % en la ciudad de Santiago del Estero, 52 % en San Fernando del Valle de Catamarca, 46 % en la ciudad de Salta, 44 % en la ciudad de Córdoba, 42 % en San Miguel de Tucumán, 30 % en la ciudad de Buenos Aires, 24 % en la ciudad de Mendoza, 20 % en la ciudad de  La Rioja, 16 % en la ciudad de San Juan, 13 % en San Salvador de Jujuy y 9 % en la ciudad de San Luis.
En cuanto a la ciudad de Buenos Aires el mismo censo cifró en 15 719 la cantidad de españoles, 1288 la de mestizos e indios, y de 7268 la de mulatos y negros; en 1810 se contabilizaron 22 793 blancos, 9615 negros y mulatos, y solo 150 indígenas. La zona más densamente poblada de negros estaba situada en el barrio de Montserrat, también llamado Barrio del Tambor, a pocas cuadras del actual Congreso de la Nación.
La inmigración africana influyó en la cultura argentina en áreas como el tango, el candombe, la milonga, instrumentos como el bombo, el idioma, el carnaval, la sociabilidad mediante "naciones", cofradías y sociedades de ayuda mutua, etc.

### Paraguayos
A partir de la conquista española, Asunción se convirtió en uno de los principales centros pobladores del territorio argentino. El asunceño Hernandarias encabezó la expedición proveniente del Paraguay, que llevó las primeras vacas y toros al territorio de la llanura pampeana, los que una vez allí se multiplicaron en estado salvaje en gran cantidad, y constituirían desde el siglo XVIII la base de la economía del Virreinato del Río de la Plata, con centro en Buenos Aires.

### Portugueses
La inmigración de portugueses al actual territorio argentino durante la colonización española, sobre todo a Córdoba, Buenos Aires y la zona de las Misiones Jesuíticas, fue considerable, especialmente durante el periodo de unión dinástica entre Castilla y Portugal. Los portugueses radicados en Córdoba y Buenos Aires durante la colonia, casi en su totalidad varones, establecieron una red de relaciones comerciales y familiares de gran influencia en la vida económica de la capital del virreinato. Tras la restauración de la independencia de Portugal, prosiguió una cierta inmigración —en este caso bastante forzada— con destinos bastante singulares, por ejemplo, a poco de ser creado el Virreinato del Río de la Plata el naturalista y viajero Thadeus Haenke cita la presencia de portugueses dedicados al cultivo de la vid y la producción del vino en tierras de Mendoza confinados allí por los españoles, quienes los habían deportado desde la isla de Santa Catarina y la Colonia del Sacramento.
La comunidad portuguesa de la ciudad de Buenos Aires estaba dividida en dos grupos sociales. La mayoría eran peones y artesanos pertenecientes a las clases bajas, y mantenían vínculos con los descendientes de españoles, indígenas y africanos. Existía también un grupo de clase media y media alta dedicado al comercio y al contrabando, así como estancieros, que evitaba el mestizaje con descendientes de españoles, indígenas y negros.
La cultura portuguesa tuvo una gran influencia en la cultura argentina, en especial en lo relacionado con la cultura gaucha y en la cultura y habla rioplatense.
Bastante posteriormente, ya a finales del siglo XIX y durante la primera mitad del siglo XX, arribaron numerosos caboverdianos, pueblo mixogénico con linajes africanos y portugueses en el cual han predominado los rasgos culturales portugueses y que en tiempo de su inmigración a la Argentina poseían el pasaporte portugués. Los caboverdianos (cuyos descendientes directos en el 2001 rondaban las 30 000 personas) se establecieron principalmente en la zona sur del Gran Buenos Aires (partidos de Avellaneda, Lomas de Zamora, Quilmes, Berisso y Ensenada).

### Italianos
Durante los siglos de la colonia española los italianos que llegaron a la Argentina fueron unos pocos, en su mayoría genoveses. Hubo una presencia religiosa, pero en su mayoría eran comerciantes, artesanos y marineros originarios del norte de Italia y casi todos crearon familias en la Argentina. De una de estas familias descendió el prócer argentino Manuel Belgrano, creador de la bandera argentina, cuya madre era criolla, y su primo Juan José Castelli.
En la primera mitad del siglo XIX los italianos eran casi 20 000 concentrados en el área de Buenos Aires (bautizada inicialmente en 1535 por el italiano Lazzaro Griveo con el nombre Santa María di Buon Aria) y muchos de ellos se enlistaron para combatir en la «Legione italiana» de Garibaldi en 1846. Sucesivamente en 1852 lucharon, bajo órdenes del mazziniano Coronel Silvino Olivieri, con su «Legión Valiente» para la defensa de Buenos Aires durante el sitio.
Silvino Olivieri empezó la colonización agrícola del sur patagónico con su tentativo infructuoso de crear la colonia «Nueva Roma» (con una mayoría de italianos) cerca de Bahía Blanca en 1856.

### Judíos
Los primeros judíos llegaron al territorio de la actual República Argentina durante la conquista española, ocultando su condición debido a la persecución a la que eran sometidos por la monarquía católica. Los estudios al respecto han sido llamativamente escasos. Precisamente uno de los casos más importantes de la persecución de judíos en la colonia fue la llamada «Gran Complicidad», en 1639, cuando la Inquisición de Lima procesó y ajustició a Francisco Maldonado da Silva, médico tucumano, cuyo padre era portugués. Una novela del escritor argentino Marcos Aguinis, la Gesta del Marrano, narra el caso y la situación de los judíos en el Río de la Plata durante la colonización española. El investigador argentino Boleslao Lewin también se ha dedicado a estudiar la inmigración judía a la Argentina antes de 1810, en libros como «El judío en la época colonial: un aspecto de la Historia rioplatense» (1939), «Mártires y Conquistadores Judíos en la América Hispánica, Candelabro, Buenos Aires» (1958), entre otros.

## La gran ola de inmigración transoceánica (1880-1950)

Inmigración en Argentina, censo de 1914

La Revolución Industrial en distintos países de Europa implicó cambios profundos en la producción, traslado, información, como así también mayores libertades civiles y políticas. El ferrocarril y el barco a vapor facilitó el movimiento de trabajadores hacia lugares donde la creciente producción agrícola o industrial lo requería. Así se multiplicaron las corrientes migratorias tanto domésticas dentro del continente europea como de ultramar, mayormente desde Europa hacia América. Argentina, al igual que Estados Unidos, Canadá, Australia, Nueva Zelanda, Brasil o Uruguay, está considerada como un país de inmigración, cuya sociedad ha sido influida en buena medida por el alto impacto que generó el fenómeno inmigratorio masivo, que tuvo lugar a partir de mediados del siglo XIX.
El antropólogo brasileño Darcy Ribeiro incluye a la Argentina dentro de los «pueblos trasplantados» de América, junto con Uruguay, Canadá y Estados Unidos (Ribeiro, Darcy. Las Américas y la Civilización (1985). Buenos Aires:EUDEBA, pp. 449 ss.); el historiador argentino José Luis Romero define a la Argentina como un «país aluvial» (Romero, José Luis. «Indicación sobre la situación de las masas en Argentina (1951)», en La experiencia argentina y otros ensayos, Buenos Aires: Universidad de Belgrano, 1980, p. 64).</ref> cuya sociedad ha sido influida en buena medida por el alto impacto que generó el fenómeno inmigratorio masivo, que tuvo lugar a partir de mediados del siglo XIX.

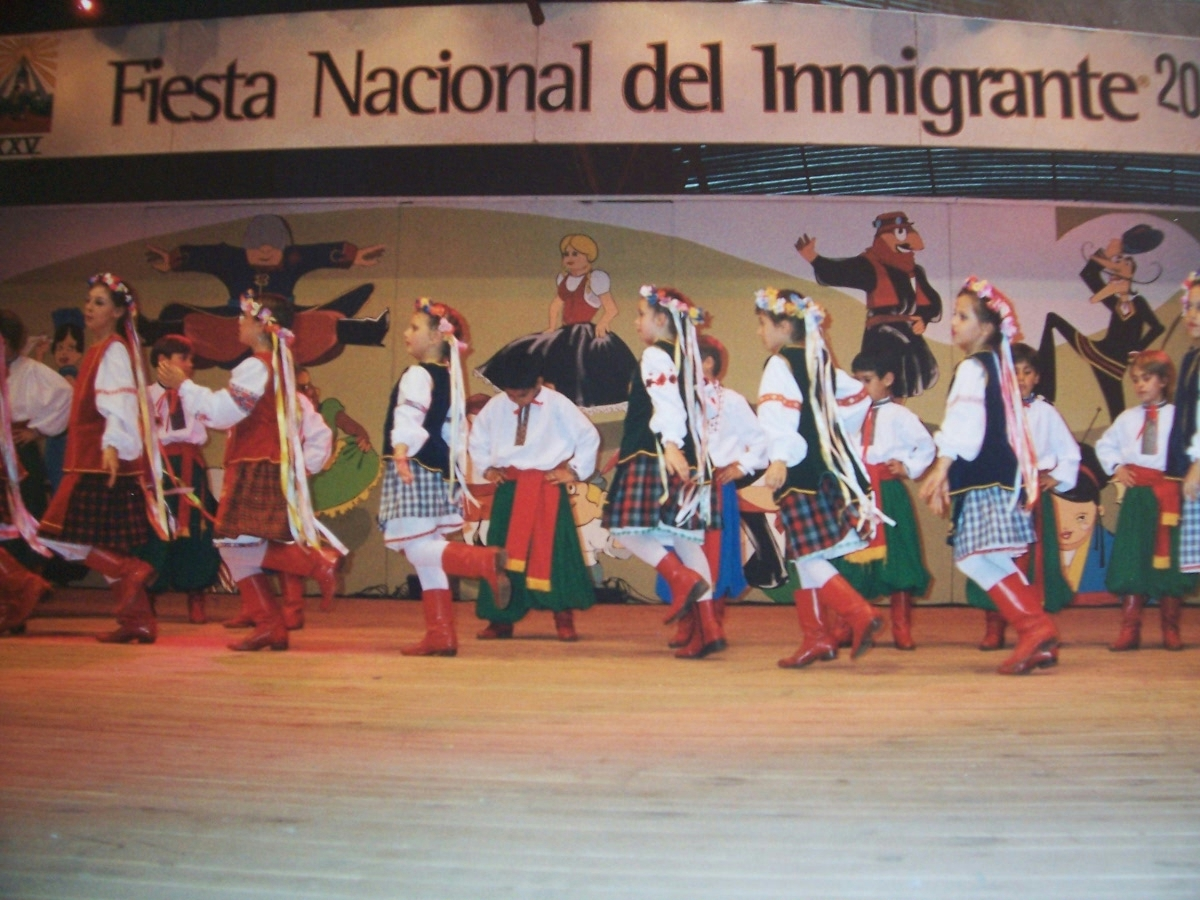
Fiesta Nacional del Inmigrante, Oberá, Misiones.

Al igual que en el caso de los otros países mencionados, la Argentina constituyó uno de los principales países receptores de la gran corriente emigratoria europea, que tuvo lugar durante el período que transcurre desde 1875 hasta 1950, aproximadamente. El impacto de esta emigración europea transoceánica, que en América fue muy grande, en la Argentina fue particularmente intenso por dos motivos:
- por la cantidad de inmigrantes recibidos;
- por la escasa población existente en el territorio.

En efecto, en el primer censo de 1869 la población argentina no alcanzaba a 2 millones de habitantes. Por otra parte, ya para 1920, un poco más de la mitad de quienes poblaban la ciudad más grande, Buenos Aires, eran nacidos en el exterior. De acuerdo a la estimación efectuada por Zulma Recchini de Lattes, la población argentina, que de acuerdo al censo de 1960 era de aproximadamente 20 millones de habitantes, si no hubiese existido el aporte de la corriente inmigratoria proveniente de Europa, Cercano y Medio Oriente, Norte de África, Rusia y Japón, sólo hubiera tenido para ese entonces poco menos de 8 millones de pobladores.

### El poblamiento del campo

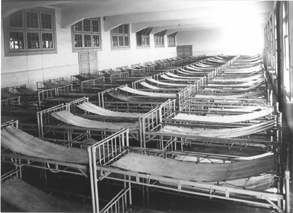
Hotel de los Inmigrantes, dormitorio de mujeres, 1912. Hoy Museo de la Inmigración.

Las primeras colonias rurales de inmigrantes tuvieron lugar bajo el gobierno de Justo José de Urquiza; en 1855 la provincia de Corrientes firmó un acuerdo con el médico francés Auguste Brougnes, por el cual este se comprometía a gestionar la llegada de un millar de familias de agricultores en el decenio subsiguiente. La provincia les entregaría 35 hectáreas de tierra apta para el cultivo, además de vituallas, semilla, animales e instrumentos de labranza. Los pobladores arribarían en los años siguientes, asentándose en Santa Ana, Yapeyú, Empedrado, Bella Vista y los alrededores de la ciudad de Corrientes.
En enero de 1856 fue creada la colonia agrícola militar “Nueva Roma” (con una mayoría de italianos) cerca de Bahía Blanca, pero la muerte de su fundador, Coronel Silvino Olivieri, hizo fracasar el intento.
En 1857 se fundó, de forma particular, la Asociación Filantrópica de Inmigración, que obtuvo una subvención gubernamental y la concesión de los terrenos anexos al puerto de Buenos Aires en los que se levantaría el Hotel de Inmigrantes. Ese mismo año, Urquiza patrocinó personalmente el poblamiento de la Colonia San José, en Entre Ríos.
Los primeros experimentos datan de finales de 1856 e incluyeron la colonia suiza de Baradero, la colonia Esperanza, que albergaba suizos, franceses y alemanes, encabezados por Aarón Castellanos en Santa Fe, y la colonia galesa de Gaimán, en Chubut, patrocinada por el ministro de Interior Guillermo Rawson.
Sus sucesores Bartolomé Mitre (1862-1868), Domingo Faustino Sarmiento (1868-1874) y Nicolás Avellaneda (1874-1880) darían estímulo a iniciativas similares, aunque inicialmente no hubo una implicación directa del gobierno en las mismas.
Tras las luchas intestinas entre unitarios y federales que impidieron el establecimiento de políticas demográficas consensuadas durante el primer medio siglo de independencia, a partir de 1854 el gobierno nacional decidió dar impulso a la inmigración europea. La decisión no se basaba simplemente en la necesidad de proveer al país de mano de obra que permitiese aumentar la producción de la tierra, para cumplir el papel agroexportador que la división internacional del trabajo vigente le asignaba; respondía también a la decisión de las élites ilustradas de modificar la composición poblacional para corregir lo que Miguel Juárez Celman calificaría de “el turbio entendimiento” del pueblo argentino. Esta política se refleja incluso en el texto del artículo 25 de la Constitución Nacional, que establece:

El Gobierno federal fomentará la inmigración europea; y no podrá restringir, limitar ni gravar con impuesto alguno la entrada en el territorio argentino de los extranjeros que traigan por objeto labrar la tierra, mejorar las industrias, e introducir y enseñar las ciencias y las artes.

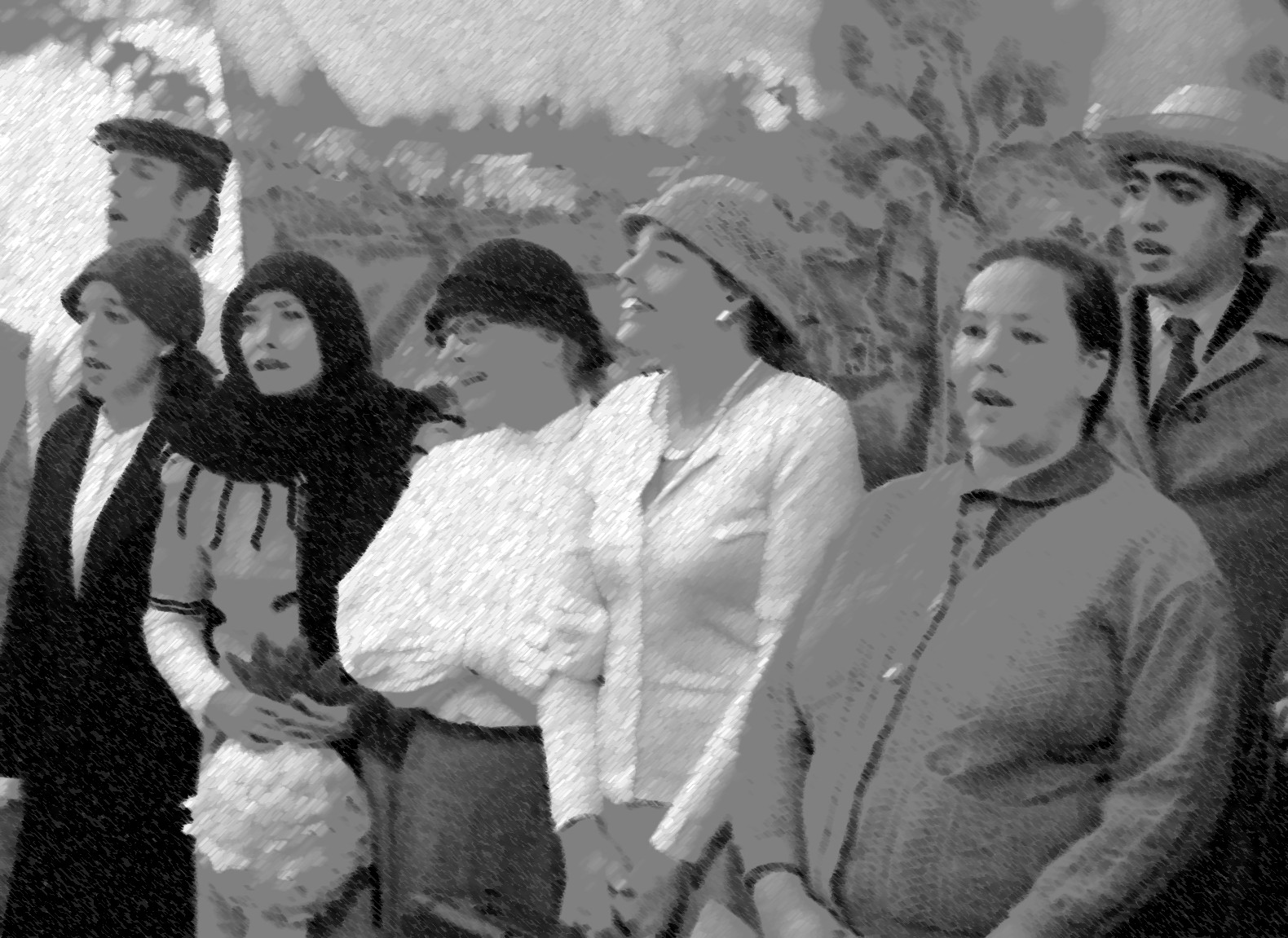
La llegada de los inmigrantes a la Argentina.

La intención de los constituyentes, inspirados en la política de gobernar en América es poblar de Juan Bautista Alberdi, era fomentar la inmigración de población anglosajona y alemana. Este último escribe en su carta explicativa “Gobernar es poblar” de 1879:

Poblar es civilizar cuando se puebla con gente civilizada, es decir, con pobladores de la Europa civilizada. Por eso he dicho en la Constitución que el gobierno debe fomentar la inmigración europea. Pero poblar no es civilizar, sino embrutecer, cuando se puebla con chinos y con indios de Asia y con negros de África. Poblar es apestar, corromper, degenerar, envenenar un país, cuando en vez de poblarlo con la flor de la población trabajadora de Europa, se le puebla con la basura de la Europa atrasada o menos culta. Porque hay Europa y Europa, conviene no olvidarlo; y se puede estar dentro del texto liberal de la Constitución, que ordena fomentar la inmigración europea, sin dejar por eso de arruinar un país de Sud América con sólo poblarlo de inmigrados europeos.
Juan Bautista Alberdi

Esta discriminación entre inmigrantes europeos y no europeos ha sido criticada como racista, entre otros, por el escritor Pacho O'Donnell:

Nada hay de reprochable en la intención de incorporar a lo nuestro aquellos progresos civilizadores de allende los mares. Lo reclamable es que se hubieran hecho mejores esfuerzos por articular la supuesta “civilización” ajena con la prejuiciada “barbarie” propia. Tarea descartable para quienes pensaban como Alberdi quien, nada menos que en el texto de “Las Bases”, en el que nuestra Constitución será un apéndice, escribirá: “Es utopía, sueño y paralogismo puro el pensar que nuestra raza hispanoamericana, tal como salió formada de su tenebroso pasado colonial, pueda realizar hoy la república representativa”... El racismo alberdiano es transparente en cada página que fundamenta “Las Bases” de nuestra Constitución Nacional.

Sin embargo, el plan alberdiano no pudo realizarse porque la inmigración anglosajona y alemana se dirigió mayoritariamente a los Estados Unidos y las colonias del Commonwealth británico. Argentina entonces recibió mayoritariamente la inmigración europea contra la que alertaba Alberdi, principalmente italianos y españoles y, en segundo lugar cuantitativo, de origen europeo oriental.
En 1896, llegó al entonces Territorio Nacional de Misiones el primer contingente de polacos, y se establece en lo que será la futura localidad de Apóstoles. Más delante llegan inmigrantes paraguayos, brasileños, alemanes y ucranianos.
El plan de Alberdi modificaría en menos de medio siglo la composición social del país de manera radical. En 1869 el país contaba con 1.877.490 habitantes, de los cuales 160.000 habían llegado de Europa en la década inmediatamente precedente; la relación crecería exponencialmente, sumando hasta 1930 un total 6.330.000 emigrantes, de los cuales 3.385.000 se establecerían permanentemente en el país (los restantes eran los llamados trabajadores golondrina, que cruzaban el océano dos veces al año para trabajar en la cosecha).
Los migrantes, en un comienzo, procedían sobre todo de las clases desplazadas por el excedente de mano de obra campesina debido a la Segunda Revolución Industrial y la tecnificación del agro en el hemisferio noroccidental; la existencia de crisis económicas como la de 1875 fue posteriormente la impulsora principal de la migración.
En 1875, durante la presidencia de Avellaneda, el gobierno federal decidió organizar el proceso de población, para lo que creó la Comisión General de Inmigración; al año siguiente se dictó la Ley de Inmigración y Colonización N.º 817, que considera inmigrantes a los extranjeros jornaleros, artesanos, industriales, cultivadores o profesores que con menos de 60 años de edad, buena moralidad y aptitudes suficientes, que lleguen en tercera ó segunda clase (en barco) al territorio de la República para establecerse en ella y establece un régimen para ellos. El estímulo incluyó propaganda en Europa a través de agencias oficiales en ciudades y puertos, así como el anticipo de pasajes durante el gobierno de Juárez Celman. Sin embargo, el alto precio alcanzado por la tierra, motivado en parte por la especulación de los sectores afines al gobierno, detuvo en parte el influjo migratorio y movió a muchos de los emigrantes a retornar a su país de origen. Desde 1888 el gobierno federal subsidió anticipos para el importe de pasajes de los inmigrantes, con resultados catastróficos; la Cancillería emitió en 1891 un informe muy negativo acerca de la experiencia, y el 31 de mayo de ese año se eliminó el subsidio. En los años siguientes, la política gubernamental se limitaría a encauzar la inmigración espontánea. Los recién llegados recibían ocho días de alojamiento y manutención en el Hotel de Inmigrantes, mientras intentaban organizar su asentamiento
La inmensa mayoría de los recién llegados se abocó a tareas agrícolas; eran en su mayoría agricultores de origen, y estaban atraídos por la promesa de distribución de tierras en los inmensos despoblados. Sin embargo, la mejor parte de los terrenos públicos se había vendido ya para 1885, dando origen a enormes latifundios en la pampa húmeda, por lo que solo la parte más pudiente de los que se radicaron la región pudo disponer de terreno propio. Las tierras fronterizas con los dominios de mapuches y ranqueles fueron quedando, a medida que el combate contra estos los obligaba a replegarse, en manos de estancias dedicadas a la ganadería; esto no fue favorable al establecimiento de pobladores, ya que la actividad requería escasa mano de obra.
La mayoría de los inmigrantes se dedicó a labores remuneradas, dando impulso a gran cantidad de ciudades. Más efectivos resultaron los programas de colonización en Mendoza, en Entre Ríos —donde la iniciativa del barón Maurice de Hirsch dio lugar a las colonias askenazis, cuya memoria narró Alberto Gerchunoff— y en el norte apenas poblado, en especial Misiones y el Chaco. En estas últimas provincias el motor del asentamiento fueron las empresas forestales; la Forestal Land, Timber & Railway Company, de capitales británicos, pobló el Chaco —a medida que talaba sin remedio sus extensos quebrachales— con braceros y hacheros, muchas veces originarios de Europa del Este. Otras de sus competidoras hicieron lo propio en Santiago del Estero, y aún Salta y Jujuy.
Los asentamientos en la Patagonia argentina fueron mucho menores, dada la importante presencia de aborígenes al sur del río Negro, pero aumentaron paulatinamente, e incluyeron la importante presencia galesa en la actual provincia del Chubut. La región andina fue la menos favorecida por estos movimientos, lo que se refleja aún hoy en su demografía y sus hábitos lingüísticos.
No solo la migración directa redundó en el aumento de la población; gran parte de los inmigrantes formó familias numerosas, un fenómeno natural en el campo, donde los hijos representan mano de obra disponible ya desde temprana edad. Así, las zonas más aptas para la agricultura recibieron directamente un mayor influjo de población, y mostraron luego además tasas más elevadas de crecimiento. De ese modo, las áreas más pobladas del país ocupan gran parte de las provincias de Santa Fe, Córdoba, Entre Ríos y Buenos Aires.

### La inmigración urbana

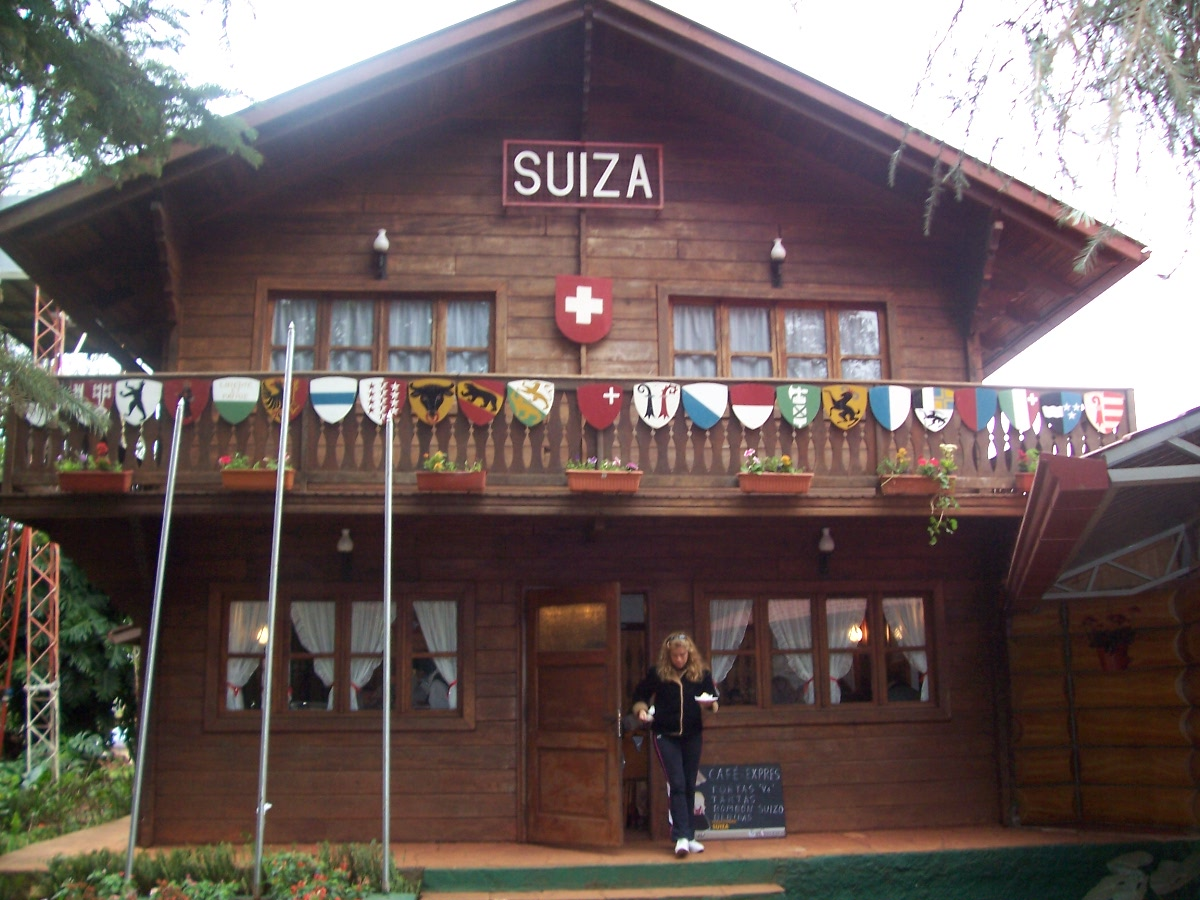
Casa de la Colectividad Suiza, en el Parque de las Naciones, Fiesta Nacional del Inmigrante, Oberá, Misiones.

El volumen de la inmigración, constante desde mediados del siglo XIX hasta finalizado el primer cuarto del XX, significó en términos demográficos que la población argentina se duplicara cada veinte años. En el padrón nacional, según el censo de 1914, los nacidos fuera de la Argentina representaban un 30% del total de la población argentina. Según el censo de ese año en la ciudad de Buenos Aires más del 60% de la población eran inmigrantes, en su mayoría de origen europeo, mientras que en Rosario sobrepasaban el 47 por ciento de la población de la ciudad en 1910 (Censo Municipal del Centenario) y el 42 por ciento en 1914 (Censo Nacional), con la particularidad de que el 55 por ciento del total de extranjeros en la ciudad eran italianos. La ciudad del sur santafesino pasó de una población de 9.785 habitantes en 1858 a 222.000 en 1914, es decir, experimentó un crecimiento poblacional del 2.169 por ciento en solo 56 años y en las provincias de Buenos Aires, Córdoba y Santa Fe el 30% de la población de estas eran inmigrantes europeos.
La falta de un programa centralizado de colonización y el reparto completo de las tierras ricas de la llanura pampeana alteraron las condiciones a las que los migrantes se veían sujetos; puestos ante la alternativa de contratos de arrendamiento rural de muy corta duración —no más de cuatro o cinco, en los que el colono estaba obligado a labrar la tierra, cultivar cereal y forraje, y devolverla plantada al vencimiento del contrato— muchos de ellos se asientan en las ciudades, especialmente Buenos Aires, su punto invariable de entrada al país. Más de la mitad de los migrantes se radicó en la ciudad de Buenos Aires o en la Provincia de Buenos Aires. Fuera de la región litoral la Provincia de Misiones se destacó por el alto porcentaje de inmigrantes en su población; sobre una población total de 190.000 habitantes a comienzos de la década de 1940, 80.000 (42 %) eran extranjeros, con predominio de paraguayos y, en menor medida, brasileños, polacos, ucranianos y alemanes.
Hacia 1895, la población argentina que vivía en centros urbanos alcanzaba el 42 %, y para 1914 había superado la mitad de la población, llegando al 58 %, una tasa superior a la de cualquier país Europeo con la excepción del Reino Unido y los Países Bajos. Esta relación se debía en buena medida a los inmigrantes; frente a su participación de un 30 % en la población del país, en Buenos Aires eran el 50 % —un millón de los dos con que contaba la capital— y en otros núcleos urbanos llegaban a ser cuatro de cada cinco. Entre estos predominaban los italianos (68,5 % de los cuales se afincó en Buenos Aires) y españoles (78 %); la distribución se reflejaría en la estratificación social futura de la nación.

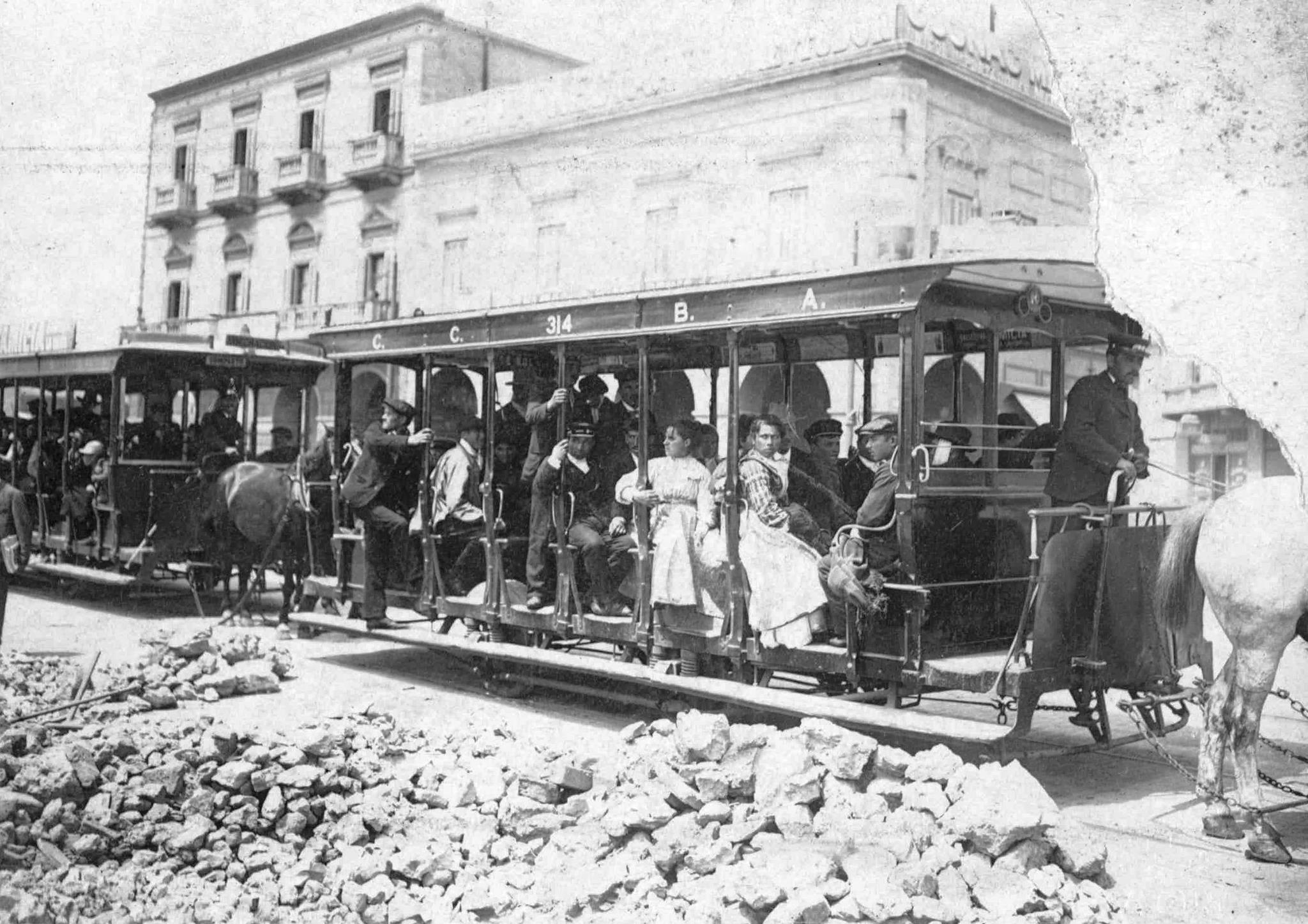
“Tranvía de Inmigrantes” de Buenos Aires en 1912. Iba del embarcadero al Hotel de Inmigrantes.

Instalados en las ciudades, los inmigrantes se integran en los sectores secundario y terciario de la economía nacional. La construcción del ferrocarril les representó una importante fuente de trabajo, pero muchos de los mismos se abocaron al comercio y a la artesanía. El sector industrial reclutó sus principales impulsores de entre ellos; de los 47 000 industriales que registraba el censo en 1914,31 500 eran de origen foráneo. Esta expansión de la población urbana traicionó la extendida concepción del país como reservorio agrario: siempre según las cifras de 1914, solo el 29 % de la población activa estaba empleada en el sector primario, mientras que la industria daba trabajo al 35 % y los servicios al 36 %. Sin embargo, la reducida escala y productividad de las manufacturas, y la falta de industria pesada, daban a estas una participación relativamente reducida en el PBI. Otras actividades estaban estrechamente ligadas al modelo agroexportador: la exportación de carnes daba trabajo a muchos obreros en el aglomerado porteño.

Distribución de personas nacidas en Europa y residentes en Argentina
1869
1895
1914
1947

### Integración de los inmigrantes y represión
Argentina desplegó un poderoso esfuerzo gubernamental por lograr la homogeneización cultural de los inmigrantes. Favorecida por las notas comunes —el origen latino de casi el 80% de los llegados en estas oleadas—, el gobierno federal instrumentó una política de educación e inserción forzosa, basada en la obligatoriedad de la enseñanza primaria a partir de 1884, la inculcación de la épica nacional elaborada por la historiografía, y la conscripción forzosa durante un año en el ejército nacional a partir de 1902, solo para nativos (entre ellos muchos hijos de inmigrantes).
La integración política de los migrantes siempre fue reducida; hacia 1900, solo el 4% de los adultos en condiciones de votar eran de origen extranjero. Al desinterés del Estado argentino en nacionalizar a los recién llegados se sumaba la indiferencia de éstos para hacerlo, pues muchos conservaban la idea de volver a su país de origen luego de ahorrar lo suficiente. En 1902, durante el segundo mandato de Julio Argentino Roca, el Congreso sancionó la Ley de Residencia —redactada por el diputado nacional Miguel Cané— que le otorgaba al Poder Ejecutivo la facultad de expulsar extranjeros acusados de delitos comunes o actividades sediciosas. De este modo, el gobierno respondía a la creciente sindicalización y organización política de los trabajadores, en cuyo impulso y liderazgo los inmigrantes desempeñaban un papel importante. Ya desde la década de 1860 y 1870, grupos de inmigrantes franceses como Les Egaux y alemanes como Vorwarts, habían comenzado a organizar el movimiento obrero argentino. Coincidentemente las comunidades de inmigrantes habían comenzado a crear organizaciones de solidaridad mutua, como Unione e Benevolenza, el Club Español, el Hospital Italiano, etc. A la fundación del primer sindicato de gráficos en 1878, le siguieron en las dos décadas siguientes la organización de sindicatos en casi todas las ramas de la economía (empleados de comercio, ferroviarios, carreros, panaderos, sastres, albañiles, tabacaleros, etc.), impulsados por anarquistas y socialistas, que en 1901 dan origen a la primera central sindical estable, la Federación Obrera Argentina (FOA).
El movimiento obrero mantuvo una actitud contraria a la Ley de Residencia, cuyo tratamiento por el Congreso en 1902 fue el factor detonante de la primera huelga general. A pesar de ello la ley fue sancionada el 23 de noviembre de 1902 con el número de Ley 4144. Pese a la escisión entre anarquistas y socialistas, que fundaron la Unión General de Trabajadores (UGT), el movimiento tuvo amplio acatamiento, y representó una grave derrota política para el gobierno roquista, que tuvo que aplicar con dureza la legislación.
Numerosos inmigrantes, e hijos de inmigrantes dieron apoyo al Partido Socialista, fundado en 1896. En 1904, el barrio italiano de La Boca, eligió a Alfredo Palacios como primer diputado socialista de América. Gran cantidad de inmigrantes y sus descendientes dieron también apoyo al fracasado alzamiento cívico-militar de 1905, organizado por la Unión Cívica Radical. En 1907, debido a las pésimas condiciones de vivienda en que se encontraban los inmigrantes y sus familias, en un tipo de vivienda precaria que se conoció como conventillo, los extranjeros fueron protagonistas de una histórica huelga de inquilinos que obligó a los propietarios a moderar los abusos, e impulsó la acción de cooperativas de vivienda como “El Hogar Obrero”, de inspiración socialista.
En 1912 los inmigrantes y sus descendientes desempeñaron un rol activo en la organización y apoyo a la gran huelga agraria conocida como el Grito de Alcorta.
Cuando la Ley Sáenz Peña estableció el sufragio obligatorio y secreto, muchos descendientes de inmigrantes apoyaron con su voto a Hipólito Yrigoyen y contribuyeron a que se convirtiera en el primer presidente argentino elegido en elecciones con participación masiva.
El cariz urbano y obrero de la Argentina de los inmigrantes sería uno de los motores de la oposición política, sindical y social, crucial durante el siglo XX, entre oligarquía y populismo en sentido positivo.

## Corrientes inmigratorias a partir de 1950

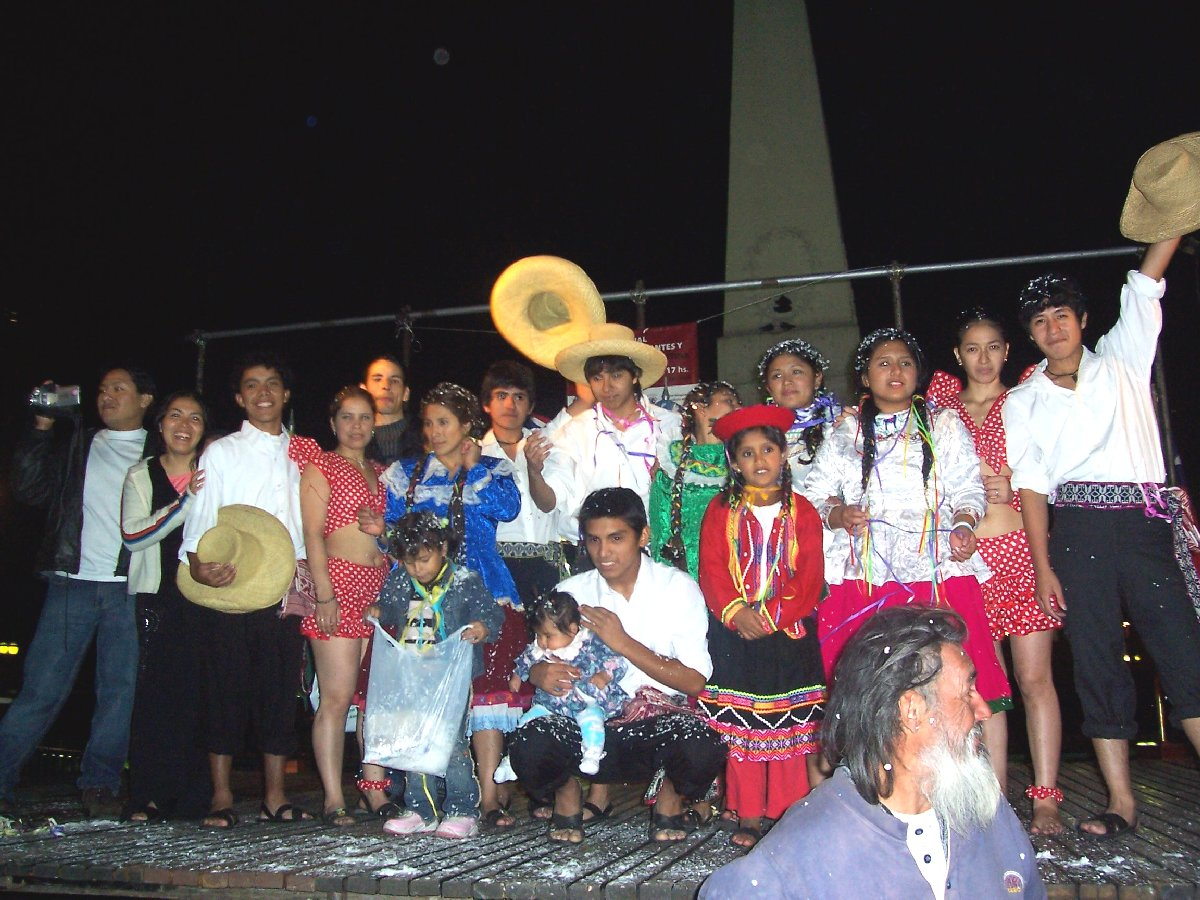
Celebración folklórica durante el Primer Tribunal de Mujeres Migrantes realizado en la Plaza de Mayo en 2006. A partir de 1950, las principales corrientes migratorias hacia Argentina, provienen desde países limítrofes y Perú.

A partir de la Segunda Guerra Mundial se observan cambios importantes en los patrones migratorios a nivel internacional. En el sur de América Latina comienza un crecimiento de las migraciones internacionales de carácter regional. Esto generó una profunda transformación de los patrones migratorios, fenómeno que tiene su reflejo en la Argentina durante las últimas décadas del siglo XX.
A partir de la crisis mundial de 1929, la inmigración hacia Argentina proveniente de Europa y otros orígenes de ultramar, comenzó a reducirse drásticamente. La última oleada, menos importante en su magnitud, se produjo entre 1948 y 1952, finalizando así con el largo período de emigración europea transcontinental como fenómeno masivo.
Por el contrario la inmigración proveniente de países limítrofes, se mantuvo relativamente estable a lo largo del siglo XX, a la vez que aumentó la corriente migratoria proveniente de otros países latinoamericanos cercanos, entre los que se destaca Perú, de países asiáticos, principalmente China y Corea del Sur, y de países de Europa del Este.
La estabilización demográfíca de la población, ha ido reduciendo la proporción de extranjeros desde el máximo del 30 % alcanzado en 1914, hasta el 4,1 % registrado en el Censo de 2001. Sin embargo este último dato parece estar afectado por la subestimación proveniente de la existencia de gran cantidad de inmigrantes en situación irregular. El censo de 2010 reveló que por primera vez desde 1915 el porcentaje oficial de residentes extranjeros en la Argentina se incrementó levemente.
En cuanto a las áreas de asentamiento, la Ciudad de Buenos Aires y la Provincia de Buenos Aires concentra el 70 % de extranjeros y el 63 % de extranjeros limítrofes, siendo también importantes como destino de estas migraciones las provincias fronterizas.
La crisis económica española de 2008-2013 ha ocasionado un influjo de españoles a Argentina. Solo en 2010 emigraron 24 000 españoles a la nación gaucha; más de 33 000 españoles han emigrado en el trascurso de la crisis.
Con la Invasión rusa de Ucrania de 2022 se produjo un aumento drástico de la entrada de ciudadanos rusos. Se estima que durante el 2022 ingresaron más de 23.000 emigrantes, con la particularidad del ingreso de centenares de mujeres embarazadas.

### Tratados de libre residencia, Ley de Migraciones y Plan Patria Grande
En 2002, los países del Mercosur (Argentina, Brasil, Paraguay y Uruguay), Bolivia y Chile, firmaron dos tratados reconociendo el derecho a la libre residencia y trabajo en cualquiera de dichos países, de los ciudadanos de las naciones firmantes.
El 17 de diciembre de 2003 el Congreso de la Nación sancionó una nueva ley de migraciones, N.º 25.871, que tiene la particularidad de reconocer el derecho a residir y trabajar libremente a los ciudadanos de los países limítrofes. Con posterioridad, el gobierno del presidente Néstor Kirchner firmó un tratado con la República del Perú reconociendo los mismos derechos a los ciudadanos peruanos. Posteriormente, en el año 2010, la referida ley fue reglamentada por el Decreto 616.
En 2006, el gobierno del presidente Néstor Kirchner puso en marcha el Plan Patria Grande, con el fin de conceder la residencia a los inmigrantes provenientes de países fronterizos y Perú que se encontraban en situación irregular, extendiéndose también para los ciudadanos de origen ecuatoriano, colombiano y venezolano. Para estas residencias, deben presentar documentos como sus antecedentes penales, pasaporte y carnet o cédula de identidad. El Plan ha sido continuado por la presidenta Cristina Fernández de Kirchner. En total, entre 2006 y 2008, el gobierno entregó documentos a 714.907 inmigrantes, una cantidad que constituye más de la mitad de los 1 531 940 de inmigrantes censados en 2001. De este modo los inmigrantes con residencia en la Argentina sumaban al comenzar 2009, al menos 5,2 millones de personas, equivalente al 13,9 % de la población.
En 2010, luego de varios años de estudio, se aprobó el reglamento migratorio (Decreto 616) que no dejó de reflejar la política de la era Kirchner, iniciándose conjuntamente una etapa de mejoras en la producción y gestión del documento de identidad (DNI) obligatorio para extranjeros, sin el cual es imposible estar habilitado para ejercer ciertos derechos elementales.

## Los inmigrantes y sus lugares de origen luego de 1853

### Europa
(*) Las comunidades se listan por orden alfabético, excepto italianos y españoles, en razón de su importancia cuantitativa

#### Italianos
La inmigración italiana fue la más numerosa en el periodo de la gran ola inmigratoria y conserva hasta la fecha haber sido la más numerosa e importante en la historia del país. La inmigración italiana en la Argentina es una de las comunidades extranjeras más representativas del país desde el siglo XIX a la actualidad. Se estima que unos 25 millones de argentinos son descendientes completa o parcialmente de italianos. Es por esto que la cultura argentina tiene una enorme influencia de la cultura italiana. El lenguaje, las costumbres, los gustos, las tradiciones, llevan sus huellas. La llegada de italianos se extiende hasta 1951, y es en 1870 cuando comienza el gran flujo de inmigrantes.

Proporción de italianos en el censo de 1914 respecto a la población total

Fueron diversas la causas de emigración del pueblo italiano hacia la Argentina. Entre ellas podemos encontrar:
- La unificación italiana que dejó el Sur (sobre todo el que fue Reino de las Dos Sicilias) destrozado. Nápoles perdió su estatus de capital y numerosas personas quedaron sin trabajo. El campo fue destrozado y con la unificación del país, el norte de Italia asumió el poder económico más importante en Italia. La Italia unida inicialmente no tuvo una infraestructura estatal capaz de resolver los problemas locales de los ciudadanos, y fue dominada por corrupción, desempleo, y desigualdad entre las clases sociales, una situación que existió y que continúa parcialmente existiendo en algunos sectores de la sociedad italiana, haciendo que muchos italianos decidieran buscar oportunidades en otros países.[cita requerida]
- Las guerras mundiales.
- La débil capacidad de adaptación de la economía italiana a la revolución industrial. La modernización no logró superar problemas estructurales de organización.
- Las crisis de subsistencia entre 1816 y 1817.
- Las epidemias de cólera en los siguientes períodos: 1835-37; 1854-55; 1865-67; 1884-85.
- La debilitación de los órganos asistenciales. La aparición de la burguesía desmonta a los mismos, estrechando el presupuesto estatal. Debido a esto aumenta la criminalidad, siendo expulsados de su territorio los italianos que no se «adaptaban» al sistema industrial.
- La presión demográfica. Las familias que basaban sus ingresos en la producción agraria crecen sin encontrar nuevos territorios para sus cultivos. Por lo tanto, deben emigrar para conseguir mantener su forma tradicional de producción.
- Entre otras principalmente debidas a motivos económicos y ligadas también a procesos de evolución en la economía europea, que afectaron directamente a los italianos y los motivaron a emigrar.

##### Ocupaciones
Podemos considerar que se formaron siete grandes categorías ocupacionales: agricultores, jornaleros, artesanos, comerciantes, profesionales liberales, varios y sin profesión. En los primeros momentos de la corriente inmigratoria, los datos brindados por los inmigrantes de su actividad ocupacional muestran que era nulo el número de personas sin ocupación. Es muy probable que algunos de ellos hayan mentido por temor a no ser aceptados. Recién en este siglo comienzan a aparecer contingentes sin ocupación (entre 10 % y 15 % de la población mayor de 16 años), llegando a un 20 % en los años de la guerra y el fascismo.

##### Resultados censales
| Población italiana residente en la Argentina[cita requerida] | Población italiana residente en la Argentina[cita requerida] | Población italiana residente en la Argentina[cita requerida] | Población italiana residente en la Argentina[cita requerida] | Población italiana residente en la Argentina[cita requerida] |
| Año                                                          | Población extranjeros                                        | Población italianos                                          | % italianos sobre extranjeros                                | % italianos sobre población total                            |
| ------------------------------------------------------------ | ------------------------------------------------------------ | ------------------------------------------------------------ | ------------------------------------------------------------ | ------------------------------------------------------------ |
| 1869                                                         | 210 330                                                      | 71 403                                                       | 33,9                                                         | 3,8                                                          |
| 1895                                                         | 1 006 838                                                    | 492 636                                                      | 48,9                                                         | 12,2                                                         |
| 1914                                                         | 2 391 171                                                    | 942 209                                                      | 39,4                                                         | 11,9                                                         |
| 1947                                                         | 2 435 927                                                    | 786 207                                                      | 32,3                                                         | 4,9                                                          |
| 1960                                                         | 2 604 447                                                    | 878 298                                                      | 33,7                                                         | 4,4                                                          |
| 1970                                                         | 2 210 400                                                    | 637 050                                                      | 28,8                                                         | 2,7                                                          |
| 2010                                                         | 1 805 957                                                    | 147 499                                                      | 8,2                                                          | 0,4                                                          |

##### Clase media, industriales y comerciantes italianos y fascismo
De acuerdo a Eugenia Scarzanella, licenciada en Ciencias Políticas y profesora de Historia de la Universidad de Bolonia, autora del libro «Fascistas en América del Sur», la mayoría de los industriales y comerciantes italianos en la Argentina, así como la clase media de ese origen, «apoyó el régimen de Mussolini». Y agrega que «después de la caída del régimen, la mayoría de los fascistas en la Argentina prefirieron, como ocurrió en Italia, negar su previa adhesión al régimen» que gobernaba en aquel país. Por su parte, Federica Bertagna, profesora de Historia de la Universidad de Verona, autora del libro «La inmigración fascista en la Argentina», sentencia:

Ningún país albergó fascistas como la Argentina. Algunos criminales fascistas italianos ingresaban con un pasaporte de la Cruz Roja Internacional (en los demás países de América y de Europa, ellos no podían hacerlo con este documento).

En «Orígenes del fascismo en la Argentina», la Dra. en Filosofía con mención en Historia e investigadora y profesora de la Universidad de Buenos Aires y de la Universidad Nacional del Comahue Leticia Prislei, relata:

El 7 de mayo de 1936 una masa compacta de 50 000 personas avanza por la avenida Las Heras, en dirección al centro. No forman parte de ningún sindicato ni partido político argentino, se dirigen a la Embajada italiana a celebrar la invasión de Etiopía por las fuerzas de Mussolini. Es decir, son genuinos fascistas italianos habitando la Argentina. Esa muchedumbre, por curioso que pueda parecer hoy, no es casual ni singular. Desde hacía años los fascistas venían trabajando en Buenos Aires y en ciudades grandes del interior del país con el fin de captar devotos para su causa. En 1930, fundaron un diario, Il Mattino d´Italia, que en un año superó con creces la expectativa de los 10 000 ejemplares; las oficinas consulares y sus extensiones culturales desarrollaban una prédica incesante, que iba desde la propaganda al liso y llano espionaje.

##### Distribución geográfica
Los italo-argentinos se concentran príncipalmente en el área metropolitana de Buenos Aires (casi el 60% de ellos) y en las regiones de Córdoba, Rosario, Mendoza y La Plata.
En el censo de 1960, el 73,3 % de los inmigrantes italianos estaba concentrado en la región de Buenos Aires.
El barrio de Buenos Aires con la mayor concentración de ítalo-argentinos es el Barrio de Palermo, donde constituyen casi el 75 % de los habitantes.Rosario y La Plata son dos ciudades donde la mayoría de la población es descendiente directa de italianos. En Rosario los descendientes de italianos (casi el 65 % del total de la ciudad) han alcanzado los niveles sociales más altos de la comunidad. En La Plata a finales del siglo XIX había casi 4600 emigrantes italianos en una ciudad de apenas 10 000 habitantes.

#### Españoles

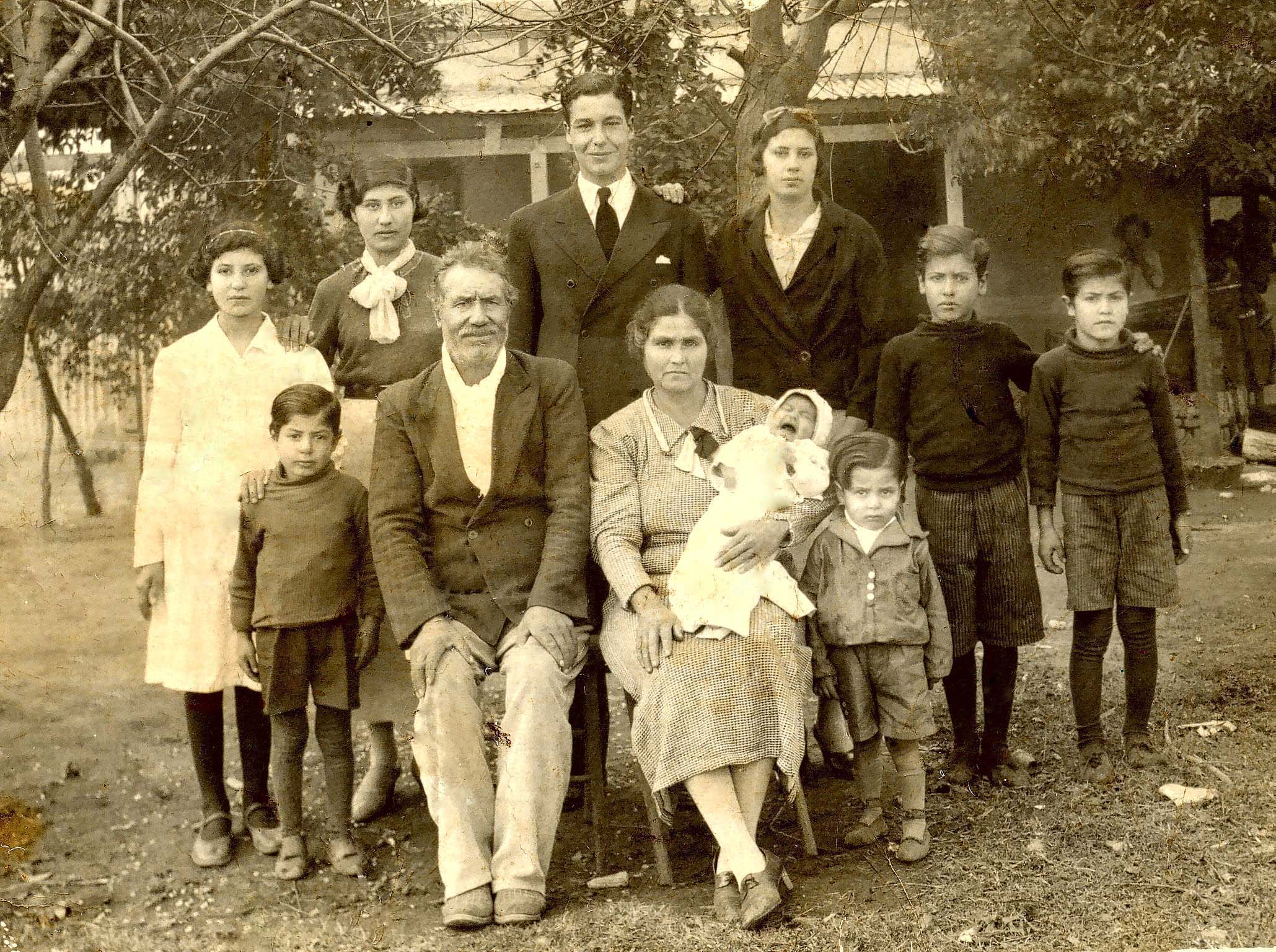
Familia española asentada en la localidad de Arias (Córdoba).

En 1870, las condiciones rurales en España (jornales magros, crítica situación económica) más las posibilidades que otorgó ese país para emigrar favorecieron quizás a la mayor emigración en España. El flujo inmigratorio se prolongó hasta 1952, pasando el período posguerra.
Los 

Distribución relativa de los españoles según el censo de 1914.

gallegos y los catalanes se radicaron, en general, en la ciudad de Buenos Aires y de Rosario. Los meridionales, en Santa Fe, Mendoza, Río Negro, Entre Ríos, dedicándose principalmente al trabajo rural en las plantaciones. Los valencianos fueron a Corrientes y a Misiones. Los asturianos se instalaron en las provincias andinas, en el noroeste del territorio argentino. Los andaluces se dedicaron, mayormente, a la horticultura. Los vascos se dedicaron al campo argentino con empeño singular, como ganaderos, tamberos y fruticultores. La figura del vasco tambero (tambo en cuanto a lacticinio) integra la más pura tradición argentina Santa Fe.
En los catorce años que componen los periodos 1885-1895 y 1912-1914, unos 150 000 andaluces emigraron a la Argentina. Entre 1880 y 1930, la media porcentual sobre el total de españoles se situaría entre un 15 % y un 20 %. Provienen sobre todo de las provincias de Almería, Cádiz, Granada, Huelva, Jaén y Málaga y se establecieron en su mayoría en Buenos Aires y La Plata, pero también en Mendoza y San Juan, que poseen un clima similar al de Andalucía, donde se dedicaron al cultivo de la vid y el olivo y a la producción de vino.
En 1889 se crea una comisión para defender y fomentar la inmigración española: la Sociedad Hispano-Argentina protectora de los inmigrantes españoles. Desde 1810 hasta comienzos del siglo XX, ingresaron 2 100 000 españoles, de los cuales un 54 % se estableció definitivamente en la Argentina. En 1895 los españoles representaban el 5 % de la población; para 1914 ya eran 830 000 (10 % de la población nacional). Debido a la Primera Guerra Mundial, la inmigración empieza a decaer. A mediados del siglo XIX había en el país casi 700 000 españoles.

##### Ocupaciones
Alrededor del año 1857 en adelante, se observan algunas profesiones definidas, por ejemplo, en los catalanes: en los hombres, talabartero y hojalatero; en las mujeres, planchadoras, modistas y peluqueras. En el caso de los gallegos, en su gran mayoría se inscribían como empleados en el servicio doméstico. Los vascos, por su parte, se dedicaban a la cría de ganado ovino y en especial a la salazón de carnes y la industria de productos lácteos, alcanzando reputación como estibadores, trabajadores de la construcción, alambradores, transportistas, leñadores, carboneros, hoteleros o fabricantes de ladrillos.[cita requerida] Aproximadamente a partir del año 1920, el nivel ocupacional de los españoles se concentró en la industria manufacturera, el comercio minorista, preferentemente en la rama de bares y restaurantes, almacenes y en los servicios comunales.

#### Albaneses
Existen miles de descendientes de los inmigrantes albaneses, ítalo-albaneses (arbëreshës) y albano-kosovares en el país que llegaron desde la década de 1910. A principios de siglo llegaron a Argentina entre 20 000 y 30 000 ítalo-albaneses. Se estimaban 50 000 «albaneses» en 1997.
Los albaneses-descendientes en Berisso se presentan cada año en la Fiesta Provincial del Inmigrante de la pcia. de Buenos Aires.
La Asociación Patriótica Albanesa Skenderbeu (en albanés Shoqëria Patriotike Shqiptare Skenderbeu) desfiló en el Desfile de la Integración durante los Festejos del Bicentenario en Buenos Aires. Todos los años, el 29 de noviembre, la asociación festeja el Día de la Bandera con cánticos y comidas típicas. En la pcia. de Santa Fe se cuenta con el Centro Albano-Kosovar.

#### Alemanes

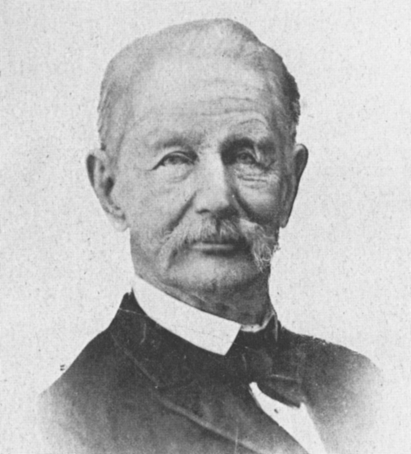
Carlos Germán Burmeister, uno de los tantos científicos alemanes radicados en la Argentina.

Distribución relativa de los alemanes según el censo de 1914.

La embajada alemana en la Argentina informaba en 2009 que vivían en ese país unas 600 000 personas aproximadamente con algún antepasado alemán (llegado desde Alemania, es decir, solo contando a descendientes de ciudadanos alemanes, sin sumar a los descendientes de alemanes étnicos), y que allí residen 50 000 ciudadanos alemanes. El Consejo Directivo de la Asociación Argentina de Descendientes de Alemanes del Volga estimaba en 2008 que la cantidad de descendientes de alemanes del Volga era superior a 1,2 millones de personas. Por su parte, el Centro Argentino Cultural Wolgadeutsche estimaba en 2007 que había 2 millones de descendientes de alemanes del Volga en el país. No se incluyen en esta cifra a los descendientes de otros grupos de alemanes étnicos, como los alemanes del Mar Negro, los Suabos del Danubio, los Judíos alemanes, etc. La mayoría de la población alemana es de la comunidad Volga, sin tomar en cuenta otras comunidades de origen alemán.
Entre los alemanes que llegaron a la Argentina, se diferencian claramente los provenientes de la Alemania propiamente dicha (divididos en dos ramas: siglo XIX y pre Segunda Guerra Mundial y posguerra), y los diferentes grupos de alemanes étnicos que, como los alemanes del Volga, emigraron hacia la Argentina desde otros países de Europa, y al ingresar al país fueron registrados, de acuerdo a su lugar de nacimiento, como rusos, ucranianos, polacos, etc., engrosando filas ajenas.
Su arribo se prolonga en un extenso período: desde mitad del siglo XIX hasta mediados de los años 60 del siglo XX.
Se destacan así tres momentos cruciales:
- mediados y finales del siglo XIX por cambios de política zarista
- el periodo de entreguerras (décadas del 20 y del 30)
- el período posterior a la Segunda Guerra Mundial (1945 en adelante).

Los colonizadores alemanes y suizos
Llegaron desde Dunquerque en 1856 provenientes de la zona de Hesse y Palatinado junto a familias suizas, belgas, luxemburguesas y francesas que fundaron la Colonia de la Esperanza (Esperanza (Santa Fe)). Establecieron la primera colonia agrícola y fundaron otros pueblos de la zona (Guillermo Lehmann fundó Rafaela, Pilar, Amalia, etc.).
Los «Alemanes del Volga»
Los grupos de inmigrantes que ingresaron a partir de 1878, los alemanes del Volga, provenían de un doble proceso migratorio, que en su inicio los llevó de su Alemania natal a las riberas rusas del río Volga desde 1763, atraídos por las facilidades ofrecidas por la zarina alemana Catalina II de Rusia, para terminar luego en América del Sur y especialmente en la Argentina a partir de 1878, huyendo del endurecimiento de la política rusa sobre ese pueblo de colonos alemanes que se mantuvo más de 100 años sin mezclarse con los eslavos —manteniendo su lengua y sus tradiciones—; y más tarde también de la persecución que sufrieron a causa de su fe cristiana durante la época de la Rusia comunista, en donde la gran mayoría fueron deportados a Gulags y otros campos de concentración en Siberia, situación que derivó prácticamente en su exterminio en masa.

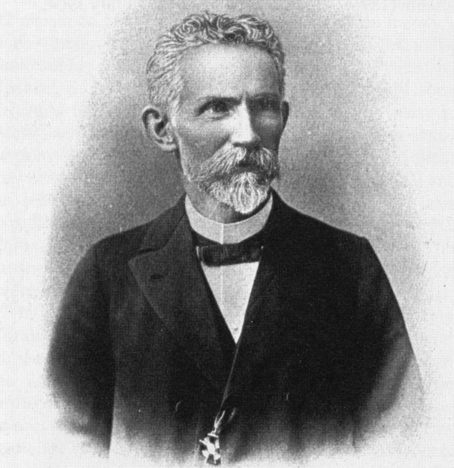
Carlos Berg, zoólogo, científico y educador alemán nacionalizado argentino con más de 200 trabajos de investigación publicados en el país.

Todos estos problemas movieron a los alemanes de Rusia a emigrar a distintos países de América. Las emigraciones más importantes fueron con destino a Canadá, Estados Unidos, Brasil y la Argentina.
A partir de fines de 1878 se produjo la llegada de los alemanes del Volga a la Argentina. Hubo dos corrientes. Una fue la que llegó en forma directa al puerto de Buenos Aires (la más importante) y otra que provino del Brasil. Esta última estaba formada por familias que habiéndose establecido en el Brasil, al no soportar la rigurosidad del clima y no hallar tierras aptas para el cultivo del trigo, decidieron trasladarse a la Argentina. Sobre todo al Alto Paraná, en la Provincia de Misiones.
Conformaban grupos colonizadores gente de una misma aldea. Los primeros colonizadores, nacidos en Rusia, se separaban entre Bergseiter (colonos de la orilla alta del Volga) y Wiesenseiter (colonos de la orilla llana del Volga) y ambos grupos se subdividían a su vez en católicos y protestantes. Ambas márgenes del río Volga atravesaban de norte a sur la República Autónoma de los Alemanes del Volga. Esta república les fue borrada del mapa en 1941 por decreto de Stalin (Ukase del 28 de agosto de 1941), y absolutamente todo el territorio les fue confiscado. Los pocos alemanes del Volga que pudieron sobrevivir, debieron emigrar como desposeídos.

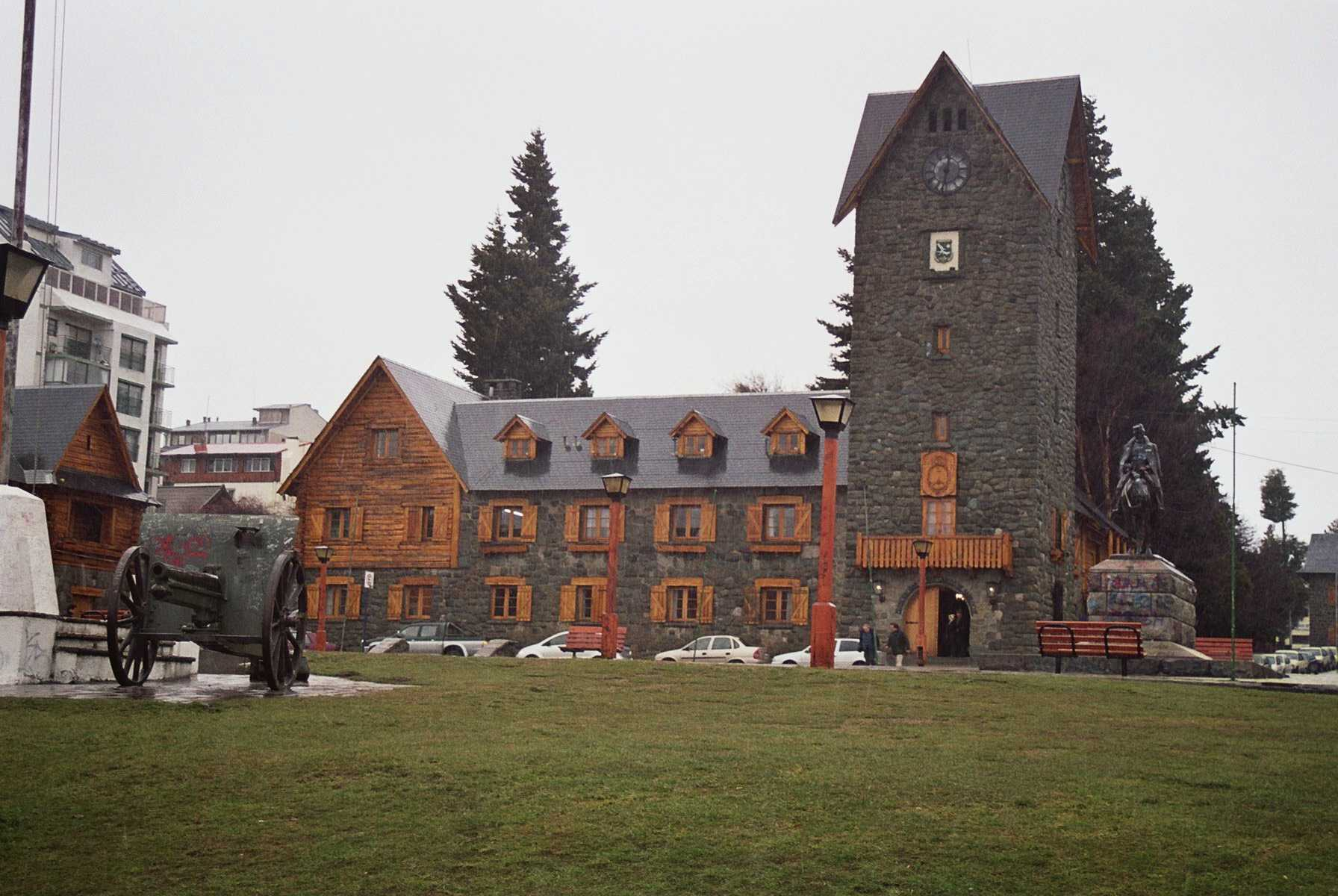
Bariloche, eje de una región con gran presencia de la comunidad alemana.

En la Argentina fundaron diversas colonias en tres zonas principales: una es la Provincia de Entre Ríos (Crespo (Entre Ríos): Marienfeld, Köhler, Pfeiffer, Santa Anita, etc.), la Provincia de Buenos Aires (Coronel Suárez, Sierra de La Ventana, Tornquist, Olavarría: Colonia Hinojo, entre otras), y la Provincia de Misiones (Eldorado, Montecarlo, Alem, Puerto Rico, Libertad, Jardín América) desde donde se fueron extendiendo formando nuevas colonias agrarias principalmente en la Provincia de La Pampa (Colonia Santa María, Santa Teresa y Winifreda, entre varias otras), Provincia de Córdoba, Provincia de Santa Fe, Provincia del Chaco (Juan José Castelli) y también en otras provincias con posibilidades trigueras o frutícolas.
En el Gran Buenos Aires se asentó una numerosa comunidad, mayoritariamente en la zona norte, en las localidades de Martínez, San Isidro, Olivos, Florida, Villa Ballester y Villa Adelina. En la zona oeste, en Ciudad Jardín Lomas del Palomar, Los Polvorines y en la zona sur, en Quilmes, entre otras.
La comunidad alemana en la Argentina se mestizó con los demás argentinos, abandonando el aislamiento defensivo que los mantuvo más de un siglo unidos sin mezclarse en las estepas rusas, con excepción de los principales centros de asentamiento en donde todavía se los encuentra sin mezclarse, y aún son de padre y madre descendientes de alemanes, en tanto conforman el grupo étnico mayoritario de tales ciudades. En la actualidad, los alemanes del Volga viven prácticamente diseminados por toda la Argentina. Su numerosa prole de los primeros tiempos y la división y reparto de las propiedades en parcelas cada vez más pequeñas obligaron a muchos a abandonar los sitios de colonización originales y a dedicarse a otros oficios o profesiones.
Aunque en menor medida que los alemanes del Volga, también ingresaron a la Argentina otros grupos de alemanes étnicos, como por ejemplo los alemanes del Mar Negro.
El Nazismo
Un amplio sector de la colectividad alemana en la Argentina apoyó a Hitler. Este sector estuvo representado «especialmente por las empresas germanas de los monopolios Krupp y Thyssen. El partido Nazi, sección Argentina, tuvo aproximadamente 70 000 afiliados cotizantes»., Durante las dos primeras presidencias de Juan Domingo Perón (1946-1955) entraron clandestinamente a la Argentina varios jerarcas nazis como Adolf Eichmann, Josef Mengele y Erich Priebke, todos ellos con documentos falsos. En el mismo período ingresaron a la Argentina gran cantidad de alemanes (y no alemanes) judíos.
La gran masa de alemanes que emigró a la Argentina entre 1930-1950 se radicó en lugares relativamente apartados, como en la Provincia de Córdoba (una fuerte comunidad en Villa General Belgrano donde se instalaron 117 familias de origen alemán, siendo Villa General Belgrano la principal y mayor colonia alemana en todo el país, La Cumbrecita y aledaños), la Provincia de Río Negro (con una importante radicación en la zona de Bariloche), Villa Traful en la Provincia del Neuquén, Villa Gesell en la zona atlántica de la Provincia de Buenos Aires, y otras zonas apacibles del país.
La población argentina descendiente de alemanes oscila entre 1,85 y 2,65 millones de habitantes, de acuerdo al cruzamiento de datos de diferentes fuentes.
Los inmigrantes alemanes crearon asociaciones como el Club Alemán de Buenos Aires (Deutscher Klub) fundado en 1858; el Hospital Alemán fundado en 1867; el periódico Deutsche La Plata Zeitung, fundado en 1874 por los Tjarks, con una postura conservadora y simpatizante al Nacionalsocialismo; el diario Argentinisches Tageblatt, fundado en 1874 y que mantuvo una posición liberal contraria al nazismo; la Asociación Vorwärts, que reunía a alemanes socialistas, comunistas y sectores progresistas, la Escuela Juan Enrique Pestalozzi, Hölters Schule, fundado en 1931, la Sociedad Alemana de Gimnasia de Villa Ballester, la Asociación Argentina de los Descendientes de los Alemanes del Volga fundada en 1976, etc. En la actualidad funcionan en Argentina 21 instituciones de origen germano. Argentina es el tercer país del mundo en cantidad de descendientes de alemanes, después de Estados Unidos, y Brasil.[cita requerida]
Las provincias de la Argentina por mayor cantidad de descendientes de alemanes son Córdoba (500 000), Provincia de Buenos Aires (425 000), Entre Ríos (350 000), Misiones (325 000) y la Ciudad Autónoma de Buenos Aires (300 000).[cita requerida]

##### Judíos alemanes
Entre los inmigrantes alemanes ingresados después de 1928, y sobre todo a partir del nazismo, hubo también miles de judíos alemanes que escapaban de las políticas antisemitas implementadas durante aquel régimen. Sin embargo, muchos de ellos ingresaron ilegalmente, pues en la Argentina, a partir de 1928, y sobre todo a partir de una circular secreta firmada por el canciller radical antipersonalista José María Cantilo en 1938 (presidencia de Roberto M. Ortiz), se ordenó «a cónsules argentinos en Europa negar visados a 'indeseables o expulsados', en alusión a ciudadanos judíos de ese continente».

#### Austríacos
Los austriacos que vinieron a la Argentina lo hicieron durante las dos grandes olas migratorias, es decir, alrededor de la Primera y la Segunda Guerra Mundial. Los lugares de asentamiento por excelencia fueron Buenos Aires, Córdoba, Misiones y en el sur del país, ciudades como Bariloche, San Martín de los Andes, etc. La cantidad nunca ha sido relevada exactamente y existen mayormente estimaciones. A principios de los años treinta vivían en Argentina aproximadamente 240 000 personas de lengua alemana de las cuales 45 000 residían en Buenos Aires, y siendo unos 9000 de ascendencia austríaca. Estas cifras son similares a las que registra la Embajada de Austria en la actualidad, aproximadamente 7000 ciudadanos de ascendencia austriaca en Buenos Aires, considerando la probabilidad de que sea mayor. Ya a mediados del siglo XIX se había establecido en el barrio de Belgrano una colonia de habla alemana. Los austríacos y los suizos residentes en Buenos Aires, se integraron a esta colonia por la afinidad idiomática y cultural en general. El barrio resultaba de gran atractivo para los nuevos inmigrantes puesto que ya disponía de infraestructura adecuada, como Iglesia, cafés y panaderías de familias alemanas que habían surgido gracias a la colonia anterior. Es Argentina, etnográficamente, el país latinoamericano con mayor cantidad de inmigrantes y descendientes de inmigrantes austríacos (en el segundo lugar se ubica Brasil y en el tercero Uruguay), la principal comunidad austríaca se encuentra en la provincia de Córdoba, que es la provincia con mayor población de descendientes inmigrantes tanto alemanes como austríacos en el país.
Entre las instituciones de Austria en el país se encuentran: la Asociación Argentino-Austríaca (integrante del Club Europeo), el Club Austria de San Isidro, la Sociedad Austríaca de Beneficencia, la Cámara de Comercio Argentino-Austríaca, La Casa de Austria en Rosario y Asociación Argentino Austríaca de Bariloche.
Algunas de sus zonas de instalación a lo largo del siglo pasado fueron Villa General Belgrano(Córdoba), Colonia Tirolesa(Córdoba), Chaco (en Resistencia y Quitilipi), San Benito (Entre Ríos), Avellaneda (Santa Fe), Villa Regina(Río Negro), Colonia Formosa(Formosa) y en Eldorado(Misiones). Inmigraron al país los austríacos Guillermo Graetzer, Eugenio Bachmann, Max Glucksmann, Enrique Raab, Marie Langer, Erich Gotlieb Eliskases, los arquitectos Walter Loos y Mabuel Turner y los artistas Gertrudis Chale, Otto Durá, Georg Miciu Nicolaevici(también de ascendencia moldava/rumana), Hedy Crilla, Myriam Stefford y Carlos Kleiber. Algunos argentinoaustríacos son Eduardo Ladislao Holmberg, Aldo Duscher y Nicole Neumann.

#### Países bálticos

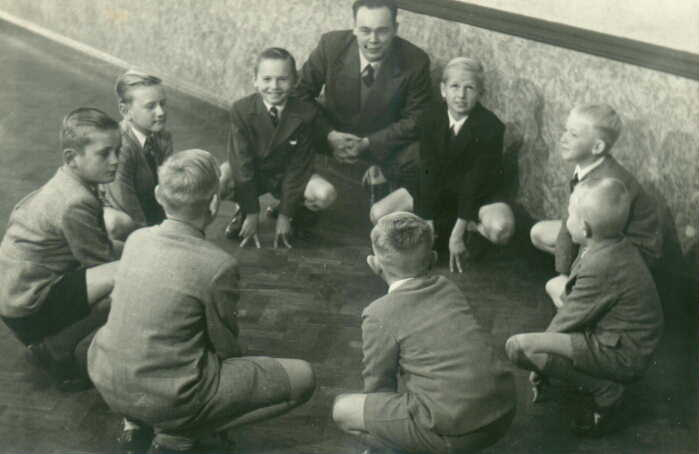
Grupo scout de los niños estonio-argentinos junto al jefe scout, quien era oriundo de Estonia.

Los primeros inmigrantes estonios comenzaron a llegar en 1920. Se nucleaban en el Centro Cultural Estonio, que poseía una valiosa biblioteca. Realizaban actividades culturales y sociales, a la vez que actuaban en coordinación con la Conferencia de Países Bálticos, que editan en castellano la «Revista Báltica». Las actividades religiosas se desarrollan en la Congregación Evangélica Estona, que posee una hermosa iglesia propia. En el Mundo Libre se nuclean en el Consejo Mundial Estonio y son miembros del ABN y otras organizaciones anticomunistas.
Los letones llegaron en los años 1920-25 y 1945-50. Se agrupan en la Asociación Letona en la Argentina y en la Congregación «La Resurrección». Son miembros activos de la Federación Mundial de Letones Libres, del ABN y participan en la edición del «Noticiero Báltico», publicado por la publicado por la Conferencia de Países Bálticos en la Argentina, desde cuyas filas mantienen en el exilio el amor por la libertad que les es característica.
Los lituanos llegaron mayoritariamente después de la Primera Guerra Mundial. Se estima que entre 1925 y 1930, arribaron unos 35 000 lituanos.Se radicaron sobre todo en el sur del Gran Buenos Aires (Avellaneda, Lanús), Berisso y Rosario. Algunas familias de la Provincia de Santiago del Estero también tienen estos orígenes.

#### Británicos

Británicos en Argentina

La inmigración británica en la Argentina ha tenido un impacto particularmente destacado en la cultura de la población organizando una sólida comunidad. El primer aflujo importante documentable se debió a las llamadas Invasiones Inglesas (1806 a 1807). Tras ser derrotadas las tropas del Reino Unido de Gran Bretaña, muchos de los prisioneros se radicaron en el territorio argentino, unos lo hicieron voluntariamente por lo general casándose con jóvenes criollas, otros inicialmente fueron llevados prisioneros (por ejemplo, a Río Seco en el norte de Córdoba o a la ciudad de Tucumán) en donde luego decidieron afincarse. Hacia 1825 en tiempos de Bernardino Rivadavia hubo una primera pequeña inmigración organizada de británicos que se establecieron, entonces, en «las afueras» de la ciudad de Buenos Aires. Entre 1857 y 1940 ingresaron al país 75 000 británicos, que representan el 1,1 % del total de inmigrantes (ver cuadro abajo). Muchos de ellos fueron ejecutivos de empresas, terratenientes o comerciantes relacionados con la gran afluencia de inversiones británicas a partir de la segunda mitad del siglo XIX. En 1893 el Consulado británico en Buenos Aires desaconsejaba emplear obreros británicos con la siguiente explicación:

Puestos a elegir entre trabajadores de diversas nacionalidades —ingleses, italianos, alemanes y franceses—, todos igualmente buenos, quienes emplean personal obrero apartarían de inmediato al trabajador británico y optarían por cualquiera de los otros, con preferencia el italiano. Todos trabajarían con mayor dedicación que el inglés, serían más tratables, y no se embriagarían.

La comunidad británica fundó sólidas instituciones, como el Hospital Británico, el periódico Buenos Aires Herald, prestigiosas escuelas bilingües y clubes como el Lawn Tennis Club, el Hurlingham Club, etc. Los inmigrantes británicos impactaron fuertemente en el gusto deportivo de los argentinos a través del desarrollo del fútbol, el polo, el hockey, el rugby, entre otros. Por su parte el inmigrante y educador británico William C. Morris, fundador de escuelas, tuvo una fuerte presencia en la educación argentina.
En la Patagonia la presencia de británicos de origen inglés hacia fines del siglo XIX ha sido interesante: los misioneros anglicanos como Thomas Bridges sentaron bases en Tierra del Fuego. Posteriormente a su actividad misional, sus descendientes obtuvieron estancias dedicadas a la cría de ganado ovino. Casi paralelamente a finales de los 1870s el entonces gobernador de Santa Cruz, Carlos María Moyano se casaba con la kelper Ethel Turner, la cual por su parte era sobrina del administrador colonial británico establecido en Malvinas; el matrimonio de Moyano con Ethel Turner facilitó la adquisición de grandes latifundios a súbditos británicos en Santa Cruz.
Se debe tener en cuenta que el término británico encubre el lugar de origen de estos inmigrantes que hasta mediados del siglo XX eran usualmente llamados «ingleses»; la mayoría de los británicos o «ingleses» eran irlandeses (los cuales por su aporte numérico y por la posterior independencia de la mayor parte de Irlanda merecen un párrafo aparte), seguidos numéricamente de escoceses y (en especial en Chubut a partir de 1865) de galeses; los ingleses propiamente dichos parecen haber sido una minoría que ocupaba los primeros puestos de las empresas de capital británico (por ejemplo, en los ferrocarriles); un número exiguo aunque influyente culturalmente ha sido el de misioneros ingleses principalmente metodistas (como el citado W.C.Morris) y anglicanos; los anglicanos en efecto han operado con sus «misiones» durante el siglo XX sobre todo en la región chaqueña, motivo por el cual aún hoy ciertas comunidades de pueblos originarios en esa zona utilizan en ciertas ocasiones el idioma inglés.

#### Eslavos occidentales

##### Checos y eslovacos
Los checos también formaron parte de la Gran inmigración de principios del siglo XX.
La mayor parte de los descendientes de checos en el país viven en las provincias de Chaco (notablemente en Roque Sáenz Peña), Buenos Aires (La Plata, Ensenada y Berisso) y Mendoza.
Se estima la cantidad de eslovacos en el país en alrededor de 40 000 personas (Fueron calculados en 25 000 hasta 2001). Los eslovacos que migraron hacia fuera de Europa durante el siglo XX tuvieron como principales destinos a Estados Unidos y Argentina. Llegaron mayormente durante las dos guerras mundiales. Se radicaron en las provincias de Chaco, Santa Fe, Chubut (en Comodoro Rivadavia), Mendoza y en el Gran Buenos Aires, la ciudad de Buenos Aires, y otras zonas de la pcia., como en Berisso (donde el Club Argentino Eslovaco de Berisso participa cada año de la Fiesta Provincial del Inmigrante). La actividad cultural en Buenos Aires se concentra en torno a la Asociación Cultural Eslovaca, fundada en 1926. Realiza actividades culturales y sociales, así como nuclear a jóvenes descendientes de eslovacos.

##### Polacos

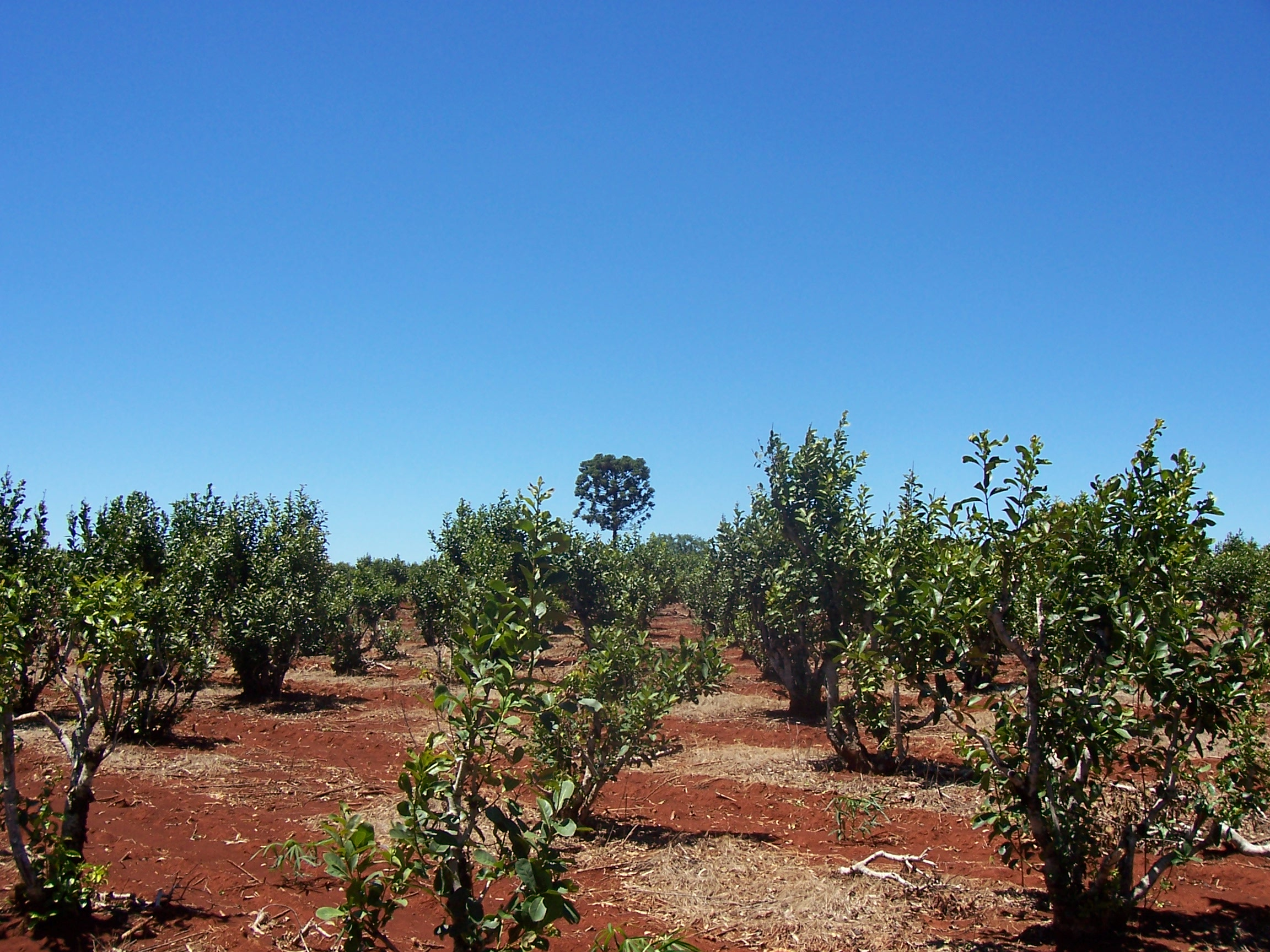
Los polacos repoblaron Misiones e impulsaron la producción de yerba mate.

No es fácil determinar la cantidad de polacos que inmigraron a la Argentina. Hasta 1919 los mismos eran registrados como rusos, alemanes o austríacos. Con posterioridad a esa fecha, los polacos ocuparon el cuarto lugar entre las colectividades inmigrantes hasta 1945. Los inmigrantes polacos estuvieron divididos en tres grandes grupos: los polacos cristianos católicos (25 %), los rusinos cristianos ortodoxos (45-50 %) y los polacos judíos (25-30 %). Otro grupo étnico proveniente de Polonia fue el de los casubios o kashubos, provenientes del Golfo de Gdansk o Casubia. En 2004, la embajada de Polonia en Argentina consideraba que la comunidad polaca era la tercera entre las colectividades de descendientes de inmigrantes, detrás de la italiana y la española, estimándola en unas 500 000 personas, la mitad de estos están establecidos en la provincia de Misiones, representando una cuarta parte de la población provincial; unos 140 000 viven en Buenos Aires.
Los primeros polacos en arribar a territorio argentino eran soldados de Napoleón que lucharían luego por la independencia del país. Durante el siglo XIX fueron contratados polacos por el gobierno argentino para realizar tareas de cartografía o para que se dedicaran a la enseñanza, la medicina, etnografía y geología.
La inmigración polaca organizada comenzó en 1897 y tuvo una influencia decisiva en el poblamiento de Misiones. Ese año inmigraron 14 familias polacas y ucranianas procedentes de la región de Galitzia. Arribaron al puerto de Buenos Aires y fueron enviados a Apóstoles (Misiones), una ex misión jesuítica abandonada desde 1770, donde se instalaron. Se trataba del primer proyecto de colonización agrícola efectivo, en tierra misionera, desde la expulsión de los jesuitas en tiempos de la colonia. En la zona es común referirse a los habitantes de Apóstoles, como «apostolacos». Con posterioridad llegaron grupos de colonos para radicarse en otras localidades de la zona: San José, Azara, Cerro Corá, Bonpland, Yerbal Viejo (hoy Oberá), Gobernador Roca y más tarde llegarán a fundar Colonia Wanda y Colonia Lanusse.
A principios del siglo XX, debido al descubrimiento del petróleo en Comodoro Rivadavia (provincia del Chubut) un grupo de polacos se instaló en la Patagonia para dedicarse a esa industria.
También desde comienzos del siglo XX, se estableció una importante comunidad polaca en Berisso, Gran Buenos Aires, centro de la industria de la carne en la Argentina. Allí, en 1913, se fundó la Sociedad Polaca de Berisso, que constituye hasta el presente un importante centro de la comunidad polaca.
Entre las dos guerras mundiales (1918-1939) inmigraron grandes cantidades de polacos, mayoritariamente campesinos, que se dispersaron por todo el país. En este período se fundaron varias asociaciones de polacos en ciudades del conurbano industrial de Buenos Aires, como Llavallol, San Justo, Valentín Alsina, San Martín, Quilmes, etc. En 1940 se creó la Unión de los Polacos en Argentina con sede en Buenos Aires.
Entre 1946 y 1950 se produjo una importante ola inmigratoria de polacos refugiados de guerra entre los que se encontraban 16 020 exsoldados polacos. Fue el último gran grupo polaco en inmigrar a la Argentina.
Durante su segunda visita a la Argentina, el papa Juan Pablo II tuvo un encuentro con los polacos en el Luna Park, el día 10 de abril de 1987. La Ley Nacional 24.601 promulga al día 8 de junio de cada año como «Día del Colono Polaco»

#### Eslavos orientales

##### Bielorrusos

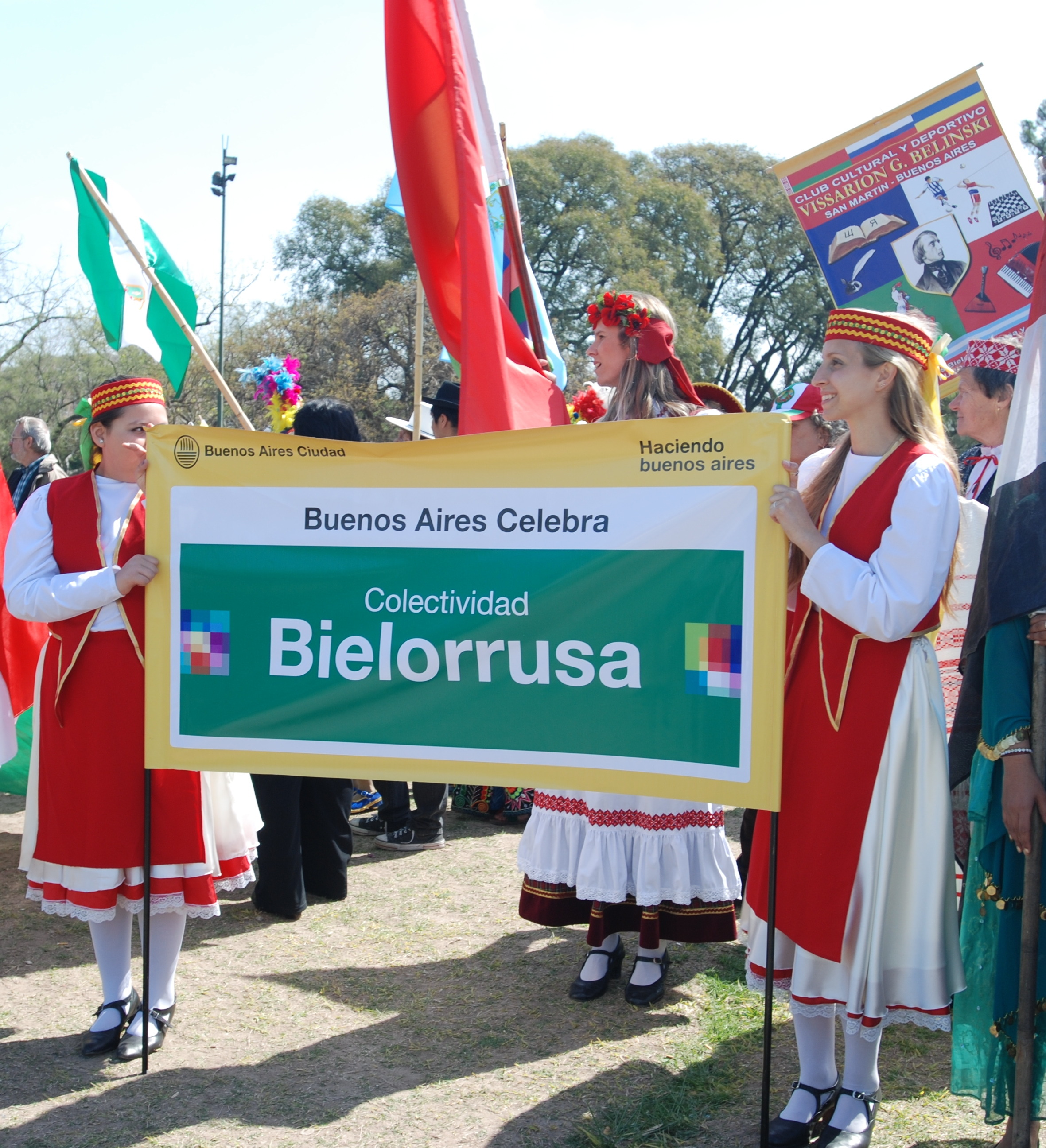
La colectividad bielorrusa suele participar de las actividades culturales de la ciudad de Buenos Aires, como en el Día del Inmigrante y en el ciclo «Buenos Aires Celebra».

Desde la segunda mitad del siglo XIX, miles de bielorrusos o belarusos emigraron hacia las Américas (especialmente hacia Estados Unidos, Canadá y Argentina), Australia y especialmente dentro de Europa.
La colectividad de Berisso participa cada año en la Fiesta Provincial del Inmigrante; los bielorrusos de Chubut participan en la Fiesta de las Comunidades Extranjeras de Comodoro Rivadavia en la «Colectividad Estados Independientes ex-Soviéticos» (junto a descendientes rusos, ucranianos y lituanos), los de Rosario(dentro de la Asociación Biblioteca Cultural Rusa Alejandro Pushkin, junto a descendientes rusos y ucranianos) en el Encuentro y Fiesta Nacional de Colectividades y algunos en la colectividad rusa de Oberá en la Fiesta Nacional del Inmigrante en Misiones.
Algunos de sus clubes deportivos culturales y sociedades culturales (donde tratan de preservar la cultura eslava junto con descendientes de ucranios y rusos) son “Vissarion G. Belinski”, “Dnipro”(Llavallol), “Vladimir Maiakovski”(Bernal), “Ostrovski”(Villa Caraza), “Vostok”(Berisso), “Aurora”(Mar del Plata), Centro de la Cultura Belarusa “Kastus Kalinouski”(Llavallol), “Maximo Gorki”(Valentín Alsina) e “Ivan Franco”.
Diseminados por todo el territorio, la cantidad de bielorrusos en Argentina se estimaba en unas 50 000 personas en 2001. La embajada de Venezuela en Bielorrusia incluye a Argentina entre los países donde residen mayor número de descendientes bielorrusos.

##### Rusos

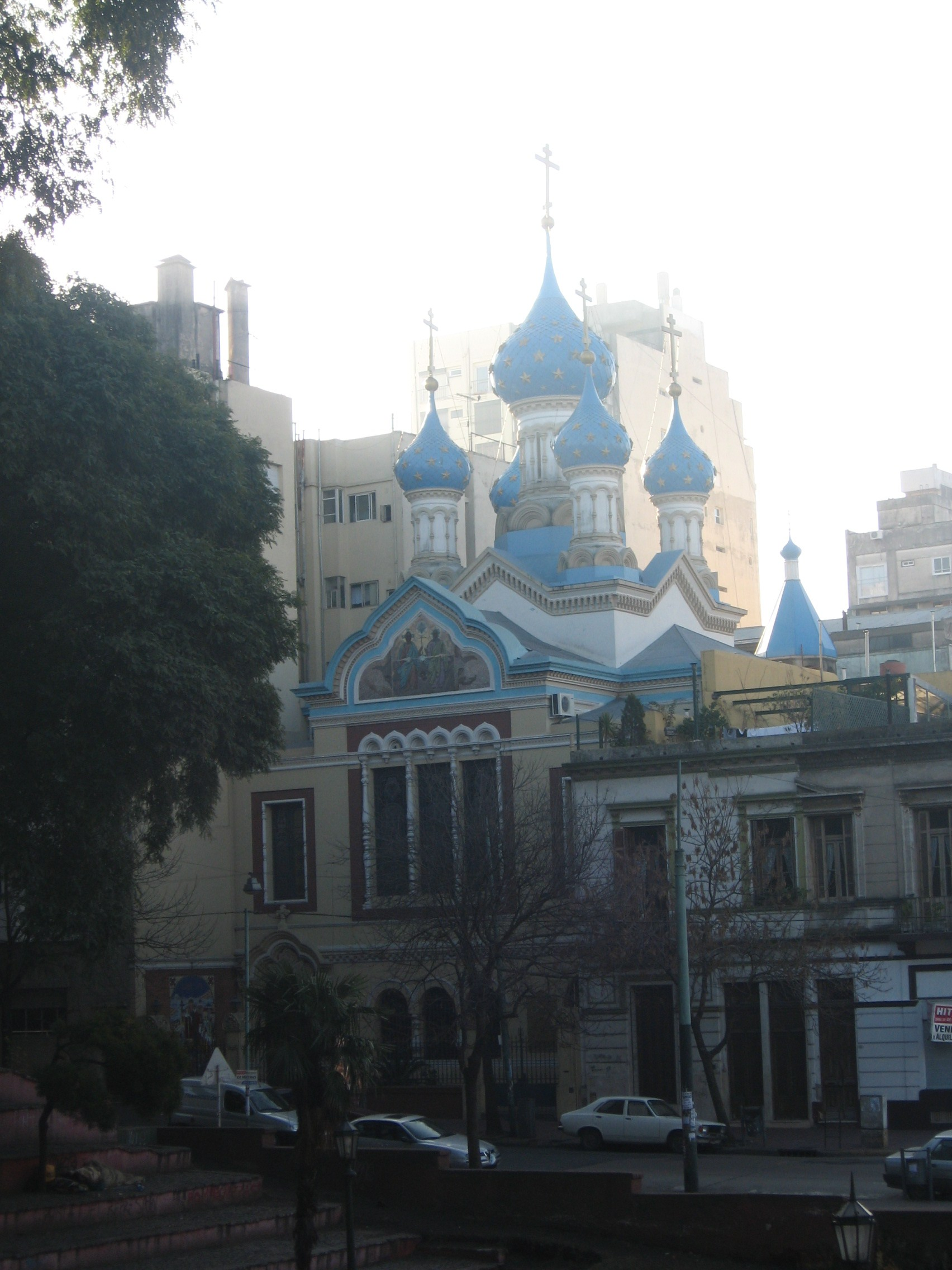
Iglesia Ortodoxa de la Santísima Trinidad en el barrio de San Telmo, Buenos Aires. A su vez, su arquitecto, Alejandro Christophersen era de nacionalidad noruega

Llegaron cerca de 250 000 personas rusas a Argentina el siglo pasado. La mayor parte de sus descendientes residen en la ciudad de Buenos Aires y Rosario (Santa Fe), el Gran Buenos Aires. La mayoría de los inmigrantes rusos llegaron entre 1880 y 1921. La primera gran oleada estaba formada por rusos de origen judío y se dio a finales del siglo XIX, debido a los progromos contra la población judía. Una pequeña ola llegó al país en la década de 1990.

Distribución relativa de los rusos, según el censo de 1914.

Las relaciones entre los dos países fueron establecidas desde el 22 de octubre de 1885. La Iglesia Ortodoxa de la Santísima Trinidad, construida en 1903, fue provista de cincuenta cajones con piezas artísticas y religiosas de gran valor por los entonces zares de Rusia Nicolás II y Alejandra Románova. Ambos países tienen una embajada en la capital opuesta.

##### Ucranianos

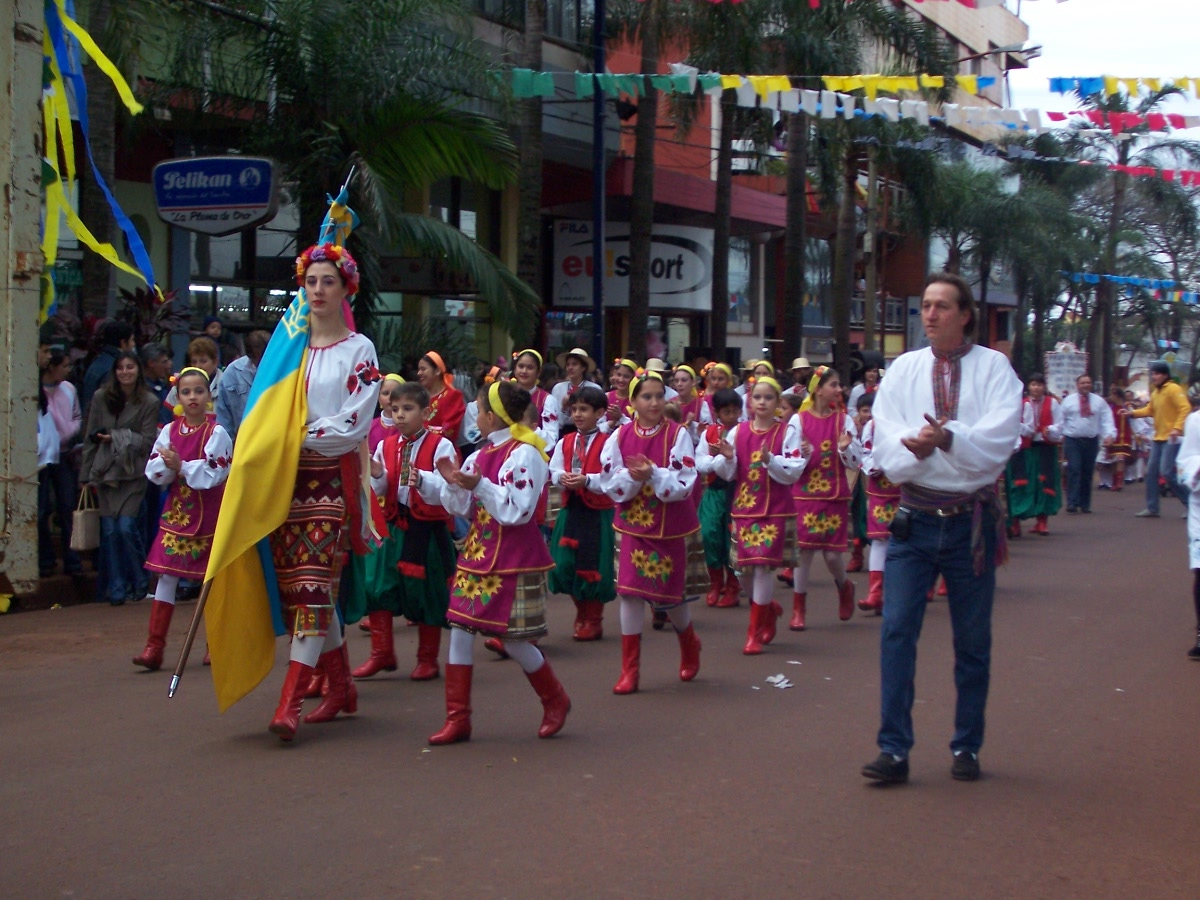
Parte de la Colectividad Ucraniana en la Fiesta Nacional del Inmigrante de Oberá, Misiones

De todas las nacionalidades que forman la inmigración europea hacia la Argentina, la ucraniana es quizás la única que no figura en el Registro Nacional de Inmigración. Es que Ucrania obtuvo su independencia recién en la última década del siglo XX; por lo tanto, los ucranianos que emigraban en épocas anteriores de su país lo hacían provistos de pasaportes austro-húngaros, rusos o polacos, y su nacionalidad fue confundida con la ciudadanía que figuraba en los pasaportes.
La inmigración regular de ucranianos a la Argentina comienza en el siglo XIX, siendo Apóstoles, en la provincia de Misiones, el primer asentamiento ucraniano en el país, en 1897. La mayor parte de ellos provenía de las regiones sudoccidentales de Ucrania. Posteriormente, nuevas grupos de inmigrantes se radicaron en la Ciudad de Buenos Aires, en la Provincia de Buenos Aires en la ciudad de Berisso, la ciudad de Llavallol y el Partido de Lanús, en la Provincia de Misiones. Una gran cantidad también se asentaron en (Rosario, Santa Fe) (Oberá, Aristóbulo del Valle, Dos de Mayo) y luego en el resto del país, principalmente en las provincias de Chaco, Corrientes, Formosa, Mendoza y Río Negro.
En 1997 se estimó la cantidad de inmigrantes y sus descendientes residentes en la Argentina en 305 000, establecidos principalmente en la ciudad y la provincia de Buenos Aires, así también como en las norteñas provincias de Misiones y Chaco. Es el séptimo país del mundo con más descendientes de ucranianos.
| Población de origen ucraniano residente en Argentina (1997) | Población de origen ucraniano residente en Argentina (1997) | Población de origen ucraniano residente en Argentina (1997) |
| Lugar                                                       | Cantidad (en miles)                                         | % sobre población                                           |
| ----------------------------------------------------------- | ----------------------------------------------------------- | ----------------------------------------------------------- |
| Provincia y Ciudad de Buenos Aires                          | 150                                                         | 0,9 %                                                       |
| Provincia de Misiones                                       | 75                                                          | 8 %                                                         |
| Provincia del Chaco                                         | 33                                                          | 4 %                                                         |
| Provincia de Mendoza                                        | 15                                                          | 1 %                                                         |
| Provincia de Corrientes                                     | 6                                                           | 0,7 %                                                       |
| Provincia de Formosa                                        | 4,5                                                         | 1 %                                                         |
| Provincias de Río Negro y Chubut                            | 4,5                                                         | 0,5 %                                                       |
| Resto del país                                              | 12                                                          | 0,08 %                                                      |
| Argentina (total)                                           | 300                                                         | 0,9 %                                                       |

###### Rusinos
Inmigrantes de etnia rusina se instalaron en Argentina desde principios del siglo XX, especialmente en el sur de la provincia de Misiones(especialmente en las colonias de Apóstoles y Azara).
Otros descendientes de rusinos fuera de Europa se encuentran en Estados Unidos, Canadá, Australia y Brasil.

#### Eslavos meridionales

##### Búlgaros
La inmigración búlgara en Argentina comenzó de manera intensiva en la década de 1920 y tuvo un segundo período de auge entre 1937 y 1938.
Llegaron sobre todo campesinos de las regiones septentrionales de Bulgaria. La mayoría de ellos se establecieron en la provincia del Chaco (Saénz Peña y Las Breñas) y en las ciudades de Berisso (Buenos Aires) y Comodoro Rivadavia (Chubut).

##### Croatas
Se distinguen tres corrientes migratorias del pueblo croata hacia la Argentina. El primer período abarca desde 1870 hasta 1914. En estos años los croatas emigraban principalmente de la costa dálmata, preponderantemente desde la franja que componen Split, Boka Kotorska —en el sur de Dalmacia— y sus respectivas islas —en especial Brač y Hvar—. Su principal motivación en el momento de emigrar fue económica. Se distribuyeron en la ciudad de Buenos Aires, sobre todo en La Boca y Avellaneda también zonas agropecuarias de la provincia de Buenos Aires, Santa Fe (Rosario principalmente), Córdoba, Chaco, Formosa y también una importante cantidad en la Patagonia y Cuyo.
El segundo período corre de 1918 a 1935. Luego de la Primera Guerra Mundial, la pobreza empujó nuevamente a los croatas a emigrar. Dalmacia siguió siendo la región con más emigrantes, aunque se le sumaron importantes contingentes de Istria y Herzegovina. Esta migración se distribuyó geográficamente por todo el país, tanto en las zonas agropecuarias como en los grandes centros urbanos.
La tercera corriente fue el resultado del fin de la Segunda Guerra Mundial. Emigrados políticos contrarios al régimen de Tito y la supremacía serbia fueron llegando hasta mediados de los años 60. Además, liderados por el presidente Ante Pavelic, los llamados Ustashas encontraron refugio en la Argentina de la posguerra mundial tras haber asesinado a un millón de personas entre 1941 y 1945. De todas las regiones croatas y de todas las clases sociales, se afincaron principalmente en los grandes centros urbanos, siendo escaso el establecimiento en zonas rurales.

##### Eslovenos
De acuerdo con Jernej Zupančič de la Academia Eslovena de Ciencias y Artes, el número de eslovenos y sus descendientes en Argentina asciende a 30 000. Se asentaron sobre todo en Entre Ríos, Vicente López y San Martín (en la provincia de Buenos Aires), la ciudad de Buenos Aires y la ciudad de Córdoba.

##### Macedonios

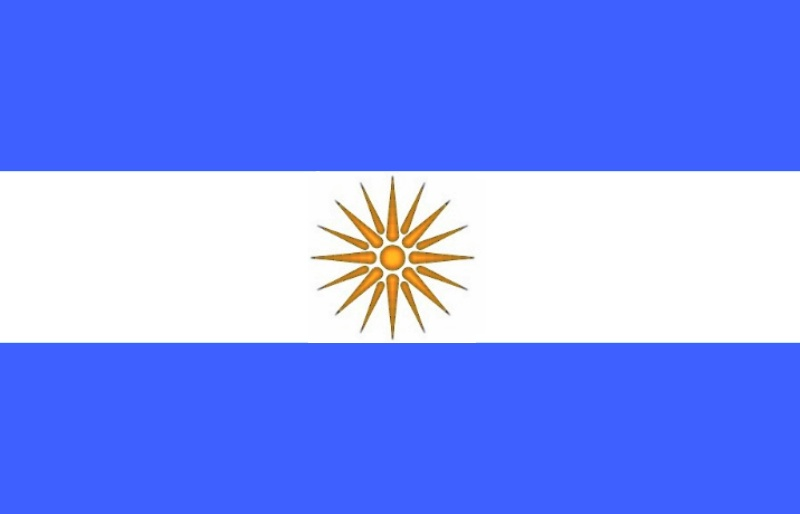
Bandera de los macedoargentinos

Muchos macedonios de Argentina son descendientes de los pečalbari (trabajadores estacionales), quienes llegaron a la Argentina en los principios del siglo XX. Muchos de ellos decidieron permanecer en Argentina asentándose en colonias macedonias en La Pampa y otras regiones. La mayoría de ellos se encuentran en la ciudad de Buenos Aires, La Pampa y Córdoba. Se estima que viven en la Argentina cerca de 30 000 macedoargentinos, que significaría la segunda comunidad de macedonios más grande en América Latina luego de Brasil (estimados en la cifra de 45.000 personas).

##### Montenegrinos
Los montenegrinos constituyen una minoría étnica en Argentina. Durante los comienzos del siglo XX, los primeros montenegrinos comenzaron a emigrar al país desde el entonces Reino de Montenegro. Actualmente existen cerca de 50 000 desdencientes de montenegrinos en la Argentina. Luego de los polacos (450 000), los croatas (440 000), los ucranianos (300 000) y los rusos (250 000) y antes que los búlgaros (40 000), los eslovenos (30 000) y los macedonios (30 000), son una de las comunidades eslavas más numerosas de Argentina. La mayoría de ellos se localiza en la provincia de Chaco, mientras que otros viven en la ciudad de Buenos Aires, Tandil, Venado Tuerto y General Madariaga, un pueblo de cerca de 5000 habitantes, limítrofe con el partido costero de Pinamar.
A su vez, descendientes de montenegrinos establecieron la colonia La Montenegrina, la mayor colonia montenegrina en América del Sur. El partido de General Madariaga es un sitio especialmente importante para los montenegrinos de Argentina, dado que muchos de ellos han logrado un remarcable desarrollo allí a través de la actividad ganadera. Asimismo, la organización montenegrinoargentina Sociedad Yugoslava Njegoš (previamente llamada Sociedad Montenegrina y Sociedad Montenegrino-Yugoslava de Ayuda Mutua antes de la Segunda Guerra Mundial) provee ayuda mutua dentro del pueblo.

##### Serbios
Según una estimación del gobierno serbio de 2010, había unos 5000 serbios en territorio argentino. Sin embargo, hay alrededor de 30 000 personas de origen serbio viviendo en Argentina. En su mayoría son originarios de los territorios de la actual Montenegro y Croacia (Dalmacia), y, en menor medida, de Serbia y Bosnia y Herzegovina. Viven en varias regiones del país, pero sobre todo en las provincias de Chaco, Buenos Aires y Santa Fe.

#### Franceses

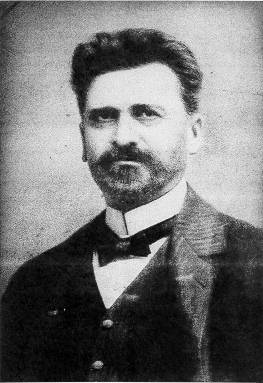
Clément Cabanettes, uno de los fundadores de la colonia agrícola francesa de Pigüé.

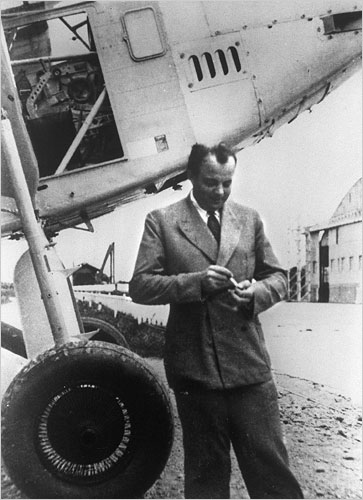
Antoine de Saint-Exupéry, autor de El Principito, residió dos años en el país donde fue director de Aeroposta Argentina S.A. y donde conoció a su futura esposa Consuelo de Saint-Exupéry.

Menos importante en cuanto a su volumen frente a la inmigración española o italiana, la inmigración francesa constituyó, sin embargo, un aporte fundamental por el papel económico desempeñado. Los franceses que arribaron al país se distinguían en relación con otras corrientes migratorias por disponer a menudo de calificación profesional, cierto grado de instrucción y a veces capital. No sorprende entonces hallarlos entre los propulsores de iniciativas que contribuyeron enormemente con el proceso de modernización de la Argentina.
En el período de mayor inmigración —entre 1857 y 1920— llegaron 220 000 franceses a la Argentina, de los cuales retornaron 120 000. La mayor cantidad de arribos se verificaron en el segundo quinquenio de la década de 1880. Para entonces los franceses constituían el 10 % del total de inmigrantes, el tercer contingente detrás de italianos y españoles. En 1901 había 94 000 franceses en el país, cantidad solo superada mundialmente por los 104 000 que habían emigrado a los Estados Unidos. En 1912, sobre 138 000 franceses en América del Sur, 100 000 se encontraban en la Argentina.
Las razones que explican este fenómeno son las mismas que se aplican a otros contingentes migratorios europeos que también afrontaron el duro desafío de mejorar sus destinos lejos de su tierra natal. La deliberada política migratoria del país, los comparativamente mejores salarios ofrecidos en un país poco poblado como la Argentina y ciertas posibilidades de acceso a la tierra hacían del Río de la Plata un destino particularmente atractivo para muchos franceses.
Generalmente salían por Burdeos hacia el puerto de Buenos Aires; muchos provenían de ciudades cercanas a París pero la mayor parte de las regiones rurales del sudoeste: el País Vasco francés (o sea el suroeste del departamento de los Bajos Pirineos que pasarían a llamarse luego Pirineos Atlánticos) y diversas provincias de cultura e idioma occitano: Bearne (que ocupa el resto de los Pirineos Atlánticos) y Rouergue (región histórica hoy en su mayor parte incluida en el departamento de Aveyron) principalmente, pero también de diversas regiones gasconas como Bigorra, Burdeos, Comenge (la ciudad argentina de Villa Nougués se inspira del estilo de esta región) y Tolosa (ciudad establecida justo sobre el límite entre Gascuña y Languedoc). Unos cuanto apellidos y topónimos argentinos provienen del dialeto occitano de Gascuña y Bearne como por ejemplo: Artigue/Lartigue/Lartigau, Borde/Laborde/Bordenave, Belloc/Bellocq (‘bello lugar’), Biraben (‘viento que gira’), Castex/Castet (‘castillo’), Casenave, Cazau/Cazeau/Casau, Ducasse/Cassou/Casú (de casse: ‘el roble’), Dufau/Fau, Faure, Loustau (‘el ostal’, es decir, ‘la casa’)/Losteau, Lanús, Laclau (‘la llave’), Lacase (‘la casa’), Labat (‘la abadía’), Larriu, Monge, Noguès (‘el nogal’), Maurel.

Franceses en Argentina (censo de 1914)

Los inmigrantes franceses tendieron a instalarse en barrios de la ciudad de Buenos Aires como el Socorro, cerca de la plaza San Martín, el puerto y las estaciones, donde existían cafés, hoteles y restaurantes que los empleaban como cocineros y mucamos. En los prostíbulos creció la fama de las mujeres francesas, mientras que otras se empleaban de vendedoras, modistas o institutrices en familias de clase alta. Las planchadoras francesas eran muy requeridas, en especial en la zona cercana a los teatros. Fuera de la ciudad de Buenos Aires, los franceses se diseminaron por diversas zonas, particularmente Tandil y Pigüé en la provincia de Buenos Aires, Esperanza y Rosario en la provincia de Santa Fe, San Rafael en el sur de Mendoza, zonas de la provincia de Tucumán (Villa Nougués da ejemplo de ello) y el entonces territorio del Chaco (actual provincia de Chaco). Otra zona que ha recibido una relativamente importante inmigración francesa y suizofrancesa ha sido el este de la provincia de Entre Ríos, por ejemplo, la ciudad de Concordia.
Los inmigrantes franceses aportaron características destacadas a la cultura argentina, especialmente en la reiniciación de la producción de yerba mate, la producción de vino, azúcar (Hileret). Santiago de Liniers, uno de los grandes héroes de la historia argentina, era francés. Tres presidentes argentinos fueron hijos de franceses: Juan Martín de Pueyrredón —de origen bearnés— Pellegrini —con orígenes saboyardos— e Yrigoyen —con orígenes vascofranceses—; mientras que Alejandro Agustín Lanusse era bisnieto de un bearnés. También fueron importantes instituciones solidarias de la comunidad francesa, como el Hospital Francés (el Hospital Francés de la Ciudad de Buenos Aires en 2013 ha sido redenominado como Hospital César Milstein), aún en actividad, y el grupo socialista Les Egaux, uno de los fundadores del movimiento obrero argentino. Inmigrantes franceses como Amadeo Jacques y Paul Groussac tuvieron un impacto directo sobre la educación y la cultura argentinas. Algunas ciudades argentinas, como la citada Pigüé, fueron originadas por colonias de inmigrantes franceses y generaron una cultura local argentino-francesa. Carlos Gardel era oriundo de Lenguadoc y de Provenza, el extremo oriental de Occitania, llegó el libertador Hipólito Bouchard quién propagó el diseño de la bandera argentina a América Central y capturó la enseña realista en el Combate de San Lorenzo.

#### Gitanos (Rom)
Los primeros miembros del pueblo Rom (gitanos) comenzaron a emigrar a la Argentina hace más de 100 años. Se estima que viven alrededor de 300 000 integrantes que pertenecen a los siguientes grupos: Kalderash griegos, rumanos, ucranianos, búlgaros, moldavos y rusos, algunas familias Lovari y algunos Xoraxane Roma, Calé argentinos, españoles y los Boyash.
En general como modo de preservar su cultura, los Rom tienen un alto rechazo al sistema educativo formal, aunque esto ha ido cambiando en los últimos tiempos.
Se dedican mayoritariamente a la reparación de la maquinaria hidráulica, metalurgia industrial, compra y venta de automóviles y maquinaria agrícola, venta minorista, etc., con muy buenos resultados económicos.
La mayoría de los Rom es de confesión evangélica.

La relación con los vecinos es buena, pero existe cierta clase de discriminación oculta contra los Rom y los judíos y menos en contra de los descendientes de árabes en una creciente minoría del pueblo argentino, la cual puede ser vista al tratar un negocio o en algunos lugares públicos, a pesar de la ley antidiscriminatoria existente, sin embargo, esta siempre es oculta, —la casa se vendió—, no hay lugar en el restaurante, discúlpeme, y raramente un insulto son las expresiones discriminatorias comunes.

Las crisis económicas de los últimos años han producido una importante migración de Rom hacia otros países, principalmente Estados Unidos, España y Francia.

#### Húngaros
La mayor parte de los inmigrantes húngaros llegaron entre la Primera y la Segunda Guerra Mundial. Se establecieron sobre todo en la zona sur del Gran Buenos Aires, así como en Bariloche, Rosario y la provincia del Chaco.

#### Irlandeses

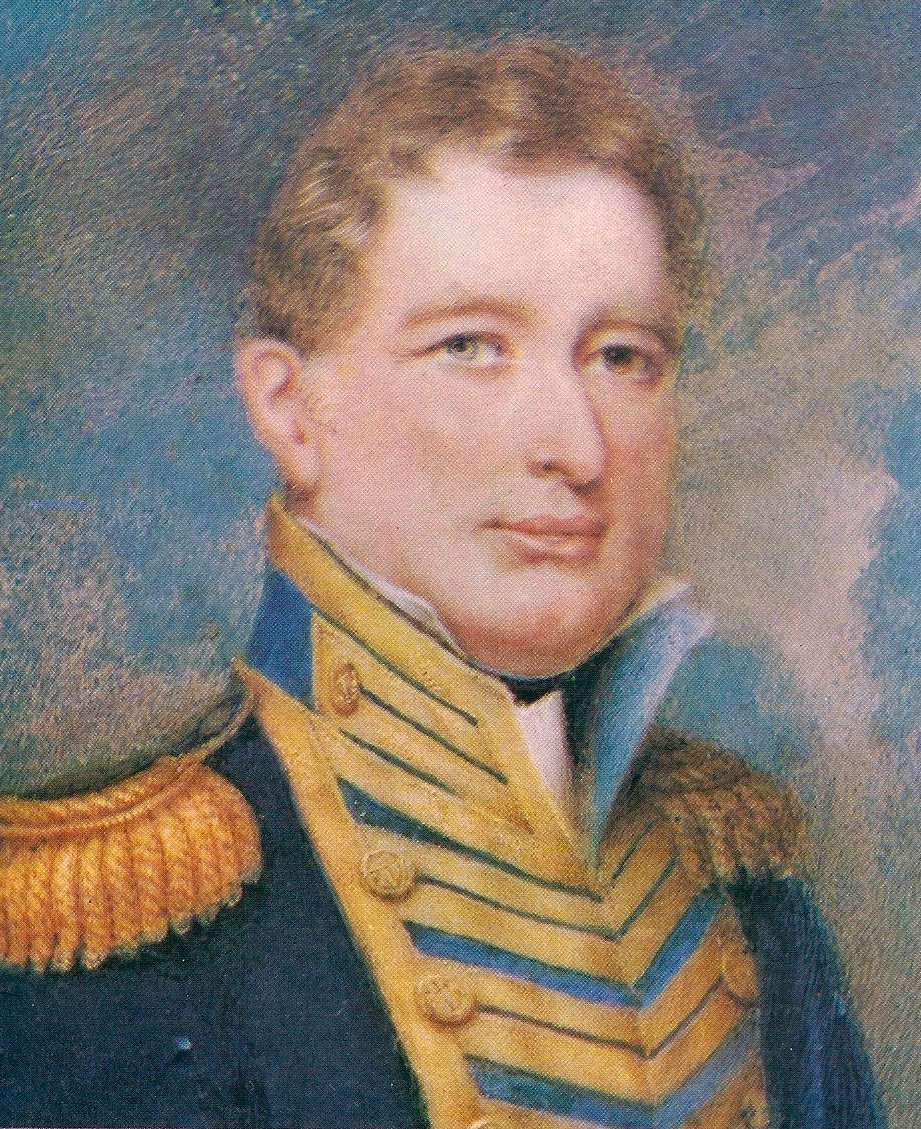
Guillermo Brown, prócer de la Independencia Argentina, era oriundo Foxford (Irlanda).

Las razones que llevaron a los irlandeses a emigrar de su patria hacia otros países se debió a que fueron, por siglos, empujados por la opresión inglesa, por la gran hambruna —consecuencia de la peste de la papa, que entre 1845 y 1850 diezmó a la población—, y la lucha por mantener su religión (el catolicismo) y sus costumbres.
Emigraron a la Argentina en el siglo XIX en especial entre 1830 y 1875. En 1889 arribó el SS City of Dresden, con alrededor de 2000 pasajeros irlandeses, quienes se asentaron al sur de la ciudad de Bahía Blanca. En este período llegaron en total unos 10 000 irlandeses y hoy sus descendientes suman unas 500.000 personas. La inmigración irlandesa fue una gran colonizadora del campo de la provincia de Buenos Aires principalmente, para extenderse después a Santa Fe, Entre Ríos y Córdoba. En el mes de marzo se preserva un legado cultural que se remonta a los celtas, más precisamente al festejo del día de su patrono, San Patricio. Aunque no se rinde culto al santo, el objetivo principal de estas celebraciones es el encuentro social en pubs irlandeses porteños. Del mismo modo, un nutrido grupo de familias descendientes de irlandeses de Bahía Blanca se reúnen en forma semanal para ofrecer a los vecinos de la ciudad la posibilidad de tomar un tradicional té con otras especialidades de la mesa irlandesa. Argentina es el quinto país del mundo (después de Estados Unidos, Reino Unido, Canadá y Australia) con más descendientes de irlandeses.

#### Luxemburgueses
Entre 1840 y 1900, alrededor de 70 000 a 80 000 luxemburgueses dejaron su tierra natal para buscar la felicidad en el extranjero. Sus destinos fueron los Estados Unidos, Canadá, Brasil, Guatemala y Argentina, pero también a Francia y Bélgica.
Los primeros migrantes de Luxemburgo fueron colonos de Esperanza (Santa Fe) junto a familias belgas, francesas y suizas en el siglo XX.
Otros se establecieron en zonas de la provincia de Corrientes como Bella Vista y Goya junto a familias de origen francés, belga, alemán y neerlandés, migración que llega con la iniciativa privada de la «Colonizadora de Corrientes S.A» del Dr. Mariano I. Loza.
En 1889 llegaron inmigrantes luxemburgueses a Benito Juárez, pcia de Buenos Aires, quienes fueron los primeros habitantes junto a vascos, italianos y españoles. También hubo presencia en los partidos de Tres Arroyos y Necochea, en Tucumán, Mendoza, Entre Ríos y Córdoba (entre otros destinos).

#### Neerlandeses

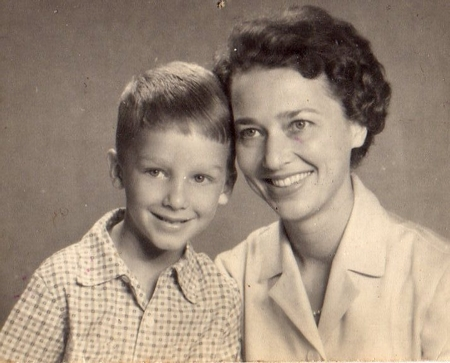
Inmigrantes neerlandeses de Argentina (ca. 1950)

La primera inmigración organizada desde los Países Bajos ocurre desde 1889, cuando llegaron inmigrantes agricultores y ganaderos procedentes de la zona de Frisia (muchos de los inmigrantes erróneamente llamados «holandeses» hablaban el frysk o frisón, o si no el dialecto neerlandés septentrional bastante diferente entonces del neerlandés). Una segunda inmigración tuvo lugar hacia 1924. La última, mucho más pequeña, llegó a principios de los años 1950. La mayoría de estos neerlandeses-frisones se estableció inicialmente en el sur de la provincia de Buenos Aires, especialmente en la zona de Tres Arroyos, Quequén, Necochea. Grupos mucho menores se establecieron en Mar del Plata, Bahía Blanca, Tartagal, Guaminí, Salliqueló, San Martín de los Andes y Comodoro Rivadavia; en esta última zona se encontraron con una población que también poseía linajes neerlandeses: los bóeres inmigrados al sur del territorio de la actual provincia de Chubut y norte de la Provincia de Santa Cruz tras la conclusión de la llamada Guerra de los bóeres (afrikáners) a inicios del siglo XX. En total, los neerlandeses provenientes directamente de los Países Bajos, hasta mediados de siglo XX, no superaron las 20.000 personas.

#### Países nórdicos
Los inmigrantes de los países nórdicos llegaron desde la segunda mitad del siglo XX y se establecieron en las provincias de Buenos Aires (al sur, mayormente los daneses), en la ciudad de Buenos Aires y alrededores, en la ciudad de La Plata, en la provincia de Misiones (daneses en Eldorado y suecos, finlandeses, sueco-finlandeses y noruegos en centro y sur de la provincia —departamentos Candelaria, Leandro N. Alem, Oberá—), en Mendoza (en la colonia La Escandinava de General Alvear) y en Río Negro (principalmente los daneses en Dina Huapi).
Cada un período de dos años se realizan en Argentina las Jornadas Argentinas de Folkedans, donde los descendientes de nórdicos se juntan a celebrar su origen y comparten un espectáculo de danzas escandinavas. El evento 2013 se realizó en la ciudad de Oberá durante la semana de pascuas, donde estuvieron además colectividades escandinavas de Brasil.
La colectividad nórdica de Oberá participa cada año en la Fiesta Nacional del Inmigrante representanto a las cinco naciones del norte de Europa.

##### Daneses

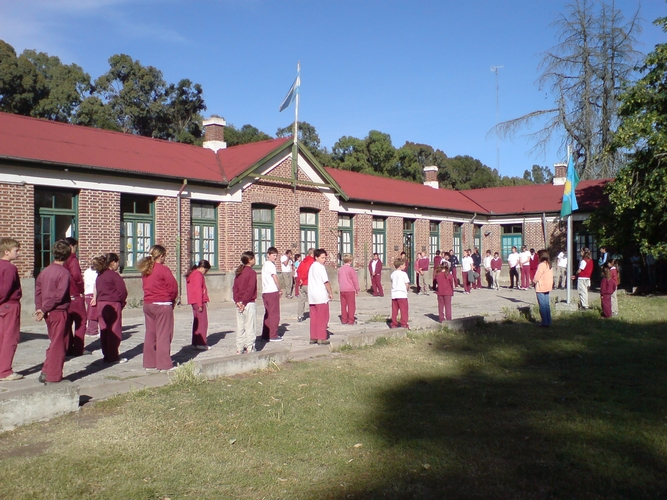
Chicos en el Colegio Argentino Danés del partido bonaerense de Tres Arroyos.

Se calcula que entre 1857 y 1930 arribaron a la Argentina unos 18.000 daneses. Se establecieron principalmente en la ciudad de Buenos Aires y en la zona sur de la provincia de Buenos Aires, en los partidos de Tres Arroyos, San Cayetano y Necochea. Muchos de ellos mantienen sus tradiciones en el campo, en pequeñas localidades rurales como Reta y Claromecó. También se estableció a principios del siglo XX una pequeña comunidad danesa en Misiones.
En cuanto a la religión, muchos de los descendientes de los primeros daneses aún hoy acuden a templos dinamarqueses como los que existen en Tandil, Necochea, Tres Arroyos y el barrio porteño de San Telmo (en la calle Carlos Calvo).

##### Finlandeses
La mayoría de los inmigrantes finlandeses llegaron a partir de 1906 y, previo paso por Buenos Aires, se establecieron sobre todo en la ciudad misionera de Oberá, donde los descendientes aún conservan algunas de sus tradiciones.

##### Islandeses
Los pocos islandeses que llegaron a Latinoamérica se establecieron principalmente en el estado de Paraná (sur de Brasil) a principios del siglo XX (familias con los Sondahl y los Barddal o Bárðdal, pioneros en la zona) y solo algunas familias en Argentina (de apellidos como Magnusson, Johannesson y Gudmundsson) tienen esta ascendencia. En el Instituto Sueco Argentino (Embajada de Suecia) suelen dictarse clases de idioma islandés, con profesores nativos, además de clases de idiomas como el sueco, noruego, finés y estonio, entre otros.
Un inmigrante islandés fue Bjorn Sveinn Bjornsson (1909-1998), hijo del Primer Presidente de Islandia (Sveinn Björnsson), que llegó al país en 1949 junto a su esposa la cantante lírica y arpista Nanna Egils (Egilsdóttir) Björnsson y su hija Brynhildur Björnsdóttir.
El pintor Sven Havsteen-Mikkelsen (1912-1999), nacido en Buenos Aires, hijo de un ingeniero noruego de ascendencia islandesa y feroesa, es uno de los descendientes de islandeses más reconocidos.
En 2012, el grupo de islandeses músicos y técnicos que acompañaron a la cantante islandesa Björk en sus conciertos (realizados en el Centro Municipal de Exposiciones), tomaron clases de tango en Escuela La Vikinga (ubicada en el barrio de Congreso) con una profesora de danza de origen islandés radicada desde 2004 en el país.

##### Noruegos

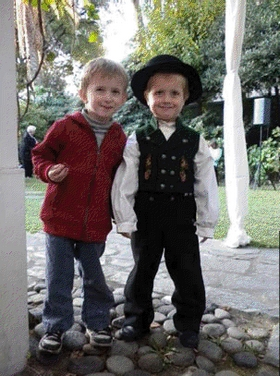
Niños noruego-argentinos con trajes típicos, durante la celebración del Día Nacional de Noruega, en la casa de un exembajador de Noruega en Argentina.

La mayoría de los noruegos que emigraron hacia Latinoamérica lo hizo hacia Argentina y Brasil, y en menor medida a Uruguay y Chile. Muchos fueron marineros que escapaban de los barcos.
La comunidad de noruegos en Argentina perdió contacto por mucho tiempo una vez que la Iglesia de los Marineros Noruegos fue demolida, aunque actualmente algunos noruegos radicados en el país se reúnen en los encuentros organizados por la Asociación Noruega del Plata, el Club Sueco, las iglesias sueca o dinamarquesa, las celebraciones navideñas y, por supuesto, en la fiesta del 17 de mayo que es el Día Nacional de Noruega. Como otras comunidades de descendientes de europeos, buscan preservar la cultura y recordar sus raíces.

##### Suecos

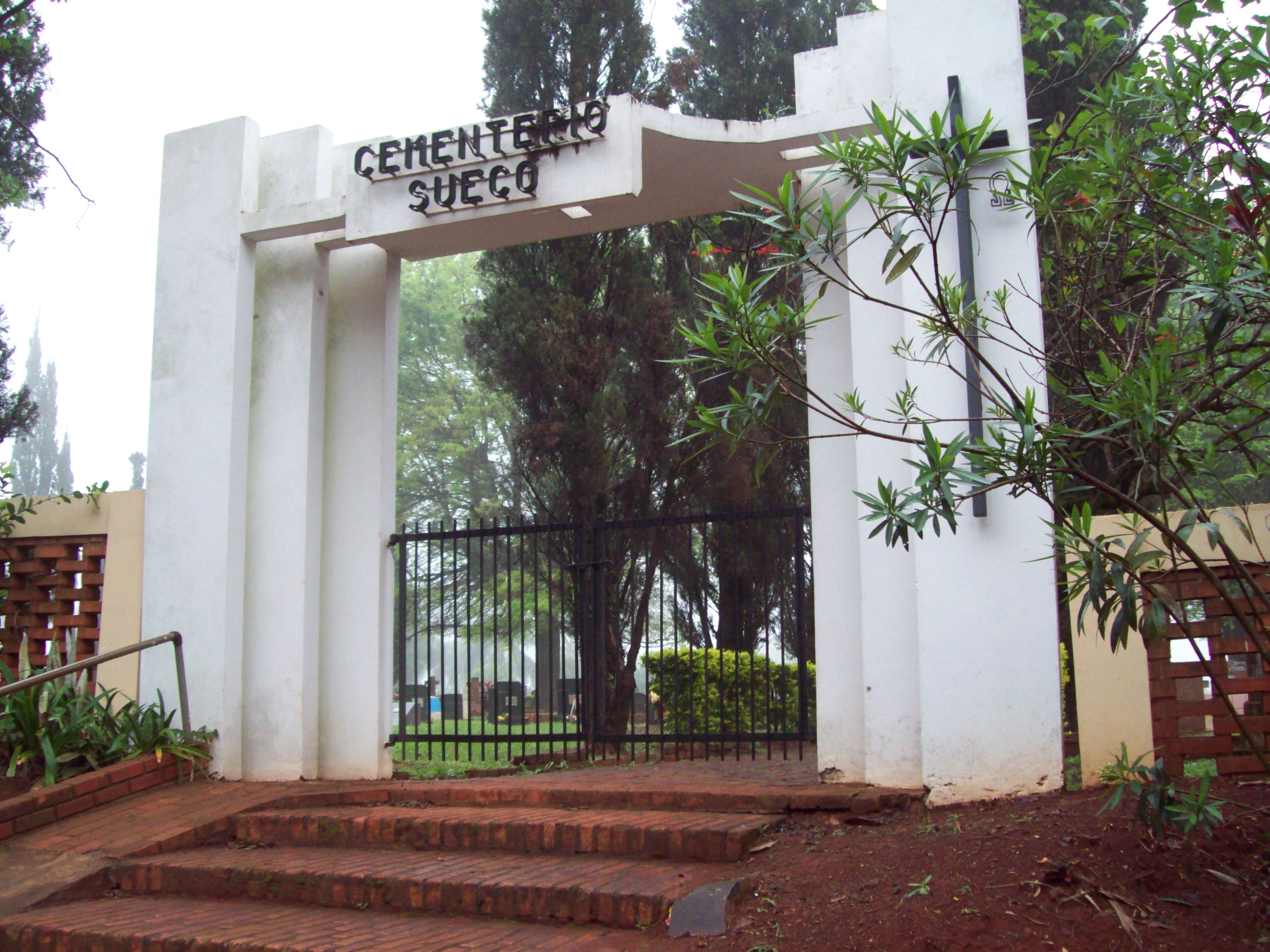
Cementerio sueco de Oberá

Los asentamientos suecos en Argentina tuvieron lugar principalmente entre mediados y fines del siglo XIX. Muchos suecos emigraban a la Argentina por motivos económicos y para comenzar una nueva vida. Los suecos también ayudaron en la construcción, en particular ayudando a construir las vías de los ferrocarriles argentinos a mediados del siglo XIX.
Los primeros suecos que arribaron a la Argentina fueron registrados como convertidos al catolicismo por la Compañía de Jesús presente en Córdoba en 1763. Muchos de los suecos que habían llegado durante la primera mitad del siglo XIX lucharon en la Guerra Civil entre Federales y Unitarios de ambos lados.

#### Portugueses
Tras las intensas olas migratorias de portugueses hacia la región ocurridas a lo largo del período colonial, hubo todavía importantes flujos migratorios posteriores de portugueses a la Argentina. De acuerdo con los datos de la Dirección Nacional de Migraciones de la Argentina, el saldo de la inmigración portuguesa entre 1857 y 1970 alcanzó un total de 45 000 personas. Las principales comunidades portuguesas se establecieron respectivamente en la Gran Buenos Aires, Comodoro Rivadavia, Olavarría, Mendoza y Oberá.
La inmigración portuguesa ha ejercido considerable influencia sobre la cultura y la sociedad argentina. Con respecto a la etnicidad, es aún digna de nota la singular propincuidad entre las etnias portuguesa y gallega, resaltándose que la mayoría de los inmigrantes españoles ingresados en la Argentina eran de origen gallego.
También con pasaporte portugués, arribaron a la Argentina inmigrantes procedentes del territorio ultramarino portugués de Cabo Verde.

#### Rumanos
Las corrientes de inmigrantes rumanos a la Argentina pueden distinguirse en tres etapas: 1) fines del siglo XIX y comienzos del siglo XX 2) Segunda Guerra Mundial y 3) Década de 1990. Como parte de la primera oleada se destacaron los colonos judíos que fundaron pueblos en las provincias de Santa Fe y Entre Ríos.

#### Suizos

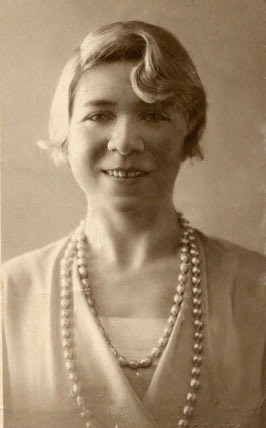
La escritora Alfonsina Storni llegó al país desde la comunidad italiana de Suiza con solo cuatro años de edad.

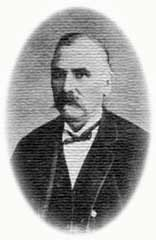
El arquitecto Francesco Righetti proveniente de la comunidad suizo-italiana.

El cierre de fronteras provocado por los conflictos de la guerra napoleónica redujo las fuentes esenciales de recursos para las regiones más pobres de la Confederación Suiza. El período 1845-55 se caracterizó por una serie de crisis en todos los órdenes.
En febrero de 1856 llegó a la provincia de Santa Fe el primer contingente de 421 europeos y en el mes de junio ya se habían establecido alrededor de 200 familias de agricultores, unas 1400 personas, de las cuales más del 50% eran suizos de habla francesa y alemana. La colonia fundada se llamó Esperanza, las concesiones se adjudicaron por sorteo y en 1862 se entregó la propiedad definitiva a sus ocupantes.
También en el año 1856 diez labradores con sus respectivas familias llegaron a Baradero, oriundos de la Suiza francesa y fundaron Colonia Suiza o Colonia Agrícola de Baradero.
A partir de 1857, con intervalos de un año, surgieron las colonias San José en Entre Ríos y San Jerónimo Norte y San Carlos en Santa Fe. Con Esperanza y Baradero conformaron las cinco colonias más antiguas con las que se cierra la primera etapa de la colonización suiza en la Argentina. Entre las familias tradicionales de esta colonias merecen destacarse las de Juan Genoud, José Cardinaux, José Liandat, Carlos Beck (fundador de la colonia San Carlos) y Jacob Reutemann.
En 1869 se fundó Grütly (Reutemann fue uno de los primeros pobladores) y posteriormente Santa María, Colonia Nueva y Rivadavia, con inmigrantes suizos e italianos.
Guillermo Lehmann, oriundo de Winterthur, cantón de Zúrich, fundó numerosos pueblos entre 1870 y 1880, siendo Rafaela uno de los más importantes.
En 1872 el Inspector de colonia Guillermo Wilcken registró 16 678 habitantes extranjeros distribuidos en 34 colonias en las provincias de Santa Fe, Entre Ríos y Córdoba. De esa cifra 5957 eran suizos, seguidos de los italianos, los “nuevos argentinos” (hijos de colonos extranjeros y extranjeros naturalizados), los franceses y los alemanes. Por su parte, un informe del Consulado suizo de la misma fecha indica un total de 10 000 suizos residentes en la Argentina; aproximadamente 2000 vivían en Buenos Aires.
El trazado del Ferrocarril Central Argentino, de Rosario a Córdoba, favoreció la instalación de colonias, poblándose una amplia faja de tierras a cada lado de la vía. A partir de 1870, los suizos fueron elegidos para iniciar ese poblamiento en gran escala. Así surgieron las colonias agrícolas de Bernstadt (hoy Roldán), Carcarañá, Cañada de Gómez, Tortugas, Armstrong y otras.
A la gran mayoría de tesineses, de lengua italiana, que caracterizó la inmigración individual y urbana hasta 1880 —fundamentalmente obreros de la construcción y artesanos— siguieron nuevos inmigrantes de habla alemana y francesa. Así, pequeños contingentes de suizos se dirigieron a Rosario, Córdoba, Tucumán, Mendoza, Mar del Plata y Bahía Blanca.
En 1882 existían más de 30 colonias. De 1883 a 1889 se registró la máxima afluencia suiza a la Argentina, para decaer bruscamente en 1890 por causa de la crisis financiera que atravesó la Nación. En 1890 se contabilizaron unos 30 000 suizos en la Argentina, incluyendo a aquellos que gozaban del beneficio de la doble nacionalidad.
Desde 1890 la legislación argentina en materia de colonización cambió para favorecer la inmigración individual en detrimento de la colectiva, permitiendo con ello una mayor integración al Estado nacional. Se trataba también de evitar el surgimiento de otros estados dentro del Estado —habitantes de algunas colonias suizas en Santa Fe se levantaron contra la autoridad, acusada de corrupción, en defensa de sus derechos—.
Por otra parte, la década de 1890 marcó en Suiza el inicio de una fase de estabilización técnico-económica, haciendo más difícil la captación de la inmigración de ese país.
Pasada la crisis de 1890 una nueva corriente migratoria de suizos fue a la Argentina estableciéndose preferentemente en las colonias suizas, alemanas, italianas o mixtas ya existentes en la provincia de Santa Fe. Sin embargo, la valorización alcanzada por esas tierras influyó para desviar a los recién llegados a otras zonas, a más de 1000 kilómetros de Buenos Aires. Los nuevos suizos que llegaron, especialmente después de la Primera Guerra Mundial, se instalaron en la zona del lago Nahuel Huapi, en Mendoza, en Misiones, en el Chaco, centros alejados pero que ya habían tenido precursores suizos.
La crisis de los años 30, que provocó graves dificultades económicas a la Confederación, hizo que su gobierno organizara y financiara una emigración en gran escala (la última a la Argentina) a las riberas del Alto Paraná, estableciéndose en Monte Carlo y Puerto Rico.
En 1937 el Gobierno argentino y la Confederación firmaron un convenio de inmigración y colonización y el Consulado suizo en Buenos Aires pudo ubicar a 400 suizos en Misiones.
Si bien en un principio la inmigración suiza fue rural, no pasó mucho tiempo sin que se estableciera en las grandes ciudades. En 1940 el 33 % de los suizos residentes en la Argentina era ya propietario. Naturalmente, también hubo un importante porcentaje de inmigrantes que volvieron a su país de origen (35 % entre 1857 y 1890, alcanzando con posterioridad el 52 % de los nuevos inmigrantes).
Hoy, la comunidad de ciudadanos suizos en Argentina —más de 15 000— es la más importante de América Latina.
La emigración argentina hacia Suiza: el regreso.
La emigración argentina a Suiza no alcanza la magnitud del fenómeno inverso. A raíz de la crisis económica de finales de 2001, se produjo un movimiento migratorio de argentinos descendientes de suizos que regresaron a la tierra de sus antepasados.

#### Turcos
Existe una comunidad de turcos en Argentina, estimada en alrededor de 1000 personas, en su mayoría llegadas tras el cambio de siglo. El grueso de la colectividad desempeña cargos oficiales enviados por el Estado de Turquía. Unas de las asociaciones culturales producto de esta reciente actividad turca en la región es la Fundación de la Amistad Argentino Turca (que ofrece clases del idioma turco y árabe) y desde 2006, la pequeña colectividad que radica en Buenos Aires, cuenta con el Colegio Hércules (dependiente de la fundación y ubicado sobre la calle Bogotá al 4300, en el barrio porteño de Flores). Producto de la falta de información de los agentes de inmigración argentinos del siglo XX, alrededor de dos millones de inmigrantes fueron categorizados bajo la etiqueta de «turcos»; cuando en realidad la mayor parte de los inmigrantes llegados desde el entonces Imperio Otomano eran árabes (principalmente sirios y libaneses), armenios, griegos o judíos sefaradíes. Pese a ello a los árabe-argentinos al día de hoy erróneamente se los apoda popularmente como «turcos». Un ejemplo de ello es el apodo del expresidente Carlos Saúl Menem. Esto se debe a que al arribar los inmigrantes eran anotados como «turco-otomanos», apareciendo de la misma forma en los primeros censos argentinos.

### Africanos
Los afroargentinos o argentinos negros son los argentinos que tienen de su origen étnico total o mayormente en el África subsahariana, estos se destacan por tener la piel oscura. Han contado con un papel importante en la historia del país ya que llegaron a conformar más de la mitad de la población de algunas ciudades durante el siglo XVIII y ejercieron un profundo impacto en la cultura nacional, pero disminuyeron marcadamente en número a lo largo del siglo XIX.
Actualmente el gobierno de Argentina realiza una encuesta en los censos étnicos para poder contar el número de "negros" y "afrodescendientes" que hay en el país. Las cifras del Censo de 2010 indicaron que 149.493 de ciudadanos se reconocían afrodescendientes, sobre una población total de 40.117.096 personas (0,37%). Para el Censo de 2022 el número ascendió a 302.936 personas, el cual representaba el 0,66% de la población argentina. De acuerdo con los datos suministrados en 2010, la población de Argentina que se autoidentificaba como afrodescendiente eran un 92% (137.583) argentinos y un 8% (11.960) extranjeros, en su mayoría americanos.
Según el censo de 1778 (año de la creación del Virreinato del Río de la Plata) realizado por el Virrey Vertiz, de los 24.205 habitantes de la ciudad de Buenos Aires, el 64,98% eran blancos, el 17% negros, el 13,03% mulatos, el 2,78% mestizos y el 2,25% amerindios, existiendo algunas ciudades del virreinato con hasta 46% de la población con una apariencia física total o parcialmente africana subsahariana (es decir, sumando negros, mulatos y zambos). El total de población censada en 1778 en todo el virreinato fueron 420 mil habitantes, aunque parte de los mismos vivían en territorios que actualmente no pertenecen a Argentina sino a países limítrofes.
La llegada de africanos subsaharianos al territorio actualmente argentino se debió originalmente al comercio atlántico de personas esclavizadas que llegaban directamente desde África o desde otros lugares de América, especialmente del actual Brasil, durante la etapa de la dominación española en la región y durante las primeras décadas posteriores a la independencia argentina.
Aparte de esa inmigración forzada original, a fines del siglo XIX comenzaron a llegar inmigrantes negros oriundos de Cabo Verde; pero estos no lo hicieron como esclavos sino por voluntad propia debido a la fuerte crisis económica y social que había en la entonces colonia portuguesa. Dicho flujo migratorio continuó en pequeña escala (con un gran incremento en la década de 1920) hasta la década de 1940, y actualmente se calcula que en Argentina habitan alrededor de 300 caboverdianos, en tanto que los descendientes (con un grado significativo de ascendencia) del total histórico de esa inmigración son más de 10.000.
En este momento existe una pequeña oleada de inmigrantes procedentes de África occidental (principalmente de Senegal) que comenzó en la década de 1990, en tanto que hay una minoría de negros entre los inmigrantes procedentes de países americanos desde los cuales la inmigración se viene dando desde antes de mitad del siglo XX (como Perú, en menor medida, Brasil), pero más numerosa desde otros donde la misma comenzó en el siglo XXI (como Colombia, Venezuela, República Dominicana y Haití).
La principal razón de la marcada disminución de la población negra local, ocurrida en el siglo XIX, fue el mestizaje (desde la era colonial) con los grupos más numerosos, que son las poblaciones blanca y amerindia respectivamente. La primera, aunque ya era una parte relevante de los habitantes, pasó a ser mayoría mediante la gran ola inmigratoria que hubo entre mediados de los siglos XIX y XX, que fue fomentada por la Constitución de 1853 y que provino principalmente de Europa, Medio Oriente y Norte de África. De hecho, Argentina es el tercer país en el mundo que recibió mayor cantidad de inmigrantes en ese período histórico, con 6 millones de personas (aunque solo la mitad se asentó definitivamente en el país), debajo solamente de Estados Unidos y Uruguay, con 36 millones, y por encima de países como Canadá, Chile, Australia, etc. Esto hizo que con el paso de los años el mestizaje produzca un fenómeno de absorción de la minoría no-blanca (amerindia y negra) por parte de la mayoría blanca, aunque la población amerindia fue menos afectada que la negra por ser más numerosa y sobre todo posteriormente por la ola de inmigración de sudamericanos que hay en el país desde principios del siglo XX, que es conformada en buena medida por amerindios (aunque generalmente provenientes también de una mezcla racial de varias generaciones), lo que hace que desde entonces (pero especialmente desde la década de 1950, cuando se detuvo la llegada en cantidad de inmigrantes blancos europeos y mediorientales) su cantidad haya incrementado en número, y también porcentualmemte sobre el total de la población, con respecto a fines del siglo XIX. 
En cambio el número de negros, quienes para la época de la independencia ya tenían un importante grado de mestizaje (porque el mismo se fue dando fuertemente en esa parte de la población desde principios del siglo XVIII), en la segunda mitad del siglo XIX continuó su disminución pero con mayor velocidad ya que, por un lado, la llegada de esclavos se detuvo prácticamente por completo (además de que ya estaba en franco declive desde fines del siglo anterior, al igual que la esclavitud en sí misma), y por otro, sus descendientes continuaron sucesivamente teniendo hijos mayormente con blancos (más frecuentemente todavía que hasta entonces debido a la numerosa inmigración) o amerindios, de manera que los genes africanos subsaharianos fueron disminuyendo en grado paulatinamente en cada generación posterior resultante de esas uniones (al tiempo que aumentaban los genes de otros orígenes, especialmente europeos) hasta el punto en que pasaron a ser una pequeña parte del genotipo y dejaron de ser evidentes en la apariencia física.
Esto contribuyó a que más tarde se origine la creencia de que los negros habían "desaparecido" de Argentina, porque ya a principios del siglo XX casi todos los descendientes de africanos subsaharianos tenía a su vez ancestros europeos, mediorientales o indígenas americanos y generalmente en un grado mayor, por lo que presentaban un aspecto ambiguo o bien eminentemente blanco o amerindio, además de que normalmente no existía conciencia de ellos mismos de tener parte de su ascendencia procedente del África subsahariana. Por ello, debido a dicho mestizaje, casi todos los descendientes actuales de los negros de la época colonial y el siglo XIX son blancos o, en menor medida, amerindios. Sin embargo, la población negra aumentó levemente en las últimas décadas con los extranjeros arribados en las corrientes migratorias más recientes.
En el siglo XXI se comenzaron a hacer algunos estudios en pequeños grupos de población para conocer el grado de ascendencia negra. Del 6 al 13 de abril de 2005 se realizó la Prueba Piloto de Afrodescendientes en los barrios de Monserrat, en Buenos Aires, y en Santa Rosa de Lima, en Santa Fe, y se verificó que el 3 % sabe que tiene antepasados negros. Esto respalda al estudio del Centro de Genética de la facultad de Filosofía y Letras de la Universidad de Buenos Aires, que estimó en un 4,3 % el porcentaje de habitantes del Gran Buenos Aires que tiene un nivel detectable de marcadores genéticos africanos subsaharianos, lo que evidencia el mestizaje acontecido en generaciones anteriores.

#### Senegaleses
Son aproximadamente 10000 personas que viven en la ciudad de Buenos Aires y sus alrededores dedicándose principalmente a la venta ambulante o pequeños comercios.

#### Caboverdianos
El Censo 2001 registró 1.883 africanos provenientes principalmente de Cabo Verde viviendo en la Argentina.

#### Pieds-Noirs
Familias de origen pied-noir (argelinos de orígenes europeos: franceses, españoles, portugueses, italianos, etc), que fueron perseguidos por el gobierno argelino tras la independencia argelina en 1962, se instalaron en la provincia de Formosa (entre los departamentos Pilagá y Pirané, al norte de la provincia, a corta distancia de la frontera con Paraguay), en la provincia de San Juan, en Rosario de Lerma (Salta) y en el Alto Valle de Río Negro-Neuquén, entre otros lugares.

#### Sudafricanos
Entre 1902 y 1907 llegaron a la Argentina alrededor de 600 colonos bóeres, a su vez descendientes de los colonos neerlandeses y franceses de Sudáfrica (también llamados afrikáneres). Provenían en su mayoría del Transvaal y el Estado Libre de Orange. En gran parte esta migración se debió a las atrocidades sufridas por los afrikáneres en manos de las fuerzas británicas, muchos de ellos muertos en campos de concentración, durante la Segunda Guerra Anglo-Bóer. Gran parte de éstos inmigrantes se asentaron en la provincia del Chubut, Patagonia Argentina, principalmente en la localidad de Comodoro Rivadavia y sus alrededores. En la década de 1910 cerca de la mitad de los colonos retornaron a su país natal, dada la creación de la Unión Sudafricana. Entre las familias que llegaron en aquellos tiempos estuvieron: Baumann, Coulter, du Plessis, Visser, Verwey, Weber, Fillmore, Palmer, Behr, Van Wyk, Viljoen, Vorster, Myburg, Botha, Venter, Kruger, Norval, Louw, Henning, Kock, Coetzee, Viviers, Cook, Blackie, Grimbeck, de Bruyn, van Zyl, van Vuuren, por citar algunas. En 2002 se construyó en Comodoro Rivadavia un monumento en conmemoración del centenario de la llegada de los colonos sudafricanos a la Argentina.

### América

#### Latinos y Sudamericanos

Distribución de inmigrantes sudamericanos en Argentina, según el censo de 2022.

##### Bolivianos
El censo 2001 registró 233 464 bolivianos radicados en Argentina, en partes iguales para mujeres y varones. El último censo realizado en 2010 registró un total de 345.272 bolivianos, representando un 19,1 % sobre el total de la población nacida en el extranjero.
La Asamblea Permanente de Derechos Humanos de Bolivia considera que más de dos millones de ciudadanos viven en diferentes países extranjeros. De ellos “la migración hacia la Argentina representa el 73%”. «Hoy en día se calcula que hay entre 650 000 y 700 000 bolivianos viviendo en Argentina», el 1,7% de la población total argentina. Es por eso que actualmente los bolivianos son la comunidad de extranjeros más importante y numerosa de Argentina.
A principios del siglo XX la inmigración boliviana se dirigía al norte argentino para trabajar en las cosechas del azúcar y el tabaco. A partir de los años 1950 se constituyó en una parte importante del mercado de trabajo relacionado con los cultivos de tomate, pimientos, y bananos, entre otros, en el norte argentino. Durante las años 1960 y años 1970 se hicieron presentes en la vendimia y otros cultivos del oeste del país y comenzaron a mantener una presencia permanente en la ciudad de Buenos Aires destacándose en el trabajo hortícola. Desde entonces se encuentran presentes en todo el país.
La mayoría de los bolivianos viven en el Gran Buenos Aires, principalmente en los partidos de La Matanza, Florencio Varela, Morón y Tres de febrero. También hay una comunidad muy importante en la ciudad de Buenos Aires (barrios de Liniers, Flores, Parque Avellaneda, Mataderos, Villa Soldati y Villa Lugano) y en las provincias de Salta, Mendoza y Jujuy.
En las provincias de Río Negro y Neuquén hay 50.000 bolivianos.

##### Chilenos

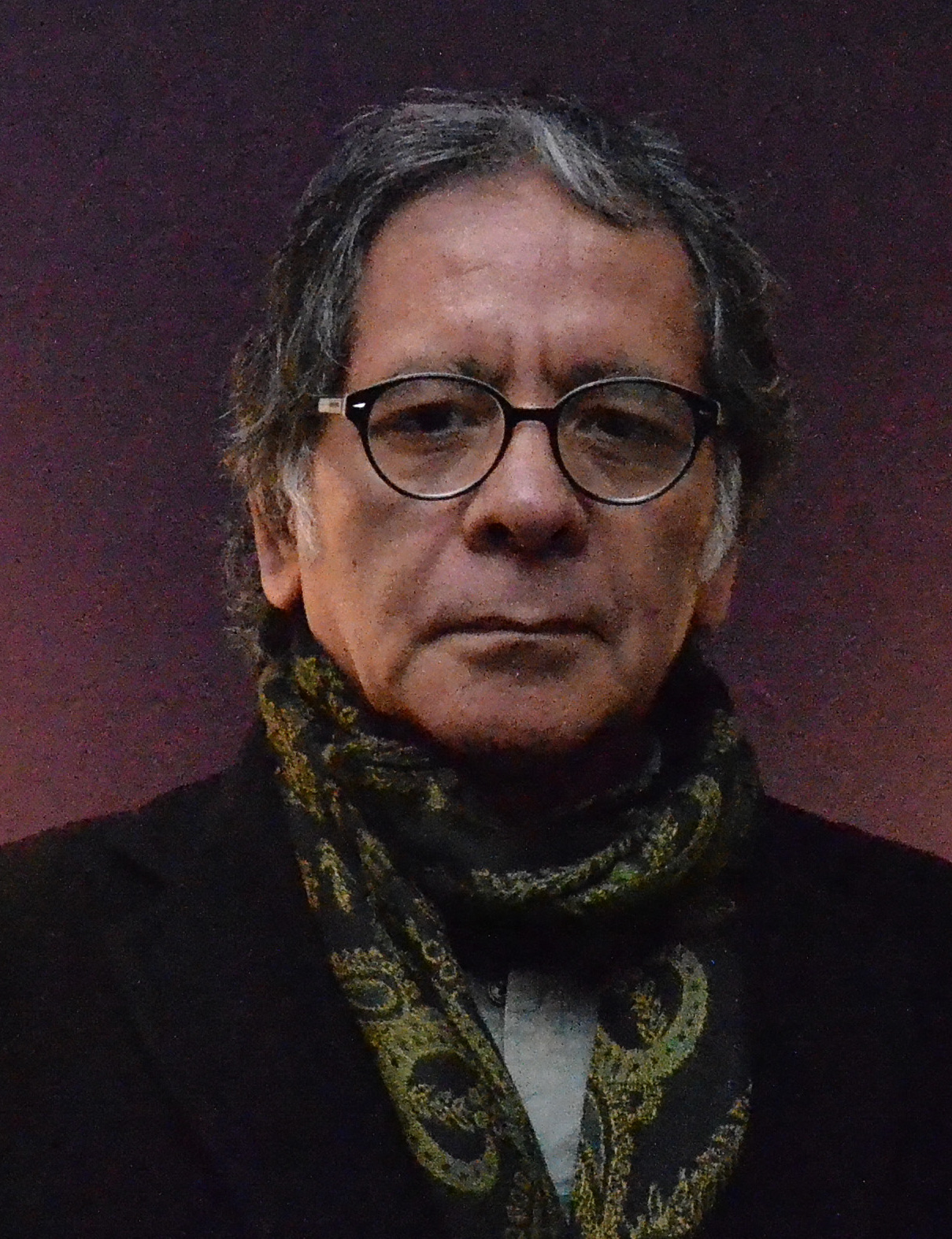
Patricio Contreras, actor chileno radicado en Argentina.

Según el censo de 2010, había 191 147 chilenos radicados en Argentina; constituyéndose en la mayor comunidad chilena fuera de su país. Del mismo informe se desprende la información detallada de las migraciones por décadas, que establece que, sobre el total de 191 147, un 87,6 %, unos 165 724 chilenos, fueron movimientos migratorios anteriores a 1991; un 6,6 %, unos 12 615, entre 1991 y el 2001; y un 6,7 %, unos 12 806, entre 2001 y 2011, lo cual es una disminución del 140 % de la población inmigrante chilena.
La concentración de inmigrantes chilenos es muy alta en las provincias argentinas fronterizas con Chile, sobre todo en la Patagonia; donde vive el 53 %, superando el 5 % del total de la población de cada provincia, y en las de Cuyo, donde vive el 12 %. El 18 % restante vive en Buenos Aires. En el caso específico de la Patagonia, la mayoría de los chilenos provenían de Valdivia, Coyhaique, Llanquihue, Osorno, Cautín y sobre todo de Chiloé, y es donde se observa en gran medida el fenómeno de «migración golondrina», la cual genera la migración anual en función de temporadas climáticas y para aprovechar las condiciones de plantaciones y ciclos ganaderos en toda la Patagonia.
La inmigración chilena reciente está relacionada con la dictadura de Augusto Pinochet (1973-1990), lapso durante el cual se alcanza el pico de emigrantes hacia la Argentina. Desde entonces se ha registrado un importante retorno, con el efecto de la emigración hacia Chile de una gran cantidad de niños argentinos, hijos de los chilenos que están retornando.
El expresidente Néstor Kirchner es hijo de una inmigrante chilena de ascendencia croata. Patricio Contreras es un conocido actor chileno de cine y televisión radicado en Argentina.

##### Colombianos

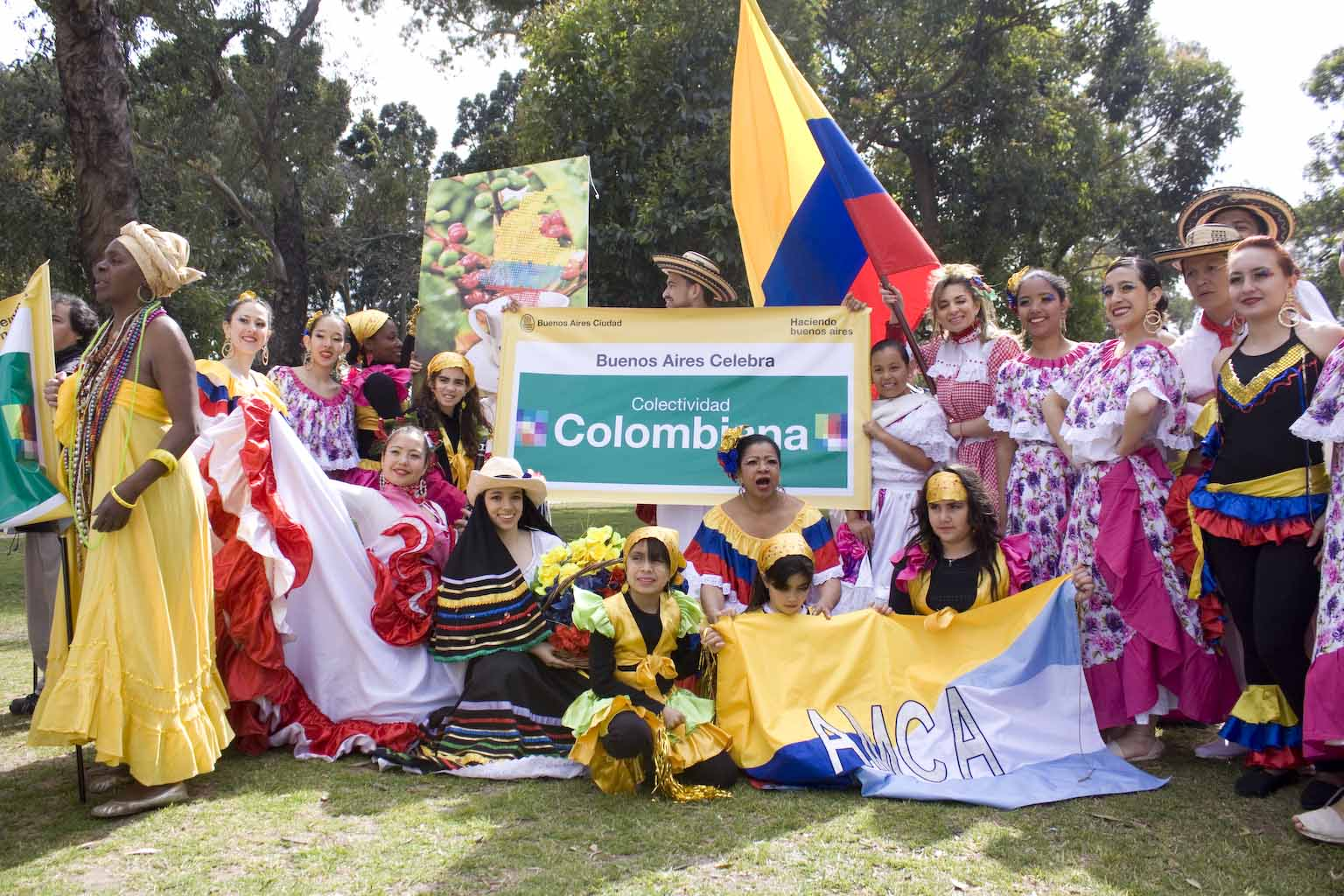
Colectividad colombiana de Buenos Aires.

La llegada de colombianos a la Ciudad de Buenos Aires es una de las más recientes corrientes inmigratorias en Argentina, registrando un pico notable a partir de mediados de la primera década del siglo: mientras que el Censo de 2001 registró 3.876 personas de nacionalidad colombiana viviendo en el país, nueve años después el Censo de 2010 registró 17 576 colombianos, que significa un aumento de 534 %. El proceso ha continuado y un estudio de la Organización Internacional para las Migraciones (OIM) estimó que para 2015, ya se había duplicado la cantidad de colombianos viviendo en Argentina, respecto de la cantidad censada en 2010.
La OIM ha considerado que el alto crecimiento de la corriente migratoria colombiana hacia Argentina, notable a partir de 2006, «pudo haber estado vinculado con la política migratoria nacional implementada por la Ley de Migraciones N.º 25 871, sancionada en el año 2003, y el “Programa Nacional de Normalización Documentaria Migratoria Patria Grande”, que han facilitado la regularización migratoria de miles de personas, además del acceso y garantía a una serie de derechos sociales».

##### Paraguayos

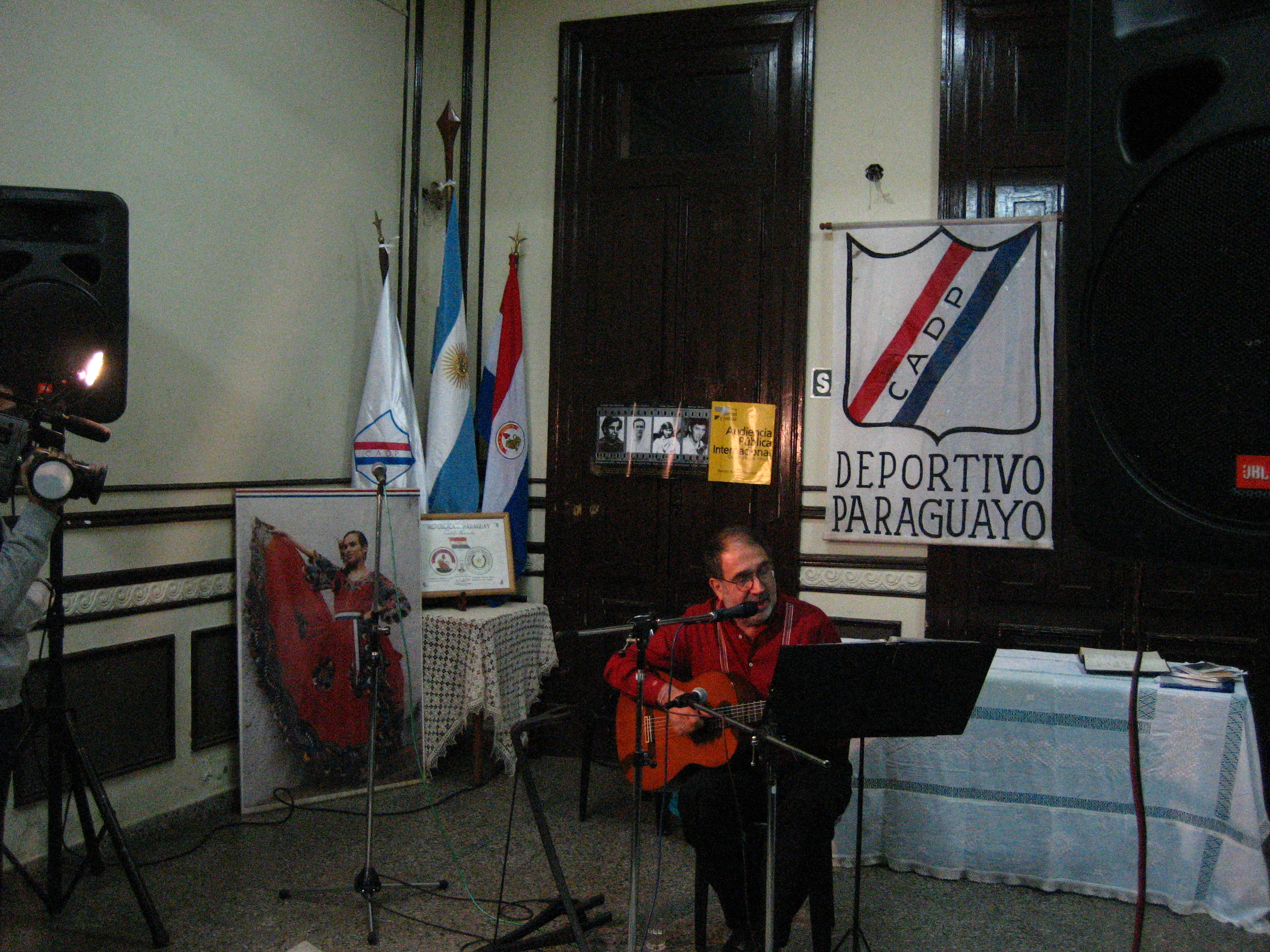
Espectáculo en el Deportivo Paraguayo en Buenos Aires.

La inmigración de paraguayos es la segunda histórica en cantidad, detrás de los bolivianos. El Censo 2001 registró 325 000 paraguayos viviendo en la Argentina; de ellos el 57 % son mujeres. Sin embargo, según informaciones del cónsul de Paraguay, teniendo en cuenta la proporción de paraguayos en situación documentaria irregular, la cantidad total podría encontrarse cerca de 600 mil paraguayos en la Argentina, y entre un millón y medio y dos millones de descendientes de paraguayos.
Los motivos principales de la inmigración paraguaya fueron la desigualdad social, empezando por la ausencia de una distribución equitativa de las tierras y de los productos, la falta de trabajo, los profundos trastornos financieros y el temor a las represiones políticas. Existen otras causas menores.
Durante los primeros años, los paraguayos se instalaron en las provincias de Formosa, Misiones, Corrientes, Chaco y Entre Ríos.
El mayor porcentaje de emigración a la Argentina se produjo entre 1947 —en esa fecha estalló la guerra civil que duró 4 meses y que provocó el éxodo de miles de paraguayos— y 1960. Hasta la década de 1950 la principal emigración de paraguayos no era definitiva o permanente. Es recién a partir de los años 1960 cuando este flujo tiende a fijar residencia en el país de destino, en esa década un 23,7 % del total de paraguayos viviendo en ese país decidieron adoptar la nacionalidad argentina.
El 60 % se ha radicado en Buenos Aires, entre un 25-30% en la zona de frontera, y un 5-10% en el resto del país. La mayor concentración se encuentra en el Gran Buenos Aires, particularmente en el Partido de La Matanza, donde viven unos 100 000 paraguayos. Otros partidos del conurbano bonaerense en él se encuentran concentraciones importantes son Florencio Varela, Berazategui, La Plata, Tigre, Gral. San Martín y San Fernando.
En la Ciudad de Buenos Aires viven entre 30 y 40 mil paraguayos, pero no están concentrados en ninguna zona particular.
La comunidad paraguaya en la Argentina ha creado gran cantidad de instituciones. Muchas de ellas se organizan por el lugar de procedencia. Algunos centros de gran tradición son el «Hogar Paraguayo de Berazategui» y «La Casa Paraguaya». Otras entidades paraguayas en la Argentina son el Equipo Pastoral Paraguayo, la Asociación de Excombatientes de la Guerra del Chaco, la Asociación de Jubilados, Pensionados Residentes Paraguayos en la Rep. Argentina, la Asociación Paraguaya de Mujeres, etc. Más recientemente se ha creado la Federación de Entidades Paraguayas en la República Argentina (FEPARA).
Los inmigrantes que vinieron de Paraguay han llevado a Buenos Aires el idioma guaraní, y las costumbres, gustos y tradiciones paraguayas, las cuales casi en su totalidad son idénticas a las del centro-norte del Litoral argentino, debido a que esta región y Paraguay comparten un «antepasado cultural» común, al «avá» más conocido como guaraní.
La comunidad paraguaya ha organizados gran cantidad de radios FM locales, publicaciones gráficas como la revista «Ñeengatú», un periódico llamado «Paraguay nuestro país», dos programas de TV por cable, llamados «Viva Paraguay» y «Pájaro Campana».
La comunidad paraguaya en la Argentina ha organizado un club, el Deportivo Paraguayo, asociado a la Asociación del Fútbol Argentino (AFA), y participante del Campeonato Argentino de Fútbol en las divisiones menores del ascenso.

###### Ocupaciones
Los varones se desempeñan principalmente como obreros en la industria de la construcción y del cuero y calzados, y secundariamente en los sectores metalúrgico y plásticos. Más recientemente ha comenzado a crecer un importante grupo de comerciantes, gastronómicos y pequeños empresarios de la construcción.

###### Resultados censales
| Población paraguaya residente en Argentina | Población paraguaya residente en Argentina | Población paraguaya residente en Argentina | Población paraguaya residente en Argentina |
| Año                                        | Número                                     | % sobre población total                    | % sobre población extranjera               |
| ------------------------------------------ | ------------------------------------------ | ------------------------------------------ | ------------------------------------------ |
| 1869                                       | 3288                                       | 0,2                                        | 1,6                                        |
| 1895                                       | 14 562                                     | 0,4                                        | 1,5                                        |
| 1914                                       | 38 592                                     | 0,4                                        | 1,2                                        |
| 1947                                       | 97 248                                     | 0,6                                        | 3,8                                        |
| 1960                                       | 135 269                                    | 0,8                                        | 6,0                                        |
| 2001                                       | 325 046                                    | 0,9                                        | 21,2                                       |
| 2010                                       | 550 713                                    | 1,4                                        | 30,5                                       |
| 2022                                       | 522 598                                    | 1,1                                        | 27,0                                       |

| Población paraguaya en Argentina según lugar de residencia | Población paraguaya en Argentina según lugar de residencia | Población paraguaya en Argentina según lugar de residencia | Población paraguaya en Argentina según lugar de residencia |
| Lugar de residencia                                        | 1914                                                       | 1947                                                       | 1960                                                       |
| ---------------------------------------------------------- | ---------------------------------------------------------- | ---------------------------------------------------------- | ---------------------------------------------------------- |
| Gran Buenos Aires                                          | 11,2 %                                                     | 13,3 %                                                     | 29,6 %                                                     |
| Formosa y Misiones                                         | 46,2%                                                      | 62,4%                                                      | 54,8%                                                      |
| Otras provincias                                           | 42,7 %                                                     | 24,3 %                                                     | 15,6 %                                                     |

##### Peruanos
La inmigración peruana a la Argentina como corriente importante recién comenzó a producirse a partir de 1980. El censo 2001 registró 88.260 peruanos que significa el 5,76% de los extranjeros, convirtiéndola en la séptima comunidad (bolivianos, paraguayos, chilenos, italianos, españoles, uruguayos, peruanos). En 2003 la Cancillería del Perú estimaba aproximadamente en 140.000 la cantidad de peruanos viviendo en la Argentina.
Residen principalmente en la ciudad de Buenos Aires, particularmente en los barrios de Balvanera y San Telmo. También suman gran cantidad en la capital bonaerense, La Plata, y en Mendoza.
La comunidad peruana ha creado numerosas organizaciones de migrantes como la Asociación de Damas Peruanas, las Asociaciones de Médicos Peruanos, la Asociación de Estudiantes y Residentes Peruanos, el Centro Cultural Peruano de Rosario, el Frente Juvenil Peruano, la Fundación para la Integración Latinoamericana, la Hermandad del Señor de los Milagros.
Asimismo existen varios periódicos ligados con la comunidad como «El Peruano», la «Gaceta del Perú» y el «El Sol del Perú», todos en Buenos Aires.

##### Uruguayos

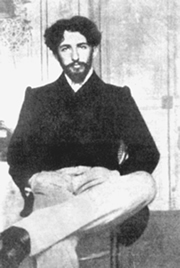
El escritor Horacio Quiroga, inmigrante uruguayo, hijo de un vicecónsul argentino

La inmigración uruguaya a la Argentina se remonta a los orígenes mismos como país independiente. Miles de artistas y deportistas uruguayos migrantes se han vuelto famosos en la Argentina, entre ellos figuras de gran reconocimiento popular como Horacio Quiroga, Enzo Francescoli, Horacio Ferrer, Juan Manuel Tenuta, Irineo Leguisamo, Fabián Cesaro, Zelmar Michelini, Julio Sosa, China Zorrilla, Natalia Oreiro, Daniel Hendler, Víctor Hugo Morales, Mario Petruzsky (Jazzy Mel), Osvaldo Laport, Juan Verdaguer, Ricardo Espalter, Henny Trailes, William Adolfo Torena de León, Luciano Supervielle, Martin Rocco, entre otros.
Entre 1960 y 1980, debido a razones políticas y económicas, inmigraron a Argentina muchos uruguayos. Cabe destacar que las semejanzas culturales y étnicas de uruguayos y porteños, hace que, en la ciudad de Buenos Aires, las diferencias sean muy poco notables dentro de la población local, a diferencia de lo que ocurre con otras comunidades. El censo de 2001 registró 218.000 uruguayos, convirtiéndola en la séptima comunidad (detrás de españoles e italianos). Sin embargo en la última década la cantidad de uruguayos residentes en Argentina sufrió el mayor descenso de la historia al reducirse prácticamente a la mitad. El reciente censo de 2011 indica que los uruguayos que viven en Argentina son solo 116.562.

##### Venezolanos
Desde la llegada de Nicolás Maduro a la presidencia de Venezuela, la crisis financiera, política y social en aquel país ha ido creciendo, lo cual provocó que varios venezolanos huyeran de su país natal, muchos llegaron a Argentina. La comunidad venezolana en la Argentina es la que más rápido ha crecido. En diez años el pedido de radicaciones de venezolanos en el país aumentó un 742%.

##### Otros orígenes latinoamericanos
La inmigración de países limítrofes siempre ha existido a niveles relativamente similares: según el INDEC, desde 1869 hasta hoy configuró entre un 2 % y un 2,9 % de la población del país.
La comunidad de Brasil está cercana a 100 000 individuos, la gran mayoría en la provincia de Misiones. Finalmente, según el censo de 2001, una cantidad aproximada de 30 000 inmigrantes proceden de otros países latinoamericanos, principalmente Ecuador, República Dominicana, Cuba y México.
Actualmente se estima que ese número ronda los 100 000.

#### Norteamericanos
Inmigrantes provenientes de Estados Unidos, Canadá y México llegaron mayormente desde la segunda mitad del siglo XIX. Actualmente miles de estadounidenses, especialmente jóvenes (en menor medida jubilados), residen en Argentina.
Entre los primeros estadounidenses que arribaron estaban las maestras que llegaron por iniciativa de Domingo Faustino Sarmiento, el cual se inspiró en el pensamiento y la obra del educador estadounidense Horace Mann, cuya esposa (Mary Mann, quien madurara la idea de llevar maestras estadounidenses al país junto a Sarmiento) se encargó de reclutar a 67 maestros de distintos lugares de Estados Unidos que llegarían para lograr la apertura de escuelas normales y la formación de maestras argentinas. Poco después de su elección como Presidente de la República en 1868, éstas comenzaron a llegar. Fueron 61 maestras y 4 maestros americanos; la primera fue Mary Elisabeth Gorman que llegó en noviembre de 1869.
Un pequeño asentamiento de inmigrantes estadounidenses tuvo lugar en la «Colonia California», fundada en 1866 en el Chaco Santafesino (cuyos terrenos estaban ubicados en lugares que ofrecían serios peligros por ser el teatro de las frecuentes correrías de los indios), con 11 familias del sur de Estados Unidos en un total de 72 personas, que terminada la guerra de secesión buscaron, como otros muchos buscaron nueva patria en países extraños para ellos. Se cree que aquellas familias eran confederadas que pensaron primero trasladarse a California y luego se decidieron por la Argentina.
Los canadienses figuran en los registros de entrada de inmigrantes desde 1913, aunque los llegados anteriormente figuran bajo la denominación de franceses, británicos, o ingleses.
Entre ellos, llegó la compositora y pianista franco-canadiense Antonietta Paula Nenette Pepín (1908-1990), quien fue esposa de Atahualpa Yupanqui y compuso ―con el seudónimo de Pablo del Cerro― 65 de las canciones más conocidas que interpretó su esposo.
María Cristina Vera de Flachs en su libro «Memorias y aventuras de un inmigrante canadiense en Estados Unidos y en Argentina en el S. XIX, don Joseph Oulton» cuenta sobre Joseph Outlon, un emprendedor canadiense ligado a la minería que viaja hacia Argentina atraído por la información de que un australiano había obtenido oro en la zona del Río Primero. Se radicó en Córdoba en 1871 (donde buscó oro en los ríos serranos) y se lo reconoce por idear sobre la primera usina eléctrica de Sudamérica (Bamba) que aprovechara la reserva hídrica del dique San Roque, en la misma provincia.
Desde México llegaron, con apellidos alemanes los menonitas, que se instalaron en Pampa de los Guanacos (pcia. de Santiago del Estero). Los hombres, se dedicaron de un principio a la agricultura y las mujeres a tareas del hogar. Otros menonitas que se establecieron previamente en Belice llegaron a la colonia en la misma provincia. Otra comunidad menonita se encuentra en Guatraché (pcia. de La Pampa).

### Asia

#### Asiáticos del Extremo Oriente

##### Japoneses

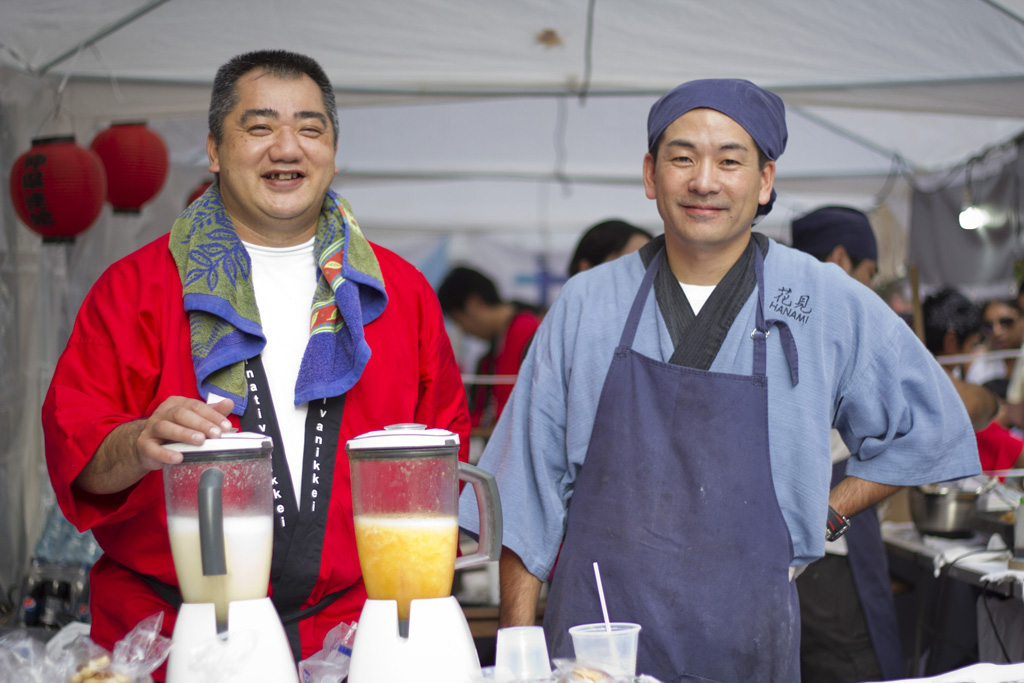
Dos argentinos de origen japonés en Buenos Aires.

En zonas rurales pequeños grupos de origen japonés han llegado a establecer granjas y criaderos de aves.
La Inmigración japonesa en Argentina comienza en el siglo XIX. Se produce la llegada de algunos individuales y en 1908 el barco Kasato Maru llega a Santos, Brasil, con el primer contingente de migrantes japoneses de los cuales un grupo a poco continúa a Argentina, también llegan algunos desde Perú cruzando la cordillera. Comienza a conformarse una colectividad nipona, los recién llegados se dedican a actividades agrícolas, negocios de tintorerías, personal doméstico y choferes, e inclusive existieron un buen número de cafés japoneses cómo el histórico Café El Japonés. Con el tiempo el ímpetu de la inmigración japonesa decayó pero perdura una colectividad de dicha nación que se mantiene activa.

##### Coreanos
Los coreanos llegaron a Argentina por primera vez en 1940, pero no fue hasta la década de los 80 por un acuerdo ente el Gobierno Argentino y  Coreano que empieza una inmigración Masiva al país ubicándose principalmente en la capital alcanzando su pico de 50,000 en 1996 sin embargo empezaría a decrecer principalmente por la reagrupación familiar y Re emigrando especialmente a Canadá y Estados Unidos, actualmente e tiene un registro de aproximadamente 23,000 coreanos residentes una descendencia entre 40,000 -50,000 coreanos-argentinos, hasta formando un pequeño barrio en la zona de Bajo Flores. Con esto Argentina es el País hispanohablante y el segundo de Sudamérica y Latinoamérica después de Brasil en poseer la comunidad más grandes de Coreanos fuera de la Península Coreana.

##### Chinos y taiwaneses
Los chinos y taiwaneses llegaron a Argentina a la primera mitad del siglo XX de manera reducida pero no fue hasta la década de los 90 que empieza a crecer esta colectividad superando inclusos a los coreanos y japoneses, donde 200,000 mil ciudadanos residen en el país dejando una descendencia de aproximadamente 200,000 sino-argentinos, y fundando su pequeño  barrio chino. 
Proviene principalmente de (Taiwán y Fujian, principalmente) se considera que un gran porcentaje de ellos procede de la etnia hakka.

#### Medio Oriente

##### Sirios y libaneses

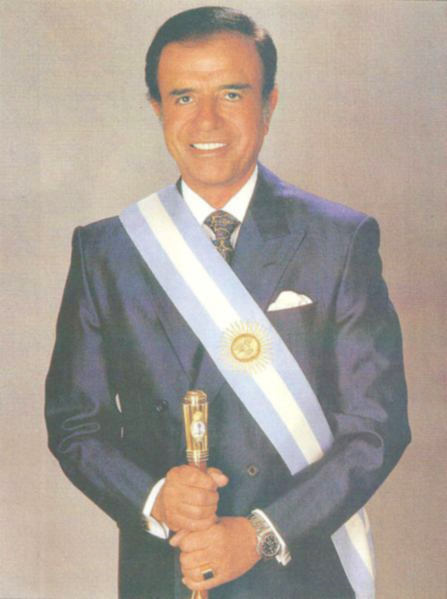
Carlos Saúl Menem, Presidente de la Nación (1989-1999), era de ascendencia siria dado que sus padres eran migrados de Yabrud.

Señalan algunos documentos que la inmigración de sirios y libaneses comenzó a partir de 1860, continuando con mayor intensidad debido a problemas que atravesaban esos países, quienes se encontraban bajo dominio Otomano al principio y luego bajo dominio Francés. Se repite una historia oficial que deja de lado estudios sobre los primeros árabes llegados al continente americano, infiltrados en las embarcaciones de los conquistadores tras el ocaso de la civilización de Al-Alándalus, de la España musulmana.
La mayor ola inmigratoria se produjo a principios del siglo XX a causa de la Primera Guerra Mundial, siguió luego con la Segunda Guerra Mundial, que trajeron a esos países inconvenientes en su aspecto económico y social, además de problemas políticos y culturales, los que colaboraron a una mayor inmigración.
La corriente inmigratoria procedente del ex Imperio otomano la formaban árabes libaneses (gran parte de ellos cristianos maronitas) y sirios, cristianos y musulmanes. Los primeros inmigrantes eran jóvenes campesinos, jornaleros, agricultores y braceros, cristianos y musulmanes que fueron motivados por las noticias que le llegaban de América y además por las ofertas de trabajo que las empresas ferroviarias inglesas y francesas estaban haciendo en sus respectivos países, para realizar labores de jornaleros en el tendido de vías ferroviarias en distintos lugares de Buenos Aires y el interior del país. Llegaban con documentación turca primero, siendo recibidos en el puerto de Buenos Aires por el consulado turco, único en aquella época (es por ello, la errónea denominación de turcos a los descendientes de árabes).
Todos ellos se radicaron a lo largo y ancho del país, aunque optaron preferentemente, además de Buenos Aires y Córdoba, por el Noroeste, Cuyo, y parte de la Patagonia.
Las seis provincias del Noroeste argentino: Tucumán, Santiago del Estero, Salta, La Rioja, Catamarca y Jujuy atrajeron al mayor número de árabes. Hasta la llegada de los árabes, estas provincias no habían conocido grandes contingentes migratorios, en comparación con los de Buenos Aires.
Los sirios y libaneses se vincularon en instituciones comunes, motivando a que se les conociese erróneamente como sirio-libaneses. Fueron o son expresión de ello el Banco Sirio Libanés del Río de la Plata (luego transformando en el Banco Crédito Rural Argentino), el Hospital Sirio Libanés de Buenos Aires, el ya desaparecido Diario Sirio Libanés, que se publicaba en árabe, la Árabe Argentina Islámica, la Fundación Los Cedros, la Asociación de Damas Libanesas, la Asociación de San Marón, la Asociación de Damas de San Jorge, la Asociación Akarense, la Cámara de Comercio Argentino-Libanesa, el Club Libanés de Buenos Aires, la Misión Maronita Libanesa entre otras.
Actualmente se estima en más de un millón y medio los ciudadanos de ascendencia libanesa. El expresidente Carlos Menem es hijo de inmigrantes sirios.
La afluencia de la población árabe tuvo tal dimensión que actualmente un diez por ciento de la población del país es de origen árabe.
- Anexo:Publicaciones en árabe de Argentina
- Anexo:Entidades fundadas por la colectividad árabe en Argentina

##### Armenios

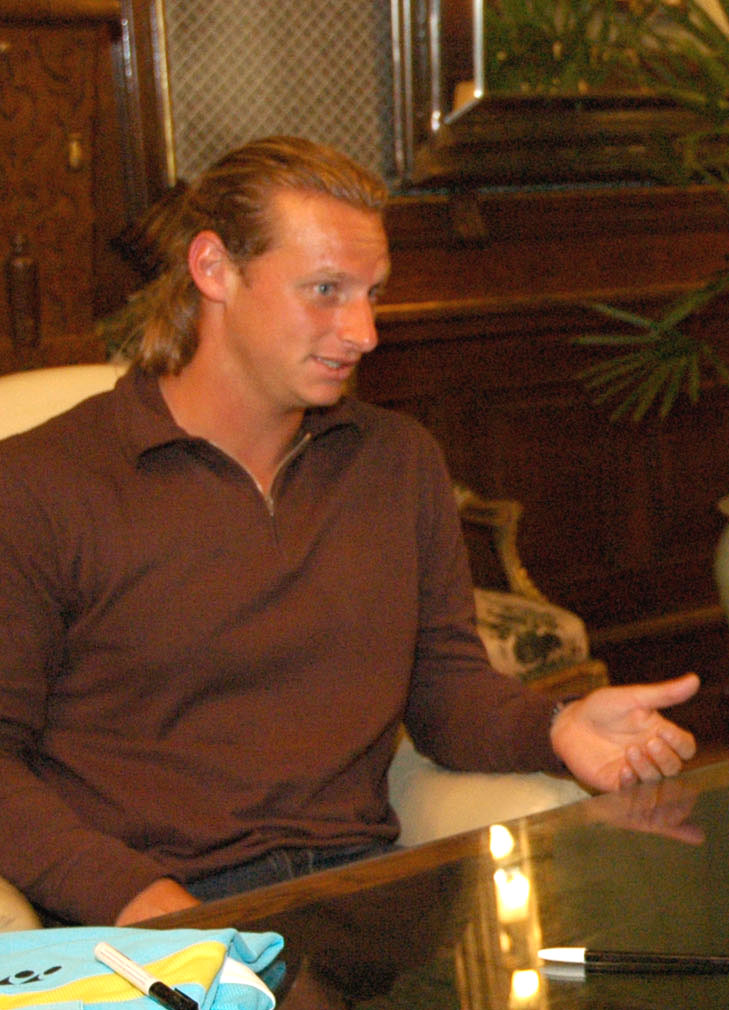
David Nalbandian, el reconocido tenista argentino de ascendencia armenia e italiana.

Hubo también inmigración de origen armenio, gran cantidad de cuyos naturales fueron acogidos por el Líbano, Siria y Grecia tras la persecución turca conocida como Genocidio Armenio o Holocausto Armenio.
La colectividad armenia en la Argentina está integrada por unos 100 000-120 000 descendientes de armenios, mayormente concentrados en el Área Metropolitana de Buenos Aires, y en menor medida en las ciudades de Córdoba y Rosario. Cuenta con siete escuelas armenias, iglesias católicas y evangélicas armenias, dos diarios, varios clubes sociales y deportivos, grupos culturales y de danzas folclóricas, etc.

##### Georgianos
Se estiman 1050 georgianos en Argentina (algunos de ellos llegados en los años noventa). La mayoría viven en las provincias de Mendoza (La Unión de Colectividades de Mendoza incluye entre otras a la colectividad georgiana) y Río Negro (muchos en El Bolsón y en Colonia Rusa —Alto Valle—).
En libro «Nosotros, los que vinieron» (de la Dirección Nacional de Migraciones), se narra el testimonio de una georgiana radicada en la provincia de Mendoza en el cual se describe la situación del país cuando ella emigró de la siguiente manera:

Cuando Natalia dejó Tbilisi, la capital de Georgia (ex Unión Soviética), su país venía de transitar el desplome del PBI, la hiperinflación, la recesión, el pillaje, la pobreza, conflictos étnicos, una abultada deuda externa, crisis energética con cortes generalizados y otras penurias.

##### Indostánicos
Los primeros inmigrantes indios fueron los “sihks”, “singhs” o “sijs”, provenientes del estado indio de Punyab y se establecieron en Rosario de la Frontera (centro-sur de la pcia. de Salta, donde existe la única gurdwara o templo sikh de América del Sur) y en otras zonas del Noroeste Argentino donde se dedicaron a la agricultura. Durante la década de 1970 llegaron nuevos inmigrantes indios provenientes de Canadá y los Estados Unidos, a donde también algunos re-emigraron. Además de singhs, existen grupos hindúes. Se pueden encontrar inmigrantes indios y descendientes en la Ciudad de Buenos Aires y en las provincias de Salta, Jujuy, Tucumán y Córdoba.

##### Pastunes
Muchos pastunes de Afganistán fueron a Argentina, México, Brasil, Chile, Panamá, Colombia, Paraguay, Uruguay y Perú como refugiados durante la invasión soviética de Afganistán en 1981 y durante los conflictos internos afganos de 1995-1996.[cita requerida]

##### Persas

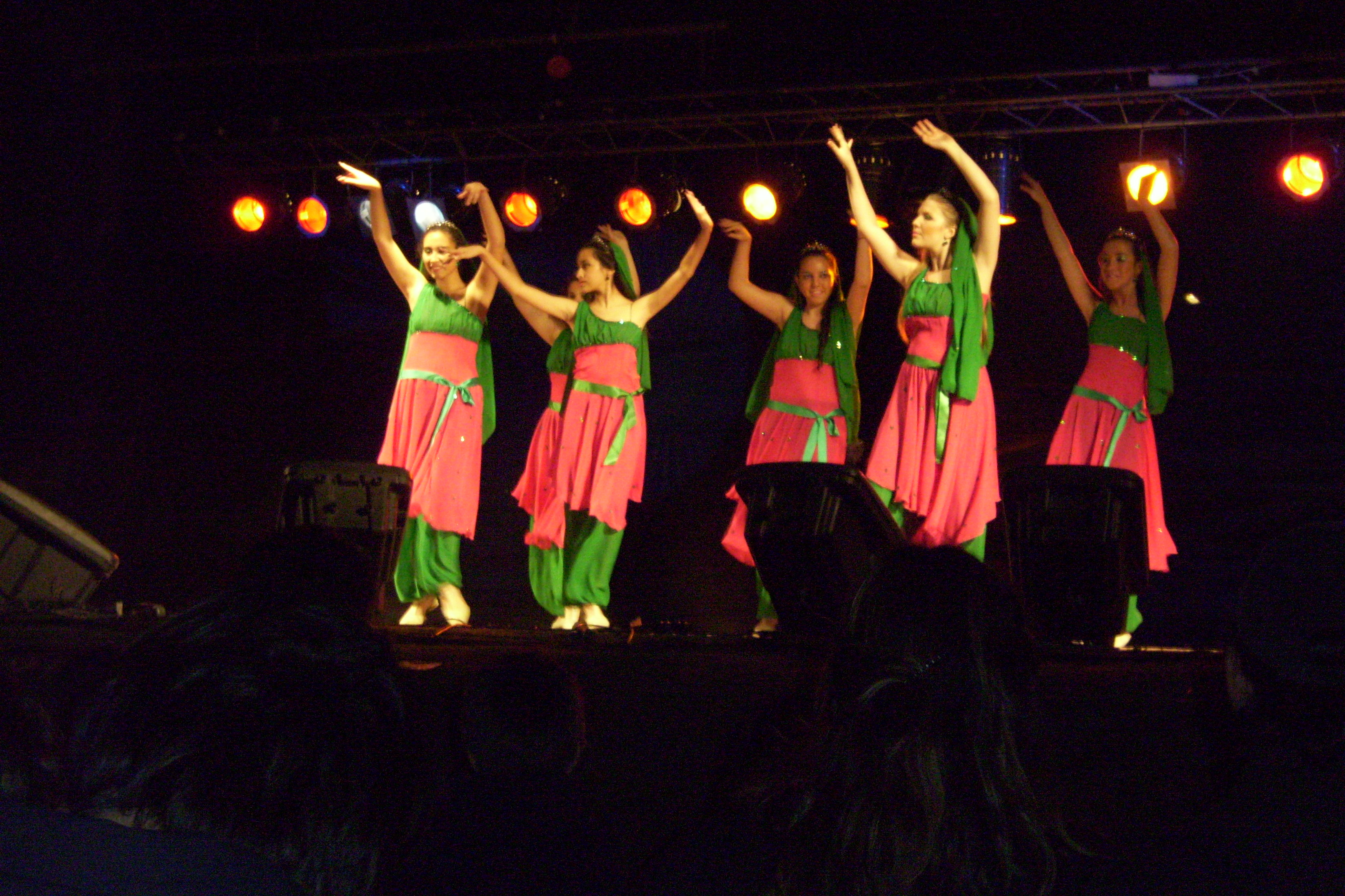
Ballet Tehere, de la colectividad de Irán de Rosario, en escenario de la Fiesta de Colectividades de San Pedro, en la provincia de Buenos Aires. El ballet incluye tantos chicas de ascendencia persa como no-descendientes.

Hubo un gran colonia de inmigrantes persas en el departamento El Carmen, en la provincia de Jujuy, que se dedicaron a varios oficios, destacándose como picapedreros. Junto a obreros yugoslavos, españoles y árabes se dedicaron a la construcción del dique La Ciénaga, obra del ingeniero Luis Michaud (francés radicado en Jujuy).
La fabricación de alfombras persas de Catamarca, muy reconocidas en el país, comenzó en Andalgalá en el año 1950 de la mano de un inmigrante persa que confeccionó alfombras con telares como los que usaban en su país y educó sobre su trabajo a los catamarqueños.

Desde hace 17 años la colectividad iraní de Rosario (compuesta por decenas de personas) participa del Encuentro y Fiesta Nacional de Colectividades, en cuya edición 27.º (2011) Mailén Verdún, reina de belleza representante de la colectividad, fue coronada reina de colectividades. La colectividad fue fundada por Farshid Sabeti, un inmigrante iraní hace unas décadas.
En una nota del diario Tiempo de San Juan, cuenta la razón de emigración de la docente Nushin Roshani, una inmigrante iraní radicada en la pcia. de San Juan:

[...]Pero no es musulmana sino que practica la Fé Bahá'í, una de las minoritarias en su Irán natal. Por eso debió emigrar de Teherán, primero a Inglaterra, después a nuestro país.[...]

En el sitio NuevaRegion.com, donde se publica la cobertura del encuentro de colectividades de la ciudad santafesina, otro migrante perteneciente a la comunidad contó una historia similar:

[...]Behrouz Roohani, un emigrante iraní de 52 años que arribó al país por varios motivos. El más penoso fue una sangrienta guerra entre Irán y su vecino Irak que dejó como saldo 1 millón trescientos mil “bajas” como prefirió decirlo el propio Behrous, esto lo llevó a buscar como refugio Rosario. Pero hay otras causas que también lo acercaron a esta ciudad. Se trata de su fé. Él es algo parecido a un misionero católico, pero de la religión “baha`i” que tiene la particularidad de ir cambiando según las necesidades de la gente.

### Oceanía

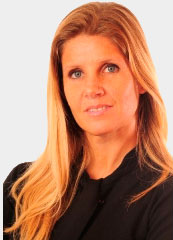
La política argentina Cynthia Hotton, bisnieta de australianos.

Muchos australianos y neozelandeses llegaron a Argentina y hasta 1903 y 1924 respectivamente, lo hacían con pasaporte británico.
La política Cynthia Hotton, es bisnieta de australianos. Su bisabuelo, Jorge Hotton, llegó a la Argentina en 1904. Otra famosa descendiente fue Maureen Dunlop de Popp (1920-2012), hija del australiano Chace Dunlop y la inglesa Jessimin May Williams. Nacida en la ciudad de Quilmes (Provincia de Buenos Aires), durante la Segunda Guerra Mundial fue aviadora de la Royal Air Force (la Fuerza Aérea del Reino Unido) y terminada la guerra volvió al país y siguió su carrera aérea. Juan Walker, primer nacido en las islas Malvinas enrolado en el Ejército Argentino, tenía abuelos de Australia y Canadá. A principios del siglo XX, el futbolista Andrés Mack, nacido en Australia, jugó en Alumni Athletic Club y llegó a jugar en 1901 un partido para la Selección.
El sitio web de noticias Territorio Digital publicó en una entrevista a una empresaria de la provincia de Misiones, descendientes de neozelandeses (familia Lowe) instalados en la provincia en la década de 1920 y pioneros en la zona:

[...]Hija de inmigrantes que llegaron a Eldorado en 1927. Sus abuelos pioneros: Ernest Lowe (neozelandés) y la abuela inglesa Edith Phasey Lowe. Sus padres, Roberto William Lowe (neozelandés) y su madre, Maud Melvin Lowe, norteamericana, profesora de Literatura de la Universidad de Springville, California, Estados Unidos.

De acuerdo con el censo de 1947, había un mínimo porcentaje de población proveniente de África y Oceanía en el país (detrás de los provenientes de Europa, otros países de América y de Asia, en este orden) ingresado durante la Gran Ola Migratoria (en el período 1857-1946).

### Judíos
El Anuario Judío-Americano 2005 establece una población de 185 000 judíos en Argentina, la séptima comunidad judía del mundo, precedida por Estados Unidos (5,28M), Israel (5,23M), Francia (0,49M), Canadá (0,37M), Reino Unido (0,29M) y Rusia (0,23M). Como porcentaje sobre la población, implica un 0,49%, la sexta comunidad, superada solo por Estados Unidos (1,8 %), Canadá (1,17 %), Francia (0,82 %), Uruguay (0,57), Reino Unido (0,50 %). Por su parte el Congreso Judío Latinoamericano estima la comunidad judía en Argentina en 230.000 personas.
El 80% reside en la Ciudad de Buenos Aires, principalmente en los barrios de Once, Flores, Villa Crespo y en la Provincia de Buenos Aires. La segunda comunidad en importancia reside en la ciudad de Rosario estimada en 20.000 personas, en tanto que en Córdoba viven unos 9000 judíos. También existen comunidades judías considerables en las ciudades de Santa Fe, Corrientes, La Plata, Bahía Blanca, Mendoza y Mar del Plata estimadas en 4.000 personas en cada una. Finalmente existen varias colonias rurales judías, conocidas culturalmente bajo el nombre de los gauchos judíos a raíz de un libro con ese título de Alberto Gerchunoff.
Cerca del 85 % del total es ashkenazí, provenientes de Europa Central y Oriental, en tanto que un 15 % es sefardí, provenientes de Siria, Turquía y África del norte.
Una importante cantidad de argentinos judíos han emigrado hacia Israel, constituyendo a la comunidad judeo-argentina en el grupo de origen latinoamericano más importante de la población israelí.

#### Historia
Artículo principal: Historia de los judíos en Argentina
Si bien no se poseen datos fehacientes sobre los años de arribo, se puede señalar que entre 1846 y fines del siglo XIX, ocurrió la gran inmigración judía. En la década de 1890, llegaron a Argentina más de 30 000 judíos.
En 1846 una corriente de judíos llega al país desde Alemania, cuyo número se desconoce. Antes de 1855, los judíos emigraron de Europa Occidental y se asentaron en Buenos Aires. En el año 1853, comienza la existencia del judaísmo argentino como comunidad.
Entre 1881 y 1889 llegan de Rusia y Rumania miles de inmigrantes y a finales de 1885, un total de 120 judíos emigran a Argentina, de los cuales 96 permanecen en el país. En el mismo año se establecen relaciones diplomáticas entre Rusia y Argentina, las que traen como consecuencia que en 1886,918 rusos emigren, que en 1887 sean 955 los inmigrantes a esta región y que en 1888 sean 512 los nuevos pobladores argentinos. En los tres años un total de 2385 judíos llegaron al país, a bordo del barco Weser, a causa de la intensificación de las amenazas de expulsión de los judíos de las zonas rusas, y de los cuales se sabe 2.260 permanecieron en el país.
En 1889 llegan de Alemania unos 1200 inmigrantes, una vez más a bordo del barco Weser y Bremer. Pero en 1889 se produce un giro decisivo para la inmigración, ya que se producen cambios en el gobierno y en la política de inmigración y colonización. Un año más tarde, en 1890, llegaron a Argentina unos 20 121 judíos.
A finales de 1890 Argentina lanza su plan de inmigración, el cual consiste en pagar los pasajes, lo que trae como consecuencia que desde 1891 hasta 1896 unos 10 000 judíos emigren a Buenos Aires, Entre Ríos y Santa Fe.
La zona de proveniencia fue principalmente Europa Occidental, sobre todo Alemania y también Rusia, Rumania, etc. Las causas de la emigración se deben principalmente a las políticas opresivas (el zarismo del Imperio Ruso) o situaciones de crisis que ponían en riesgo la base económica de las familias judías. La discriminación (antisemitismo) que recibieron los judíos en Europa durante el período de entreguerras (Primera Guerra Mundial y Segunda Guerra Mundial), especialmente por el nazismo, fue el motor para que embarcaran hacia los Estados Unidos y América del Sur.
Los inmigrantes judíos al llegar a Argentina, trabajaron como agrónomos y viñateros en Mendoza, y como ingenieros en Tierra del Fuego, durante los años 1883 a 1886. Otros desempeñaron cargos obreros, estancieros e industriales.
En 1887 y 1888 llegaron a Argentina varios judíos que se dedicaron a la artesanía y a la agricultura. En cada colonia la explotación agrícola se adapta a las condiciones especiales de la zona donde se encuentra, la explotación es mixta, basada sobre la agricultura, la cría de ganado con sus derivados, la agricultura, apicultura, horticultura, etc.
También hay empresarios, técnicos y obreros de la industria textil, química y farmacéutica. Desde 1894 existen en Buenos Aires mueblerías de propiedad judía y aparecieron las primeras roperías judías.
A partir de 1928, y especialmente desde 1938, la Argentina desarrolló una política migratoria marcadamente antisemita, destinada a evitar la inmigración de judíos y a negarles refugio ante las persecuciones que sufrían en Europa desde el advenimiento de Hitler.
En 1937, el cónsul argentino en Gdynia (Polonia), envió varias notas al ministro Carlos Saavedra Lamas, bajo el título «problema semita», que muestran la orientación general antisemita del gobierno argentino. En la carta del 14 de julio de 1937, en vísperas de la invasión nazi, puede leerse:

Soy de opinión que convendría que se opusieran más trabas a la inmigración de esa raza, que parte de Polonia animada del más profundo rencor hacia el cristiano, y dispuesto a cometer los mayores excesos.

En 1938, Poco antes del comienzo de la Segunda Guerra Mundial, el gobierno argentino del presidente Roberto M. Ortiz, a través de una circular secreta firmada por el canciller radical José María Cantilo, se ordenó «a cónsules argentinos en Europa negar visados a ‘indeseables o expulsados’, en alusión a ciudadanos judíos de ese continente».
El periodista argentino Uki Goñi sostiene en su libro «La auténtica Odessa» (2002) que ”probablemente ningún país tomó medidas tan extraordinarias para cancelar sus permisos de entrada a los judíos como Argentina”.
Pese a las restricciones, Argentina fue el país latinoamericano que incorporó más refugiados judíos entre 1933 y 1945. Desde 1928 el país recibió alrededor de 45.000 judíos europeos, de los cuales probablemente la mitad ingresó de manera ilegal.
En 2001 la cancillería argentina colocó una placa en la sede del ministerio en honor a doce diplomáticos argentinos que, a pesar de las prohibiciones contribuyeron a dar refugio a judíos perseguidos. El Centro Simon Wiesenthal y la Fundación Internacional Raoul Wallenberg, han cuestionado la decisión debido a que al menos uno de esos honrados ignoró la situación de un centenar de judíos argentinos que vivían en Grecia, Holanda y Polonia y que los demás funcionarios solo cumplieron su trabajo consular.
En 1992 y 1994, la embajada de Israel en Argentina y la AMIA (Asociación Mutual Israelí Argentina), fueron objeto de dos ataques terroristas que dejaron 29 muertos en el primer caso y 84 en el segundo. Ninguno de ambos atentados ha sido esclarecido debido al evidente encubrimiento de funcionarios argentinos.
En la Argentina el antisemitismo ha sido un fenómeno endémico y sujeto a procesos complejos y contradictorios. Los gobiernos militares y los sectores militaristas y conservadores, utilizaron el antisemitismo como arma política para desestabilizar gobiernos constitucionales. Pero a su vez, los gobiernos constitucionales y los partidos políticos no han mostrado una clara política activa contra el antisemitismo.
La cultura judía ha realizado aportes considerables a la cultura argentina, en la ciencia, el arte, la música, el humor y los valores.

#### Instituciones
La principal institución judía es la Delegación de las Asociaciones Israelitas de Argentina (DAIA), representativa de toda la comunidad ante las autoridades. También desempeña un papel de primer orden la Asociación Mutual Israelita Argentina (AMIA), a cargo de las actividades religiosas y culturales de la comunidad, así como de servicios de salud. Las comunidades asentadas en las provincias están coordinadas por el Vaad ha-Kehilot. La sede central del Congreso Judío Latinoamericano se encuentra en Buenos Aires.
Tradicionalmente los askenazis y sefaraditas mantienen sus propias sinagogas e instituciones religiosas por separado.
En Buenos Aires hay 56 sinagogas, casi todas ellas pertenecientes al movimiento conservador, pero también incluye cinco ortodoxas y una reformista. En Buenos Aires existe una gran cantidad de carnicerías, mercados y restaurantes kosher.
La comunidad posee alrededor de 70 instituciones educativas, tanto para la educación preescolar, como primaria y secundaria. También existe en Buenos Aires una rama independiente del instituto de YIVO para la investigación judía y un museo judío.
Entre los clubes judíos más conocidos se encuentran Hebraica, Hacoaj y Macabi, en Buenos Aires, y un importante centro comunitario, educativo y deportivo en Córdoba.

#### Historia institucional
A mediados del siglo XIX los judíos que vivían en la Argentina no superaban los 100. En 1862, ante la proximidad de Peisaj, ese reducido grupo pensó en reunirse en una entidad comunitaria. Diez hombres se reunieron para orar y así nació la Congregación Israelita de Buenos Aires, más adelante llamada Congregación Israelita de la República Argentina. Su primer presidente fue Segismundo Aguerbag. En 1876 el gobierno argentino autorizó el ejercicio del Ministerio del Rabinato Judío., promoviendo el impulso de la inmigración judía desde el imperio ruso. En 1888 ocho familias de agricultores judíos inmigraron y fundaron Moisesville, en la Pcia. de Santa Fe. Luego 50 familias fundaron la desaparecida Colonia de Aronsville. En 1889,824 judíos llegaron en el vapor Weser, desde Bremen. En general provenían de la región de Podolia en Ucrania. Respetaban estrictamente la religión y así como la vestimenta y el uso de barba.
En Londres se formó la Jewish Colonization Association, una empresa colonizadora dirigida por el barón Mauricio Hirsch de Guereuth, con el fin de promover la inmigración judía desde los países en los que sufrían persecuciones. En 1891, el vapor Pampa rentado por el Barón Hirsch trajo 817 inmigrantes judíos desde Ucrania, Polonia, Lituania y Besarabia (hoy Moldavia). Esta inmigración dio origen a las colonias de Carlos Casares y Entre Ríos.
En 1888 se publicó en Buenos Aires el primer periódico escrito con caracteres hebraicos, con el nombre de ``El Fonógrafo Hebraico´´, dirigido por Fabián S. Halevy. El 27 de septiembre de 1897 se colocó la piedra fundamental de la Sinagoga de la Congregación Israelita-Argentina, en Libertad 785, frente a la Plaza Lavalle, ceremonia a la que asistió el Intendente Municipal, Francisco Alcobendas.

## Inmigración en la actualidad

### Datos estadísticos
El censo nacional de 2010 estimó que al momento residían en el país un total de 1.805.957 inmigrantes, equivalente a un 4,5% de la población. Para el censo nacional de 2022 el número había aumentado a 1.933.463, pero su porcentaje, sobre el total de la población, se redujo a 4,2%.
De acuerdo a dos sucesivos informes de la Organización de las Naciones Unidas (ONU), al 2015, Argentina contaba con unos 2.086.302 residentes nacidos en el exterior, y al 2017, con 2.164.524, equivalentes a un 4,6% y 4,9% de la población, respectivamente, asentando esta tendencia creciente; entre un 2 y 3% son ciudadanos de países limítrofes. Para el informe de 2020 este número ascendía a 2.281.728, lo que representaba el 5,03% de la población total.
La tasa de extranjeros en proporción a los nacidos en el país es muy pequeña en comparación con otras naciones (121.º), pero medido en términos absolutos, Argentina es el mayor receptor de inmigrantes de toda América Latina, así como el que más cantidad tiene en la región, y se ubicaba, para 2015, 29.º en el ranking mundial.

### Impacto en la economía
Según un estudio en conjunto de la Organización para la Cooperación y el Desarrollo Económicos (OCDE) y la Organización Internacional del Trabajo (OIT) los inmigrantes tienen un impacto limitado en la economía argentina, entre todos ellos generando alrededor de un 4,1% del producto bruto interno (PBI) hacia 2018.
Casi 6 de cada 10 extranjeros trabajan en la construcción, tareas domésticas, industrias, en el sector de ventas y reparación de vehículos; el 50,4% se desempeña informalmente y el 19,4% cobra menos que los nacidos en el país. A su vez, se resalta que los inmigrantes no provocan consecuencias negativas en el mercado laboral, particularmente en lo que concierne la competencia por obtener puestos de trabajo con los nativos.
A contramano de la creencia popular, los inmigrantes no causan un incremento en el gasto público sino que de hecho, su contribución fiscal suele ser neutra o positiva, pudiendo llegar a alcanzar una tributación neta de $13.197 por persona, ajustado a la inflación del Índice de Precios al Consumidor (IPC) de la Ciudad de Buenos Aires.
Otros datos que se destacan es que los extranjeros son solo el 4% de los pacientes en los hospitales públicos (que son de atención universalmente gratuita) y el 6% de los presos en las cárceles locales, manteniendo esa cifra desde 2005.
De acuerdo a un informe de la Subsecretaría de Políticas, Estadísticas y Estudios Laborales de la Nación (SPEEN), los inmigrantes, sin importar su nacionalidad, tienen un mayor nivel de ocupación que los argentinos. Si se toma solo a la población de extranjeros sudamericanos, la ocupación llega al 65% contra el 59% de los argentinos.

### Países de procedencia
En la actualidad, la mayoría de los inmigrantes en Argentina proceden de países sudamericanos, contabilizando cerca del 80% del total, con notables minorías italianas, españolas, chinas, coreanas, dominicanas y senegalesas, entre otras.
El 30,5% se origina en Paraguay, cuya comunidad, al año 2010 con 550.713 habitantes, es la más numerosa, y la más económicamente activa y representativa dentro de todos los grupos de extranjeros. Es seguida por las de Bolivia (19,1%), Chile (10,6%), Perú (8,7%), Uruguay (6,5%), y Brasil (2,3%).
Dentro de las corrientes inmigratorias de América del Sur, también se destacan las de Venezuela, Colombia y Ecuador, cuyos flujos (particularmente los dos primeros), se encuentran entre los de más rápido crecimiento en los últimos años.

## Cifras

### Las 20 mayores comunidades inmigrantes según los censos nacionales de 1991, 2001, 2010 y 2022
| País de procedencia  | 2022      | 2010      | 2001      | 1991      |
| -------------------- | --------- | --------- | --------- | --------- |
| Paraguay             | 522.598   | 550.713   | 325.046   | 254.115   |
| Bolivia              | 338.299   | 345.272   | 233.464   | 145.670   |
| Venezuela            | 161.495   | 6.379     | 2.774     | 1.934     |
| Perú                 | 156.251   | 157.514   | 88.260    | 15.939    |
| Chile                | 149.082   | 191.147   | 212.429   | 247.987   |
| Uruguay              | 95.384    | 116.592   | 117.564   | 135.406   |
| Italia               | 68.169    | 147.499   | 216.718   | 356.923   |
| Brasil               | 49.943    | 41.330    | 34.712    | 33.966    |
| España               | 48.492    | 94.030    | 134.417   | 244.212   |
| Colombia             | 46.482    | 17.576    | 3.876     | 2.638     |
| China                | 18.629    | 8.929     | 4.184     | 2.297     |
| Estados Unidos       | 13.986    | 19.147    | 10.552    | 9.755     |
| Ecuador              | 8.879     | 4.820     | 2.125     | 975       |
| República Dominicana | 7.817     | 5.661     | 1.497     | 259       |
| México               | 5.833     | 6.042     | 3.323     | 2.277     |
| Corea del Sur        | 5.337     | 7.321     | 8.290     | 8.371     |
| Alemania             | 4.087     | 8.416     | 10.362    | 15.451    |
| Francia              | 3.960     | 6.995     | 6.578     | 6.309     |
| Cuba                 | 3.921     | 3.461     | 2.457     | 1.393     |
| Ucrania              | 3.486     | 4.830     | 8.290     | 3.498     |
| Otros países         | 221.333   | 70.564    | 105.022   | 138.835   |
| TOTAL                | 1.933.463 | 1.805.957 | 1.531.940 | 1.628.210 |

Inmigrantes residiendo en Argentina, según el Censo de 2022.
300.000+: Bolivia y Paraguay.
100.000-300.000: Chile, Perú y Venezuela.
40.000-99.999: Brasil, Colombia, España, Italia y Uruguay.
10.000-39.999: China y Estados Unidos.
5.000-9.999: Corea del Sur, Ecuador, México y República Dominicana.
1.000-4.999: Alemania, Canadá, Cuba, Francia, Haití, Israel, Japón, Polonia, Portugal, Reino Unido, Rusia, Siria, Senegal, Suiza y Ucrania.
500-999: El resto.

Fuente: Instituto Nacional de Estadística y Censos (INDEC), 1991, 2001, 2010, 2022.
| País             | % sobre total de inmigrantes | % sobre total de inmigrantes |
| ---------------- | ---------------------------- | ---------------------------- |
| América          | 81,1                         | 81.1                         |
| Paraguay         | 27,0                         | 27                           |
| Bolivia          | 17,5                         | 17.5                         |
| Venezuela        | 8,4                          | 8.4                          |
| Perú             | 8,1                          | 8.1                          |
| Chile            | 7,7                          | 7.7                          |
| Resto de América | 12,4                         | 12.4                         |
| Europa           | 7,5                          | 7.5                          |
| Italia           | 3,5                          | 3.5                          |
| España           | 2,5                          | 2.5                          |
| Resto de Europa  | 1,5                          | 1.5                          |
| Asia             | 1,9                          | 1.9                          |
| África y Oceanía | 0,2                          | 0.2                          |
| Ignorado         | 9,3                          | 9.3                          |

### La radicación de inmigrantes en los últimos tiempos

Radicaciones otorgadas en Argentina por país de origen.

La siguiente tabla muestra la radicación de extranjeros en Argentina en el periodo 2004-2024, donde se le entregó una radicación, ya sea permanente o temporaria, en el país a un total de 3.690.213 personas.
| País de procedencia  | Total     | 2024    | 2023 - 2020 | 2019 - 2016 | 2015-2012 | 2011 - 2008 | 2007 - 2004 |
| -------------------- | --------- | ------- | ----------- | ----------- | --------- | ----------- | ----------- |
| Paraguay             | 1 191 601 | 25 905  | 125 087     | 208 559     | 421 940   | 349 634     | 60 476      |
| Bolivia              | 850 470   | 26 433  | 95 554      | 160 105     | 246 747   | 236 412     | 85 219      |
| Perú                 | 446 105   | 11 482  | 40 905      | 70 533      | 140 616   | 131 403     | 51 166      |
| Venezuela            | 428 996   | 23 260  | 207 237     | 179 629     | 12 580    | 4671        | 1619        |
| Colombia             | 204 037   | 10 030  | 37 478      | 59 832      | 63 325    | 28 012      | 5473        |
| Brasil               | 108 741   | 7183    | 28 419      | 30 749      | 19 858    | 16 682      | 5850        |
| Chile                | 74 319    | 4207    | 10 883      | 13 383      | 18 703    | 18 955      | 8188        |
| Ecuador              | 64 213    | 10 167  | 22 374      | 13 169      | 9440      | 6671        | 2392        |
| Uruguay              | 61 713    | 2443    | 8442        | 11 840      | 17 781    | 14 138      | 7069        |
| China                | 52 299    | 823     | 5686        | 9937        | 9145      | 13 358      | 13 350      |
| Estados Unidos       | 28 228    | 1736    | 5033        | 7499        | 6686      | 4544        | 2730        |
| España               | 22 110    | 626     | 2472        | 6164        | 7393      | 3675        | 1780        |
| República Dominicana | 20 545    | 150     | 1784        | 4190        | 8679      | 4117        | 1625        |
| México               | 18 704    | 897     | 2994        | 5824        | 4728      | 2793        | 1468        |
| Francia              | 11 453    | 291     | 1321        | 3571        | 3366      | 2040        | 864         |
| Rusia                | 11 290    | 4601    | 3619        | 993         | 823       | 398         | 856         |
| Otros países         | 95 389    | 4633    | 16 300      | 25 604      | 24 681    | 12 650      | 11 521      |
| Total                | 3 690 213 | 134 754 | 615 588     | 811 581     | 1 016 491 | 850 153     | 261 646     |

Fuente: Dirección Nacional de Migraciones (DNM).

### Extranjeros residentes
El siguiente cuadro muestra a los extranjeros que se encontraban residiendo en Argentina para agosto de cada año, según los informes de la Dirección Nacional de Población en base a los registros del RENAPER y la DNM. Se contabilizan aquellas personas que cuentan con DNI digital, libreta celeste o tarjeta, mientras que no se incluye a aquellas personas que cuentan con versiones confeccionadas manualmente (Libreta Cívica, Libreta de Enrolamiento y DNI tapa verde).
| País de procedencia  | 2025 (ene.) | 2024      | 2023      | 2022      |
| -------------------- | ----------- | --------- | --------- | --------- |
| Paraguay             | 754.673     | 744.306   | 916.136   | 900.238   |
| Bolivia              | 535.370     | 542.872   | 671.193   | 658.559   |
| Perú                 | 213.767     | 227.179   | 291.181   | 289.430   |
| Venezuela            | 196.573     | 197.395   | 236.929   | 220.595   |
| Chile                | 183.045     | 182.173   | 209.449   | 211.662   |
| Uruguay              | 113.475     | 111.814   | 127.813   | 128.333   |
| Brasil               | 79.448      | 76.323    | 106.023   | 94.897    |
| Italia               | 70.728      | 74.311    | 84.437    | 88.799    |
| Colombia             | 62.766      | 68.057    | 118.687   | 111.969   |
| España               | 54.422      | 55.028    | 68.748    | 71.064    |
| China                | 31.924      | 31.946    | 52.341    | N/D       |
| Ecuador              | 28.896      | 27.619    | 37.264    | N/D       |
| Estados Unidos       | 22.555      | 21.723    | 32.803    | N/D       |
| República Dominicana | 10.324      | 10.937    | 14.248    | N/D       |
| Rusia                | 9.422       | 8.494     | N/D       | N/D       |
| México               | 8.955       | 8.886     | 13.902    | N/D       |
| Corea del Sur        | 7.373       | 7.359     | 9.579     | N/D       |
| Francia              | 6.150       | 6.104     | 9.953     | N/D       |
| Alemania             | 5.891       | 5.750     | 7.888     | N/D       |
| Cuba                 | 5.410       | 5.763     | 6.896     | N/D       |
| Ucrania              | N/D         | N/D       | 4.811     | N/D       |
| Otros países         | 57.024      | 56.414    | 74.091    | 258.240   |
| TOTAL                | 2.458.191   | 2.470.453 | 3.094.372 | 3.033.786 |

## Estadísticas históricas

### Origen de los inmigrantes hasta 1940
| Inmigración bruta por nacionalidad (1857-1940) | Inmigración bruta por nacionalidad (1857-1940) | Inmigración bruta por nacionalidad (1857-1940) |
| Nacionalidad                                   | Cantidad                                       | Porcentaje sobre el total                      |
| ---------------------------------------------- | ---------------------------------------------- | ---------------------------------------------- |
| Italiana                                       | 2 970 000                                      | 44,9 %                                         |
| Española                                       | 2 080 000                                      | 31,5 %                                         |
| Francesa                                       | 239 000                                        | 3,6 %                                          |
| Otras nacionalidades                           | 223 000                                        | 3,4 %                                          |
| Polaca                                         | 180 000                                        | 2,7 %                                          |
| Rusa                                           | 177 000                                        | 2,7 %                                          |
| Turca                                          | 174 000                                        | 2,6 %                                          |
| Alemana                                        | 152 000                                        | 2,3 %                                          |
| Austrohúngara                                  | 111 000                                        | 1,7 %                                          |
| Británica                                      | 75 000                                         | 1,1 %                                          |
| Portuguesa                                     | 65 000                                         | 1,0 %                                          |
| Yugoslava                                      | 48 000                                         | 0,7 %                                          |
| Suiza                                          | 44 000                                         | 0,7 %                                          |
| Belga                                          | 26 000                                         | 0,4 %                                          |
| Danesa                                         | 18 000                                         | 0,3 %                                          |
| Estadounidense                                 | 12 000                                         | 0,2 %                                          |
| Neerlandesa                                    | 10 000                                         | 0,2 %                                          |
| Sueca                                          | 7000                                           | 0,1 %                                          |
| Total                                          | 6 611 000                                      |                                                |

Fuente: Dirección Nacional de Migraciones (DNM).
Notas
1. ↑  Incluye a ucranianos, judíos y bielorrusos en la región oriental de Polonia. Los colonos eslavos del Nordeste Argentino Archivado el 24 de septiembre de 2017 en Wayback Machine.
2. ↑  Incluye a ucranianos, alemanes del Volga, bielorusos, polacos, lituanos etc. que por estar entonces sometidos al zarato ruso ingresaron con pasaporte ruso.
3. ↑  Cabe aclarar que la distinción entre turcos, palestinos, sirios, libaneses, y árabes sólo se hizo en el ámbito oficial después de 1920. Hasta ese período, todos emigraban con pasaporte turco —lo cual generalizó el uso del calificativo hasta la actualidad— por estar jurídicamente residiendo dentro del Imperio otomano. De hecho, cada uno de ellos se identificaba con su aldea o pueblo de origen.
4. ↑  En 1867 el Imperio Austríaco y el reino de Hungría firmaron un tratado conocido como Ausgleich, creando una monarquía dual: el Imperio Austrohúngaro. Se desintegró a finales de 1918 con el fin de la Primera Guerra Mundial. Lo que era el Imperio Austrohúngaro se reparte actualmente en trece estados europeos que son en la actualidad las naciones de Austria, Hungría, República Checa, Eslovaquia, Eslovenia, Croacia, Bosnia y Herzegovina y las regiones de Voivodina en Serbia, Bocas de Kotor en Montenegro, Trentino-Alto Adigio y Trieste en Italia, Transilvania y parte del Banato en Rumanía, Galicia en Polonia y Rutenia (región Subcarpática en Ucrania), la mayor parte de los inmigrados con pasaporte «austrohúngaro» han sido personas de los colectivos: croata, polaco, húngaro, esloveno, checo, rumano e incluso italianos del noreste.
5. ↑  El Reino Unido hasta 1922 incluyó a toda Irlanda. Por eso, gran parte de los inmigrantes británicos —llamados entonces comúnmente «ingleses»— fueron de procedencia irlandesa, sumada a la población de origen inglés, galés, y escocés.
6. ↑  Portugal hasta 1974 poseía las siguientes dependencias Angola, Cabo Verde, Guinea Bissau, Macao, Mozambique, Santo Tomé y Príncipe, Timor Leste.
7. ↑  El estado conocido genéricamente como Yugoslavia agrupó, entre 1918 y 1992, los actuales estados independientes de Bosnia y Herzegovina, Croacia, Eslovenia, Macedonia del Norte, Montenegro y Serbia.
8. ↑  Alrededor del 52 % de los inmigrantes del período 1857-1939 se radicaron definitivamente.

### La inmigración neta
| Inmigración neta (1857-1976) | Inmigración neta (1857-1976) |
| Período                      | Total                        |
| ---------------------------- | ---------------------------- |
| 1857/59                      | 7524                         |
| 1860/69                      | 63 514                       |
| 1870/79                      | 92 687                       |
| 1880/89                      | 622 202                      |
| 1890/99                      | 283 472                      |
| 1900/09                      | 924 889                      |
| 1910/19                      | 432 332                      |
| 1920/29                      | 854 331                      |
| 1930/39                      | 159 167                      |
| 1940/49                      | 336 030                      |
| 1950/59                      | 653 919                      |
| 1960/69                      | 379 864                      |
| 1970/76                      | 667 676                      |
| Total                        | 5 477 607                    |

Fuente: Resumen estadístico del Movimiento Migratorio en la República Argentina (1857-1924), Ministerio de Agricultura de la Nación, sección Propaganda e Informes, Buenos Aires, 1925, y Dirección Nacional de Migraciones (DNM).
| Tasa de migración neta (1869-2001) | Tasa de migración neta (1869-2001) | Tasa de migración neta (1869-2001)                 | Tasa de migración neta (1869-2001)               |
| Período                            | Migrantes netos (promedio anual)   | Población total del país (promedio anual en miles) | Tasa de migración neta (por cada mil habitantes) |
| ---------------------------------- | ---------------------------------- | -------------------------------------------------- | ------------------------------------------------ |
| 1870/1900                          | 33 962                             | 3038                                               | 11,5                                             |
| 1900/10                            | 108 416                            | 5702                                               | 18,4                                             |
| 1910/20                            | 32 893                             | 7970                                               | 4,6                                              |
| 1920/30                            | 83 991                             | 10 349                                             | 8,2                                              |
| 1930/40                            | 21 945                             | 13 054                                             | 1,7                                              |
| 1940/50                            | 47 752                             | 15 491                                             | 3,1                                              |
| 1950/60                            | 60 158                             | 18 892                                             | 3,2                                              |
| 1960/70                            | 32 969                             | 22 277                                             | 1,5                                              |
| 1970/75                            | 57 986                             | 26 031                                             | 2,8                                              |
| 1975/90                            | -1,388                             | 29 245                                             | -0,05                                            |
| 1990/2000                          | -2,155                             | 34 732                                             | -0,01                                            |

### Composición y proporción sobre la población de los extranjeros
En términos relativos a los nacidos en el país, la tasa de inmigrantes llega a su cúspide en 1914, cuando el 29,9% de la población argentina total originaba del extranjero (unos 2.391.791). En cantidades absolutas, Argentina logra un pico máximo de 2.604.447 inmigrantes en 1960. Ambos casos registran una tendencia a la baja en los censos nacionales posteriores a los de los años mencionados, tocando un mínimo histórico en 2001, con 1.531.957 inmigrantes (4,2%), pero teniendo un leve rebote para 2010 con 1.805.957 inmigrantes (4,5%).
| Proporción de extranjeros sobre la población total | Proporción de extranjeros sobre la población total | Proporción de extranjeros sobre la población total | Proporción de extranjeros sobre la población total        | Proporción de extranjeros sobre la población total | Proporción de extranjeros sobre la población total | Proporción de extranjeros sobre la población total |
| Año                                                | Población total                                    | Total de extranjeros                               | Tasa media anual de crecimiento (por cada mil habitantes) | Porcentaje de extranjeros sobre la población total | Porcentaje de extranjeros sobre la población total | Porcentaje de extranjeros sobre la población total |
| -------------------------------------------------- | -------------------------------------------------- | -------------------------------------------------- | --------------------------------------------------------- | -------------------------------------------------- | -------------------------------------------------- | -------------------------------------------------- |
| Año                                                | Población total                                    | Total de extranjeros                               | Tasa media anual de crecimiento (por cada mil habitantes) | Total                                              | Varones                                            | Mujeres                                            |
| 1869                                               | 1 877 490                                          | 210 330                                            |                                                           | 11,2 %                                             |                                                    |                                                    |
| 1895                                               | 4 044 911                                          | 1 006 838                                          |                                                           | 24,9 %                                             |                                                    |                                                    |
|                                                    |                                                    |                                                    | 36,0                                                      |                                                    |                                                    |                                                    |
| 1914                                               | 7 903 662                                          | 2 391 171                                          |                                                           | 30,3 %                                             | 34,9 %                                             | 24,2 %                                             |
|                                                    |                                                    |                                                    | 20,4                                                      |                                                    |                                                    |                                                    |
| 1947                                               | 15 893 811                                         | 2 435 927                                          |                                                           | 15,3 %                                             | 17,4 %                                             | 13,2 %                                             |
|                                                    |                                                    |                                                    | 17,9                                                      |                                                    |                                                    |                                                    |
| 1960                                               | 20 013 793                                         | 2.604.447                                          |                                                           | 13,0 %                                             | 14,2 %                                             | 11,8 %                                             |
|                                                    |                                                    |                                                    | 15,6                                                      |                                                    |                                                    |                                                    |
| 1970                                               | 23 364 431                                         | 2 210 400                                          |                                                           | 9,5 %                                              | 10,0 %                                             | 8,9 %                                              |
|                                                    |                                                    |                                                    | 18,1                                                      |                                                    |                                                    |                                                    |
| 1980                                               | 27 949 480                                         | 1 903 159                                          |                                                           | 6,8 %                                              | 6,9 %                                              | 6,7 %                                              |
|                                                    |                                                    |                                                    | 14,7                                                      |                                                    |                                                    |                                                    |
| 1991                                               | 32 615 528                                         | 1 628 210                                          |                                                           | 5,0 %                                              | 4,9 %                                              | 5,1 %                                              |
|                                                    |                                                    |                                                    | 10,1                                                      |                                                    |                                                    |                                                    |
| 2001                                               | 36 260 130                                         | 1 531 940                                          |                                                           | 4.2 %                                              | 4,0 %                                              | 4,5 %                                              |

La población extranjera limítrofe ha manifestado un crecimiento lento pero sostenido desde 1869, cuando en el censo nacional de aquel año se registraron unos 41.360 inmigrantes en esta categoría, contra los 168.970 de países que no compartían frontera alguna con Argentina. Hacia 1991, esta población ya superaba a la extranjera no-limítrofe, y para 2010, se habían convertido en el grupo mayoritario de nacidos en el exterior, donde de un total de 1.805.957 inmigrantes, unos 1.245.054 provenían de países limítrofes (contra 560.903 no-limítrofes), un 3,1% sobre la población total.
La población extranjera no-limítrofe, por su parte, vio su incremento más importante hasta la fecha entre 1869 y 1914, cuando de los 2.357.952 inmigrantes registrados en el censo del último año mencionado, 2.184.469 eran de países no-limítrofes (contra los 206.701 de países limítrofes), un 27,3% sobre la población total. Sin embargo, hacia 1947, esta población experimentó su primera contracción. A pesar de tener un leve aumento en 1960, la misma tuvo una abrupta caída para 1970, de la cual no logró recuperarse, y desde entonces viene en una marcada disminución, tocando un mínimo en 2010, solo siendo el 1,4% de la población.
| Porcentaje de la población nacida en países limítrofes y no limítrofes | Porcentaje de la población nacida en países limítrofes y no limítrofes | Porcentaje de la población nacida en países limítrofes y no limítrofes | Porcentaje de la población nacida en países limítrofes y no limítrofes |
| Año                                                                    | % de nacidos en el extranjero sobre la población total                 | % de nacidos en países limítrofes sobre la población total             | % de nacidos en países no limítrofes sobre la población total          |
| ---------------------------------------------------------------------- | ---------------------------------------------------------------------- | ---------------------------------------------------------------------- | ---------------------------------------------------------------------- |
| 1869                                                                   | 11,2                                                                   | 2,2                                                                    | 9,0                                                                    |
| 1895                                                                   | 24,9                                                                   | 2,9                                                                    | 22,0                                                                   |
| 1914                                                                   | 30,3                                                                   | 2,6                                                                    | 27,6                                                                   |
| 1947                                                                   | 15,3                                                                   | 2,0                                                                    | 13,4                                                                   |
| 1960                                                                   | 13,0                                                                   | 2,3                                                                    | 10,7                                                                   |
| 1970                                                                   | 9,5                                                                    | 2,3                                                                    | 7,2                                                                    |
| 1980                                                                   | 6,8                                                                    | 2,7                                                                    | 4,1                                                                    |
| 1991                                                                   | 5,0                                                                    | 2,5                                                                    | 2,5                                                                    |
| 2001                                                                   | 4,2                                                                    | 2,5                                                                    | 1,7                                                                    |

| Total                | 210 330 | 1 006 838 | 2 391 171 | 2 435 927 | 2 604 447 | 2 210 400 | 1 903 159 | 1 628 210 | 1 531 940 | 1 805 957 |
| Total                | 100 %   | 100 %     | 100 %     | 100 %     | 100 %     | 100 %     | 100 %     | 100 %     | 100 %     | 100 %     |
| Países limítrofes    | 41 360  | 115 892   | 206 701   | 313 264   | 467 260   | 533 850   | 753 428   | 817 144   | 923 215   | 1 245 054 |
| Países limítrofes    | 19,7 %  | 11,5 %    | 8,6 %     | 12,9 %    | 17,9 %    | 24,2 %    | 39,6 %    | 50,2%     | 60,3 %    | 68,9 %    |
| Bolivia              | 6194    | 7361      | 18 256    | 47 774    | 89 155    | 92 300    | 118 141   | 145 670   | 233 464   | 345 272   |
| Bolivia              | 2,9 %   | 0,7 %     | 0,8 %     | 2,0 %     | 3,4 %     | 4,2 %     | 6,2 %     | 8,9 %     | 15,2 %    | 19,1 %    |
| Brasil               | 5919    | 24 725    | 36 629    | 47 039    | 48 737    | 45 100    | 42 757    | 33 966    | 34 712    | 41 330    |
| Brasil               | 2,8 %   | 2,5 %     | 1,5 %     | 1,9 %     | 1,9 %     | 2,0 %     | 2,2 %     | 2,1 %     | 2,3 %     | 2,3 %     |
| Chile                | 10 883  | 20 594    | 34 568    | 51 563    | 118 165   | 133 150   | 215 623   | 247 987   | 212 429   | 191 147   |
| Chile                | 5,2 %   | 2,0 %     | 1,4 %     | 2,1 %     | 4,5 %     | 6,0 %     | 11,3 %    | 15,2 %    | 13,9 %    | 10,6 %    |
| Paraguay             | 3288    | 14 562    | 28 592    | 93 248    | 155 269   | 212 200   | 262 799   | 254 115   | 325 046   | 550 713   |
| Paraguay             | 1,6 %   | 1,4 %     | 1,2 %     | 3,8 %     | 6,0 %     | 9,6 %     | 13,8 %    | 15,6 %    | 21,2 %    | 30,5 %    |
| Uruguay              | 15 076  | 48 650    | 88 656    | 73 640    | 55 934    | 51 100    | 114 108   | 135 406   | 117 564   | 116 592   |
| Uruguay              | 7,2 %   | 4,8 %     | 3,7 %     | 3,0 %     | 2,1 %     | 2,3 %     | 6,0 %     | 8,3 %     | 7,7 %     | 6,4 %     |
| Países no limítrofes | 168 970 | 890 946   | 2 184 496 | 2 122 663 | 2 137 187 | 1 676 550 | 1 149 731 | 811 032   | 608 725   | 560.903   |
| Países no limítrofes | 80,3 %  | 88,5 %    | 91,4 %    | 87,1 %    | 82.1 %    | 75,8 %    | 60,4 %    | 49,8 %    | 39,7 %    | 31,1 %    |
| España               | 34 068  | 198 685   | 841 149   | 749 392   | 715 685   | 514 500   | 373 984   | 244 212   | 134 417   | 94 030    |
| España               | 16,2 %  | 19,7 %    | 35,2 %    | 30,8 %    | 27,5 %    | 23,3 %    | 19,7 %    | 15,0 %    | 8,8 %     | 5,2 %     |
| Italia               | 71 403  | 492 636   | 942 209   | 786 207   | 878 298   | 637 050   | 488 271   | 356 923   | 216 718   | 147 499   |
| Italia               | 33,9 %  | 48,9 %    | 39,4 %    | 32,3 %    | 33,7 %    | 28,8 %    | 25,7 %    | 21,9 %    | 14,1 %    | 8,2 %     |
| Otros países         | 63 499  | 199 625   | 401 138   | 587 064   | 543 204   | 525 000   | 287 476   | 209 897   | 257 590   | 319 374   |
| Otros países         | 30,2 %  | 19,8 %    | 16,8 %    | 24,1 %    | 20,9 %    | 23,8 %    | 15,1%     | 12,9 %    | 16,8 %    | 17,7 %    |

| Tamaño y composición de la población extranjera (2001) | Tamaño y composición de la población extranjera (2001) | Tamaño y composición de la población extranjera (2001) |
| Lugar de nacimiento                                    | Habitantes                                             | Porcentaje con respecto al total de extranjeros        |
| ------------------------------------------------------ | ------------------------------------------------------ | ------------------------------------------------------ |
| América                                                | 1 041 117                                              | 67,96 %                                                |
| Países limítrofes                                      | 923 215                                                | 60,26 %                                                |
| Paraguay                                               | 325 046                                                | 21,22 %                                                |
| Bolivia                                                | 233 464                                                | 15,24 %                                                |
| Chile                                                  | 197 147                                                | 13,87 %                                                |
| Uruguay                                                | 117 564                                                | 7,67 %                                                 |
| Brasil                                                 | 34 712                                                 | 2,27 %                                                 |
| Países no limítrofes                                   | 117 902                                                | 7,70 %                                                 |
| Perú                                                   | 88 260                                                 | 5,76 %                                                 |
| Resto de América                                       | 29 642                                                 | 1,93 %                                                 |
| Europa                                                 | 432 349                                                | 28,22 %                                                |
| Alemania                                               | 10 362                                                 | 0,68 %                                                 |
| España                                                 | 134 417                                                | 8,77 %                                                 |
| Francia                                                | 6578                                                   | 0,43 %                                                 |
| Italia                                                 | 216 718                                                | 14,15 %                                                |
| Polonia                                                | 13 703                                                 | 0,89 %                                                 |
| Antigua Yugoslavia                                     | 3210                                                   | 0,21 %                                                 |
| Antigua Unión Soviética                                | 4156                                                   | 0,27 %                                                 |
| Resto de Europa                                        | 43 205                                                 | 2,82 %                                                 |
| Asia                                                   | 29 672                                                 | 1,94 %                                                 |
| China                                                  | 4184                                                   | 0,27 %                                                 |
| Corea                                                  | 8205                                                   | 0,54 %                                                 |
| Japón                                                  | 4753                                                   | 0,31 %                                                 |
| Líbano                                                 | 1619                                                   | 0,11 %                                                 |
| Siria                                                  | 2350                                                   | 0,15 %                                                 |
| Taiwán                                                 | 3511                                                   | 0,23%                                                  |
| Resto                                                  | 5050                                                   | 0,33 %                                                 |
| África                                                 | 1883                                                   | 0,12 %                                                 |
| Oceanía                                                | 747                                                    | 0,05 %                                                 |
| Desconocido                                            | 26 172                                                 | 1,71 %                                                 |
| TOTAL                                                  | 1 531 940                                              | 100 %                                                  |

### Destino de los inmigrantes
| Provincias con más de 5% de población extranjera (Censo 2001) | Provincias con más de 5% de población extranjera (Censo 2001) | Provincias con más de 5% de población extranjera (Censo 2001) | Provincias con más de 5% de población extranjera (Censo 2001) |
| Provincia                                                     | Población total                                               | Extranjeros                                                   | % extranjeros sobre total                                     |
| ------------------------------------------------------------- | ------------------------------------------------------------- | ------------------------------------------------------------- | ------------------------------------------------------------- |
| Santa Cruz                                                    | 196 958                                                       | 23 665                                                        | 12,02                                                         |
| Ciudad de Buenos Aires                                        | 2 776 138                                                     | 316 739                                                       | 11,41                                                         |
| Tierra del Fuego                                              | 101 079                                                       | 11 200                                                        | 11,08                                                         |
| Río Negro                                                     | 552 822                                                       | 48 416                                                        | 8,76                                                          |
| Neuquén                                                       | 474 155                                                       | 33 999                                                        | 7,17                                                          |
| Partidos del Gran Buenos Aires                                | 8 684 437                                                     | 596.766                                                       | 6,87                                                          |
| Chubut                                                        | 413 237                                                       | 27 425                                                        | 6,64                                                          |
| Jujuy                                                         | 611 888                                                       | 30 593                                                        | 5,00                                                          |

### Índice de masculinidad
| Argentinos                                    | 95  | 99  | 97,3  |
| Españoles                                     | 189 | 161 | 103,6 |
| Franceses                                     | 148 | 124 | 79,4  |
| Italianos                                     | 179 | 171 | 127,4 |
| Rusos                                         | 121 | 142 | 111   |
| Turcos                                        | 335 | 428 | 125,7 |
| Total de extranjeros                          | 172 | 172 | 119,8 |
| Total general                                 | 111 | 115 | 100   |
| Fuentes: Censos nacionales 1898, 1914 y 1960. |     |     |       |